# Lijst van spoorwegstations in Nederland
Hieronder volgt een lijst van alle huidige 398 spoorwegstations in Nederland en op korte termijn te openen nieuwe stations met verwacht jaartal van ingebruikname. Van deze stations worden er drie alleen bij evenementen in de naastliggende stadions gebruikt (i.e. Johan Cruijff ArenA, Philips Stadion & Stadion Feijenoord), en Utrecht Maliebaan alleen als het Spoorwegmuseum open is.

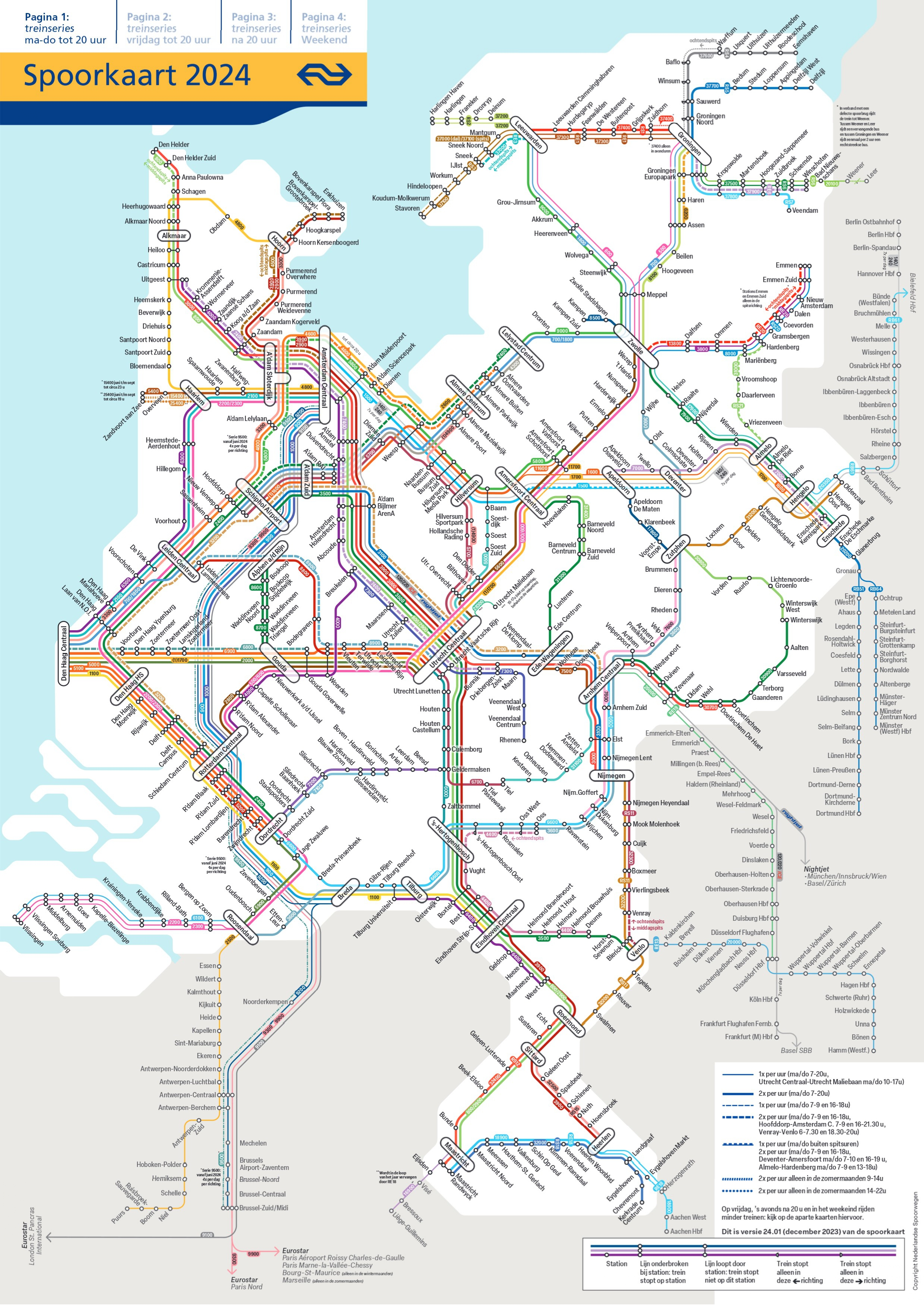
Spoorkaart met de stations in Nederland (2024)

## Namen
In de tabel staan de door NS gebruikte namen. Op de stations met NS-naam Alphen a/d Rijn, Den Haag Laan v NOI en Chevremont staat op de naamborden een afwijkende naam, respectievelijk Alphen aan den Rijn, Den Haag Laan van NOI en Chèvremont.

## FE-codes
In de lijst worden de FE-codes vermeld, ook (telegrafische) afkortingen of verkortingen genoemd, van de stationsnamen, als die bekend zijn. In de communicatie met de reiziger worden FE-codes weinig gebruikt: meestal worden volledige stationsnamen genoemd. Op displays en in het spoorboekje op de rechterpagina's (rechterhelften van de pdf-pagina's) worden andere afkortingen gebruikt.
Op elk station staat de FE-code rechtsonder op de vertrekstaten. Deze kan gebruikt worden in de reisplanner.
Bij de wijziging van een stationsnaam wordt eventueel ook de FE-code veranderd, bijvoorbeeld van Hvsn naar Hvsm. Anderzijds staan de letters van een FE-code in sommige gevallen niet in de naam, bijvoorbeeld Gv en Gvc ('s-Gravenhage = Den Haag). Bij Gvc is ook opmerkelijk dat een station met "Centraal" in de naam hier een c in de FE-code heeft: normaal is het station met "Centraal" in de naam het belangrijkste station en heeft het daarom de kortste FE-code (echter in Den Haag was Hollands Spoor het eerste station en dit kreeg de FE-code Gv, zodat Den Haag Centraal een andere FE-code moest krijgen). In de reisplanner geeft "Den Haag" zonder toevoeging dan ook niet station Gv, maar station Gvc.
Per staat voor aantal perrons
Psp staat voor aantal perronsporen

## Reizigersaantallen
De genoemde reizigersaantallen per station zijn afkomstig van het NS Dashboard van het betreffende jaar. Het getoonde getal is het aantal instappers, uitstappers en overstappers van NS-trein op NS-trein op het betreffende station per gemiddelde werkdag. Het aantal omvat derhalve niet de gebruikers van andere vervoerders.

## A

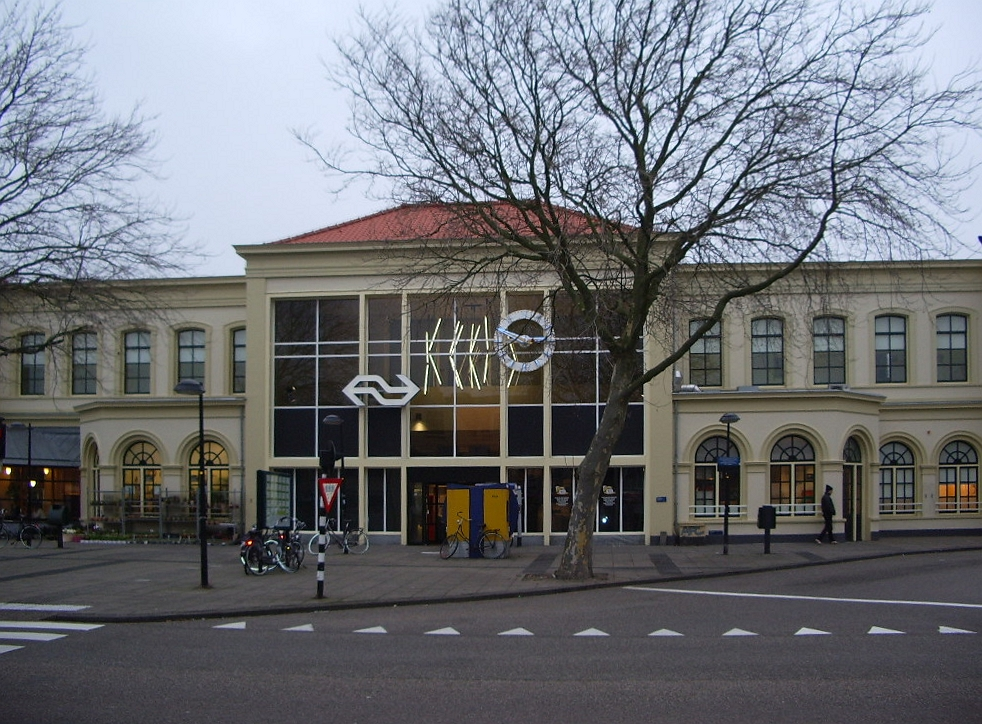
Station Alkmaar
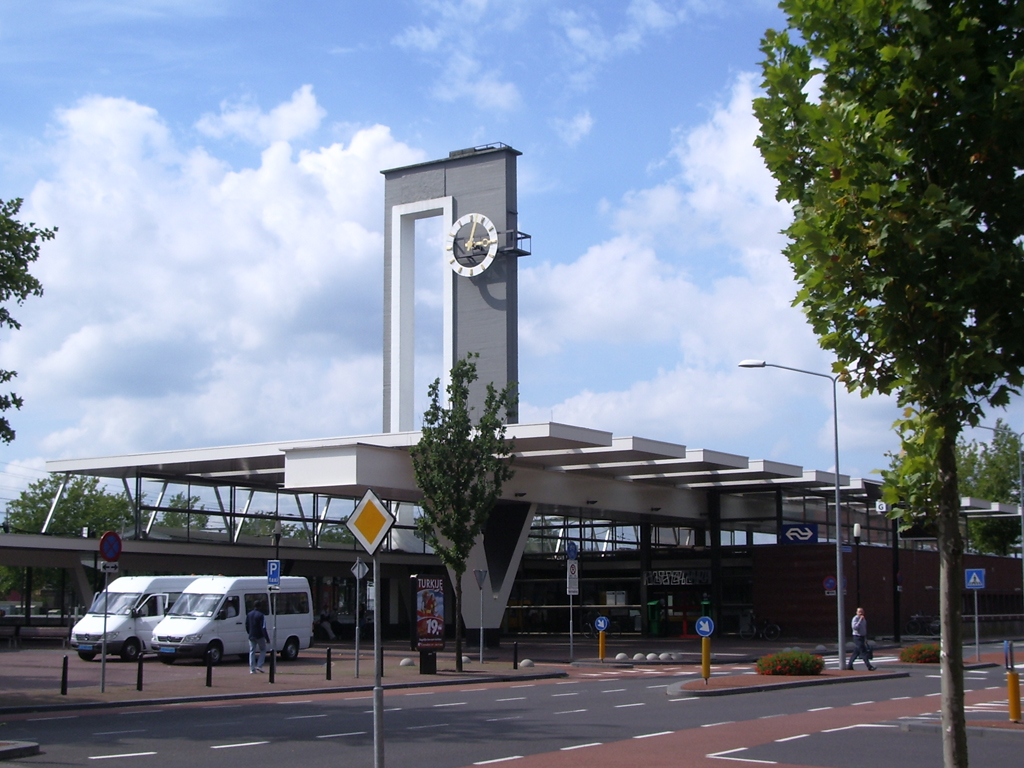
Station Almelo
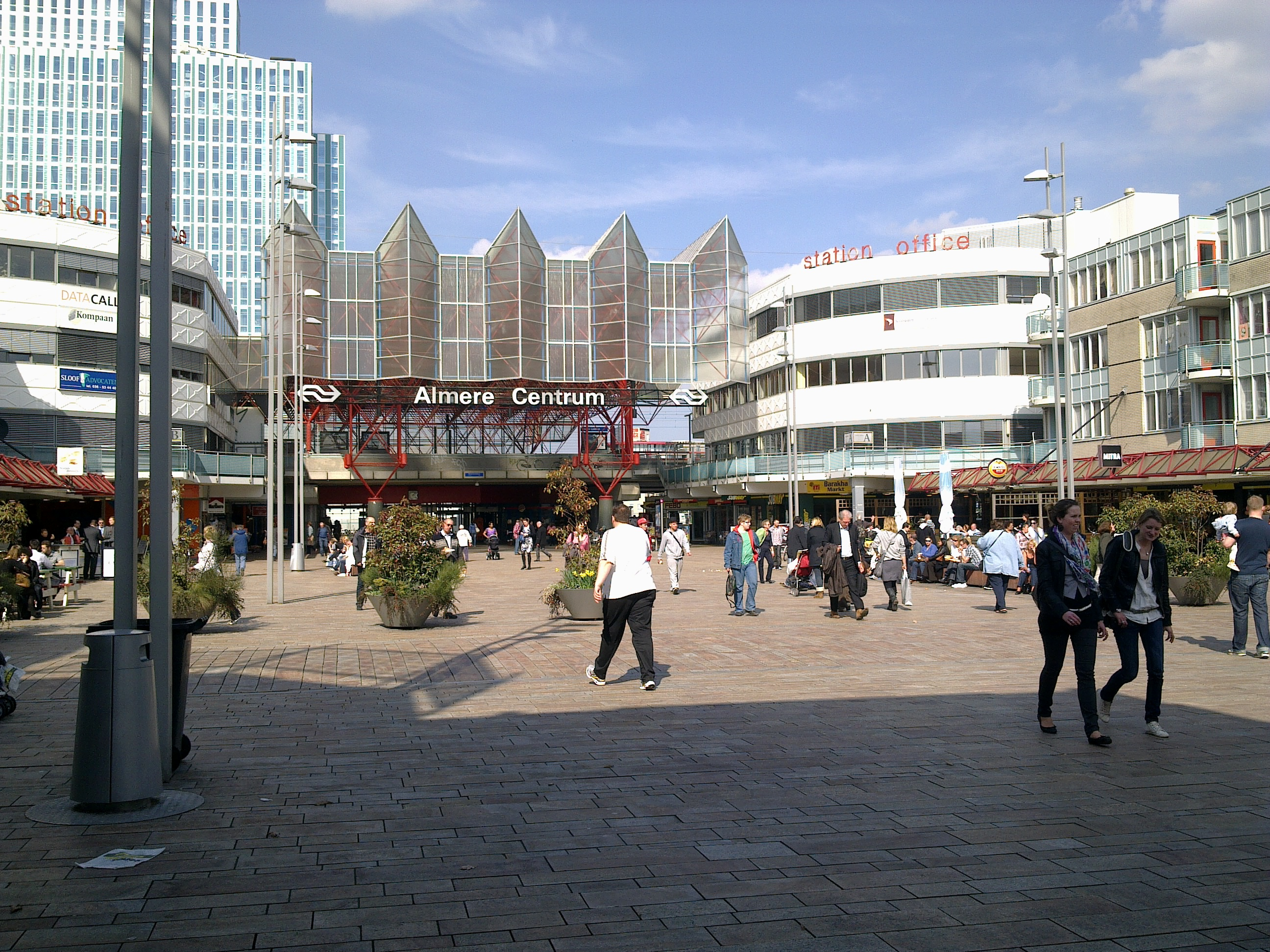
Station Almere Centrum
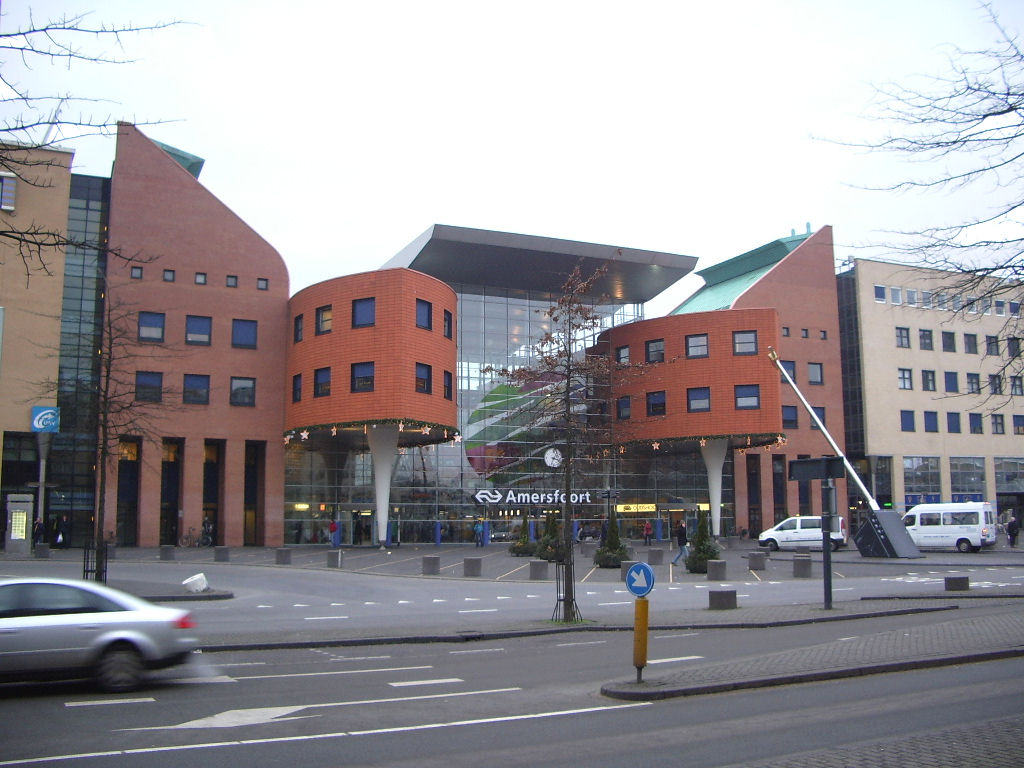
Station Amersfoort Centraal
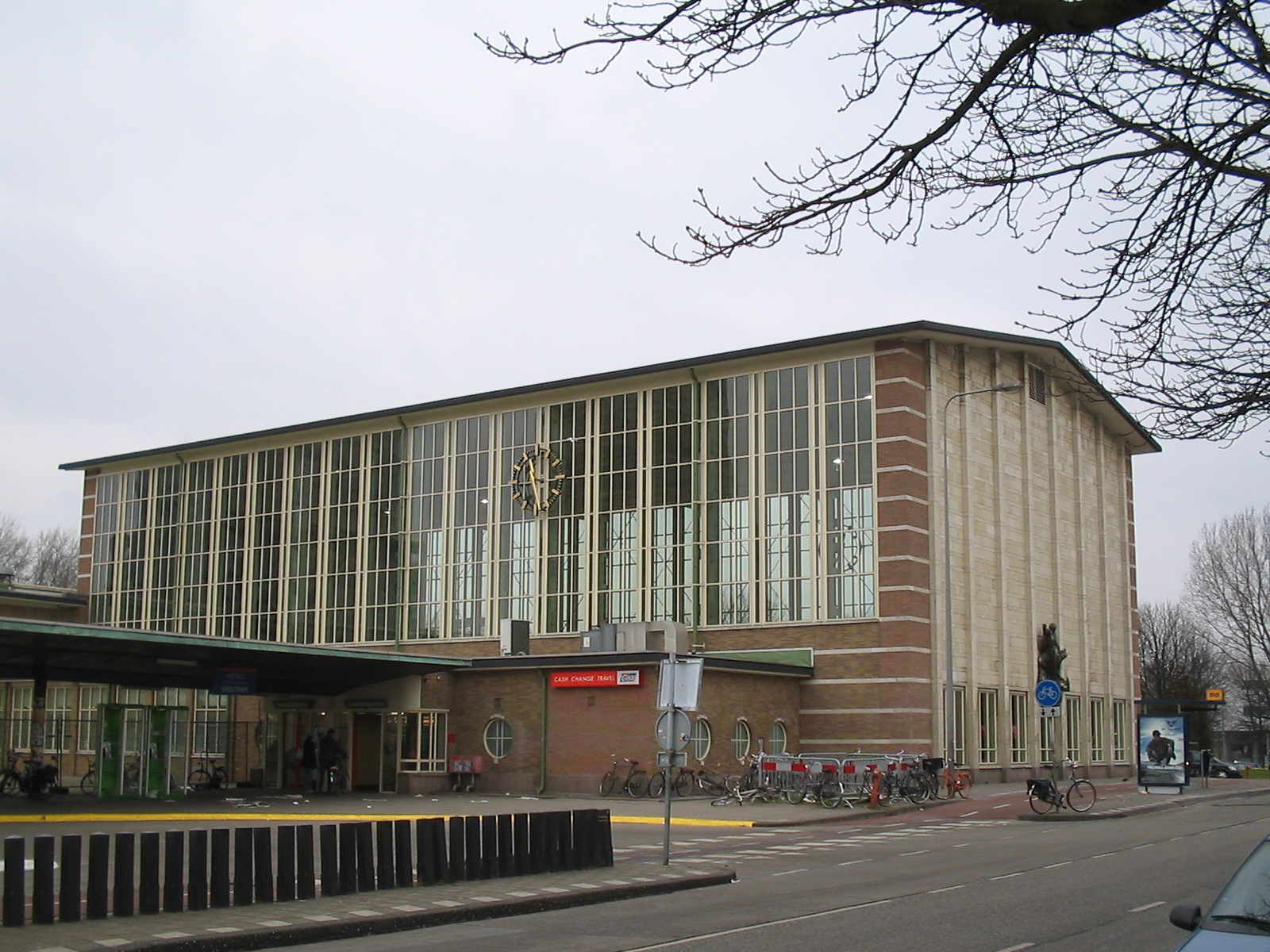
Station Amsterdam Amstel
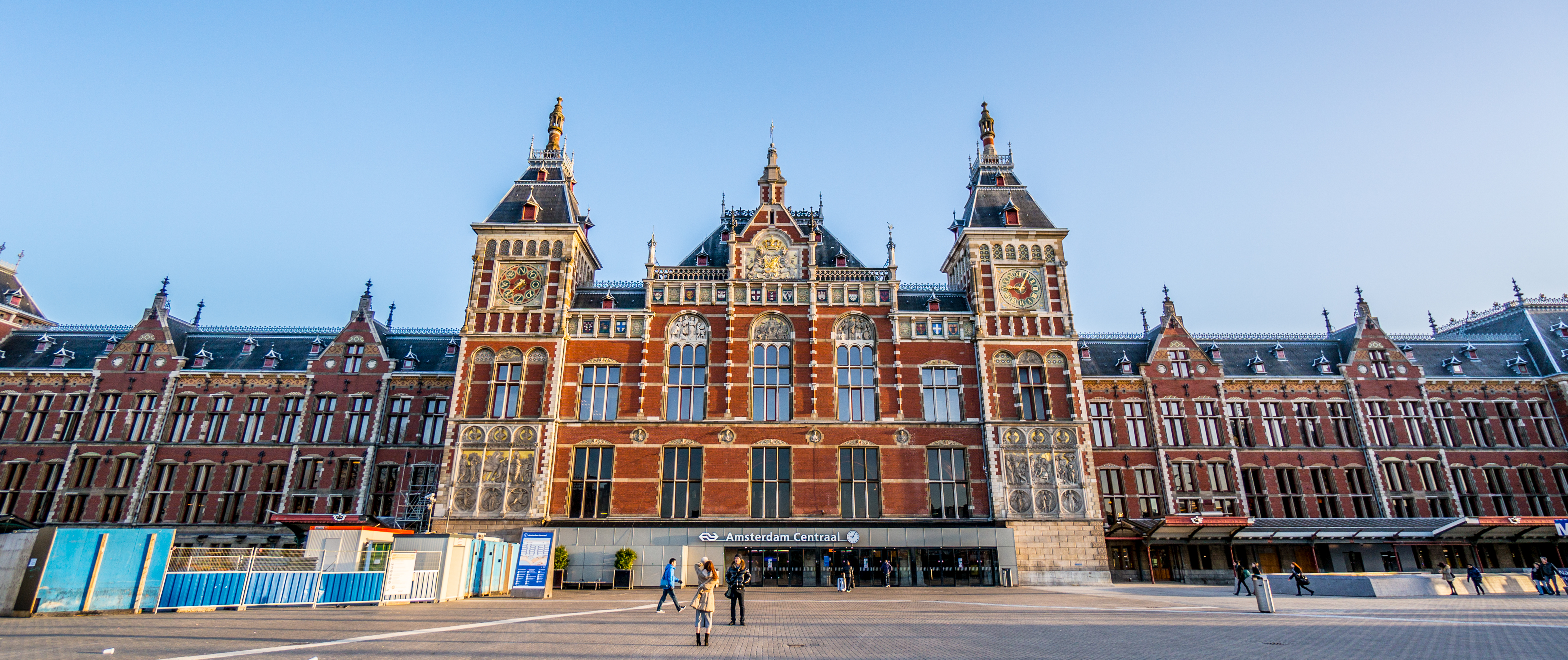
Station Amsterdam Centraal
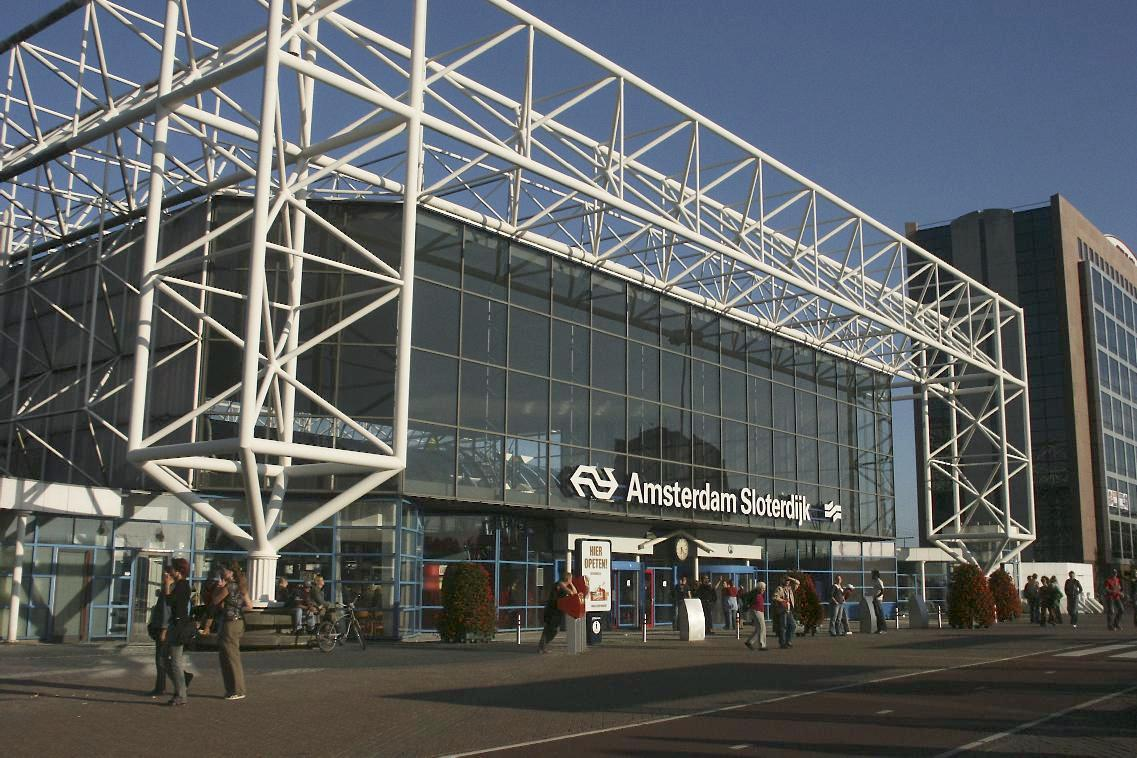
Station Amsterdam Sloterdijk
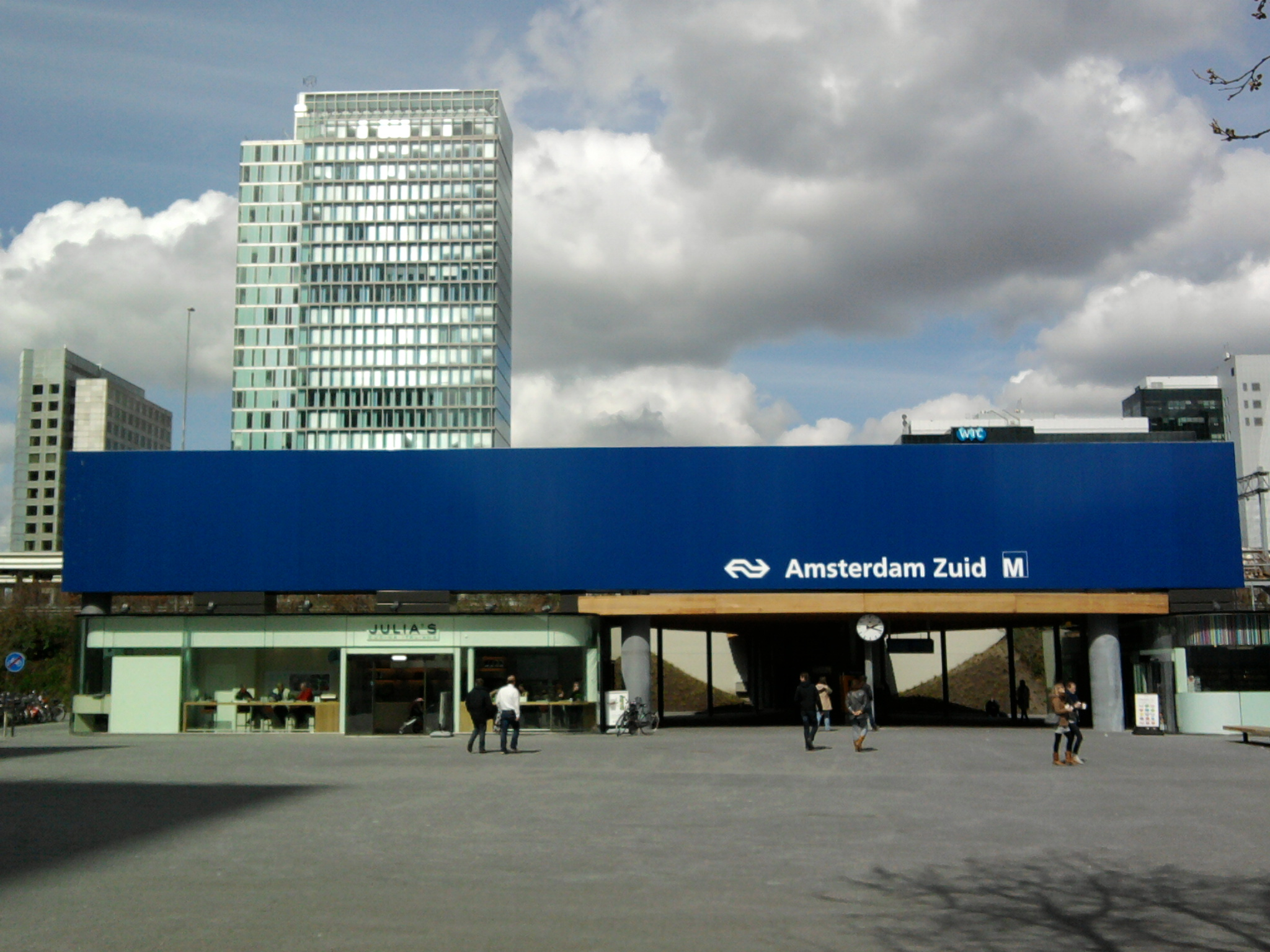
Station Amsterdam Zuid
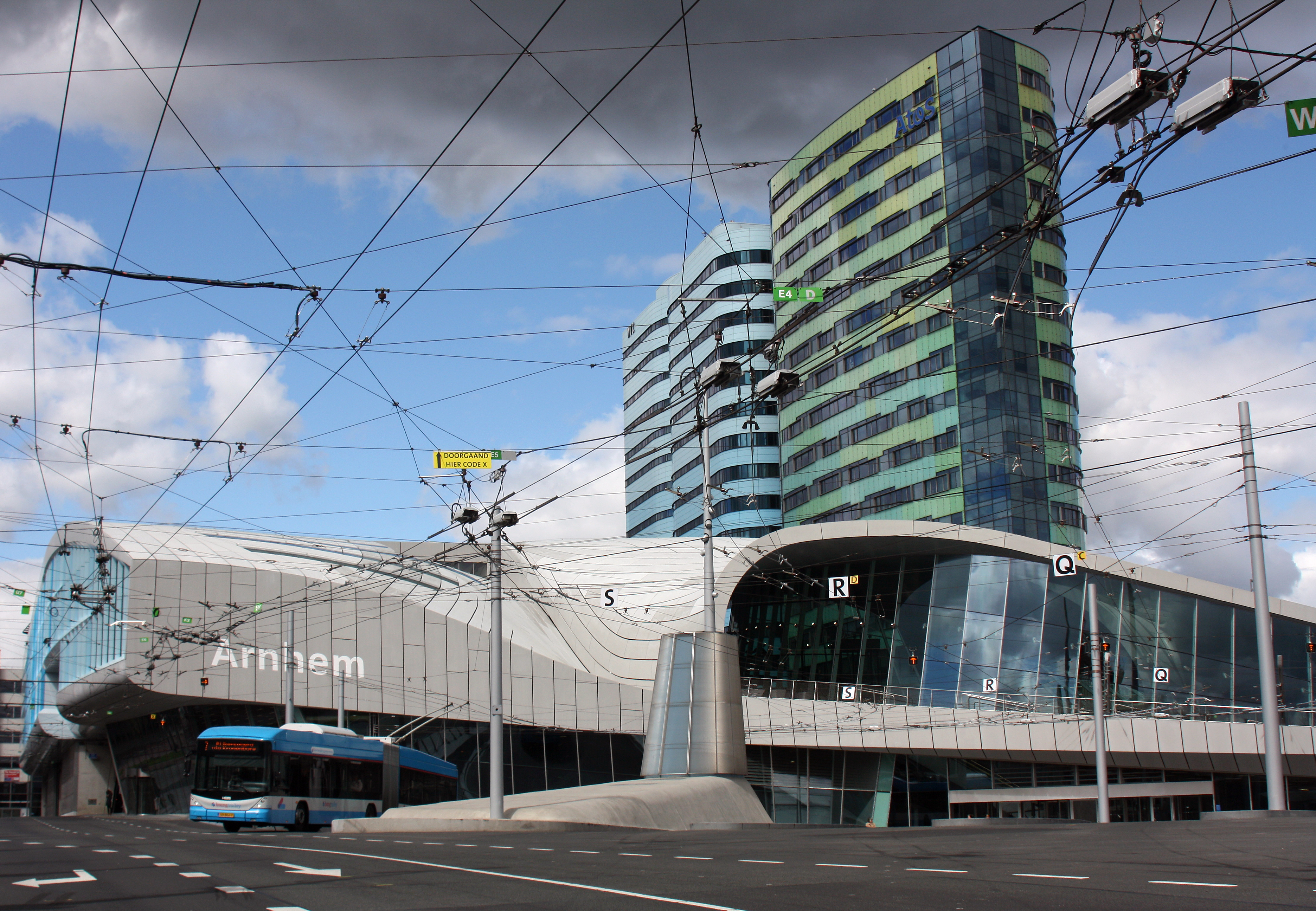
Station Arnhem Centraal
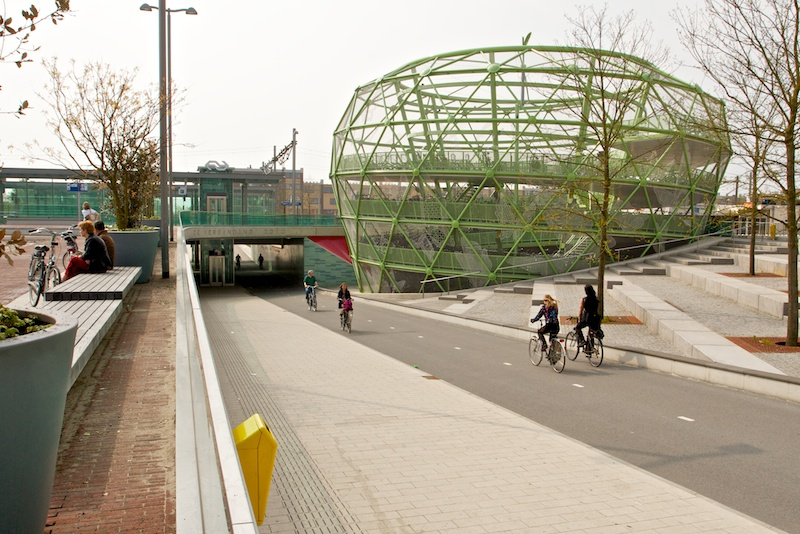
Station Alphen a/d Rijn

| Naam                                     | Plaats              | Afk   | Opening | Per | Psp | Spoorlijn                                                              | Vervoerders                                          | Reizigers per dag  |
| ---------------------------------------- | ------------------- | ----- | ------- | --- | --- | ---------------------------------------------------------------------- | ---------------------------------------------------- | ------------------ |
| Aalten                                   | Aalten              | Atn   | 1885    | 1   | 2   | Winterswijk-Zevenaar                                                   | Arriva                                               | 1.531 (2008)       |
| Abcoude                                  | Abcoude             | Ac    | 1843    | 1   | 2   | Rhijnspoorweg                                                          | NS                                                   | 1.599 (2022)       |
| Akkrum                                   | Akkrum              | Akm   | 1868    | 1   | 2   | Staatslijn A                                                           | NS                                                   | 769 (2024)         |
| Alkmaar                                  | Alkmaar             | Amr   | 1865    | 3   | 5   | Staatslijn K Alkmaar-Hoorn                                             | NS                                                   | 15.272 (2024)      |
| Alkmaar Noord                            | Alkmaar             | Amrn  | 1980    | 2   | 2   | Staatslijn K Alkmaar-Hoorn                                             | NS                                                   | 3.650 (2024)       |
| Almelo                                   | Almelo              | Aml   | 1865    | 1   | 3   | Almelo-Salzbergen Zwolle-Almelo Deventer-Almelo Mariënberg-Almelo      | Arriva Keolis NS                                     | 6.544 (2024) (NS)  |
| Almelo De Riet                           | Almelo              | Amri  | 1926    | 2   | 2   | Almelo-Salzbergen                                                      | Keolis NS                                            | 179 (2024) (NS)    |
| Almere Buiten                            | Almere Buiten       | Almb  | 1987    | 2   | 2   | Flevolijn                                                              | NS                                                   | 4.679 (2024)       |
| Almere Centrum                           | Almere Stad         | Alm   | 1987    | 2   | 4   | Flevolijn                                                              | Arriva NS                                            | 26.979 (2024) (NS) |
| Almere Muziekwijk                        | Almere Stad         | Almm  | 1987    | 2   | 2   | Flevolijn                                                              | NS                                                   | 4.217 (2024)       |
| Almere Oostvaarders                      | Almere Buiten       | Almo  | 2004    | 2   | 4   | Flevolijn                                                              | NS                                                   | 3.478 (2024)       |
| Almere Parkwijk                          | Almere Stad         | Almp  | 1996    | 2   | 2   | Flevolijn                                                              | NS                                                   | 1.834 (2024)       |
| Almere Poort                             | Almere Poort        | Ampo  | 2012    | 2   | 2   | Flevolijn                                                              | NS                                                   | 5.925 (2024)       |
| Alphen a/d Rijn                          | Alphen aan den Rijn | Apn   | 1878    | 3   | 4   | Woerden-Leiden Gouda-Alphen a/d Rijn                                   | NS                                                   | 10.606 (2024)      |
| Amersfoort Centraal                      | Amersfoort          | Amf   | 1902    | 3   | 6   | Centraalspoorweg Oosterspoorweg Ponlijn Valleilijn                     | Keolis NS NS International                           | 43.123 (2024) (NS) |
| Amersfoort Schothorst                    | Amersfoort          | Amfs  | 1987    | 2   | 3   | Centraalspoorweg                                                       | NS                                                   | 5.527 (2023)       |
| Amersfoort Vathorst                      | Hooglanderveen      | Avat  | 2006    | 3   | 3   | Centraalspoorweg                                                       | NS                                                   | 3.305 (2024)       |
| Amsterdam Amstel                         | Amsterdam           | Asa   | 1939    | 2   | 2   | Rhijnspoorweg                                                          | NS                                                   | 26.593 (2024)      |
| Amsterdam ArenA (alleen bij evenementen) | Amsterdam           | Asdar | 1996    | 1   | 1   | Rhijnspoorweg Utrechtboog                                              | NS                                                   | -                  |
| Amsterdam Bijlmer ArenA                  | Amsterdam           | Asb   | 1971    | 4   | 6   | Rhijnspoorweg Utrechtboog                                              | Arriva NS                                            | 25.873 (2024)      |
| Amsterdam Centraal                       | Amsterdam           | Asd   | 1889    | 6   | 11  | Oude Lijn Staatslijn K Oosterspoorweg Rhijnspoorweg Amsterdam-Schiphol | Arriva European Sleeper Eurostar NS NS International | 171.272 (2024)     |
| Amsterdam Holendrecht                    | Amsterdam           | Ashd  | 2008    | 2   | 2   | Rhijnspoorweg                                                          | NS                                                   | 4.177 (2024)       |
| Amsterdam Lelylaan                       | Amsterdam           | Asdl  | 1986    | 1   | 2   | Amsterdam-Schiphol                                                     | NS                                                   | 11.290 (2024)      |
| Amsterdam Muiderpoort                    | Amsterdam           | Asdm  | 1896    | 2   | 4   | Oosterspoorweg Rhijnspoorweg                                           | NS                                                   | 12.515 (2024)      |
| Amsterdam RAI                            | Amsterdam           | Rai   | 1981    | 2   | 4   | Schiphollijn                                                           | NS                                                   | 4.103 (2024)       |
| Amsterdam Science Park                   | Amsterdam           | Assp  | 2009    | 2   | 2   | Oosterspoorweg                                                         | NS                                                   | 4.164 (2024)       |
| Amsterdam Sloterdijk                     | Amsterdam           | Ass   | 1983    | 5   | 10  | Oude Lijn Staatslijn K Amsterdam-Schiphol                              | NS                                                   | 57.576 (2024)      |
| Amsterdam Zuid                           | Amsterdam           | Asdz  | 1978    | 2   | 4   | Schiphollijn                                                           | Arriva NS                                            | 63.365 (2024)      |
| Anna Paulowna                            | Anna Paulowna       | Ana   | 1865    | 2   | 2   | Staatslijn K                                                           | NS                                                   | 1.605 (2024)       |
| Apeldoorn                                | Apeldoorn           | Apd   | 1876    | 3   | 4   | Apeldoorn-Deventer Oosterspoorweg Dieren-Apeldoorn                     | Arriva NS NS International VSM                       | 12.590 (2024) (NS) |
| Apeldoorn De Maten                       | Apeldoorn           | Apdm  | 2006    | 1   | 1   | Oosterspoorweg                                                         | Arriva                                               | 612 (2009)         |
| Apeldoorn Osseveld                       | Apeldoorn           | Apdo  | 2006    | 2   | 2   | Apeldoorn-Deventer                                                     | NS                                                   | 1.104 (2024)       |
| Appingedam                               | Appingedam          | Apg   | 1884    | 2   | 2   | Groningen-Delfzijl                                                     | Arriva                                               | 1.082 (2009)       |
| Arkel                                    | Arkel               | Akl   | 1883    | 1   | 1   | MerwedeLingelijn (Betuwelijn)                                          | Qbuzz                                                | 160 (2014)         |
| Arnemuiden                               | Arnemuiden          | Arn   | 1872    | 2   | 2   | Staatslijn F                                                           | NS                                                   | 410 (2022)         |
| Arnhem Centraal                          | Arnhem              | Ah    | 1845    | 4   | 8   | Rhijnspoorweg Staatslijn A Arnhem-Nijmegen                             | Arriva Breng NS NS International VIAS GmbH           | 43.362 (2024) (NS) |
| Arnhem Presikhaaf                        | Arnhem              | Ahpr  | 1969    | 2   | 2   | Staatslijn A                                                           | NS                                                   | 2.116 (2024)       |
| Arnhem Velperpoort                       | Arnhem              | Ahp   | 1953    | 2   | 2   | Rhijnspoorweg Staatslijn A                                             | Arriva Breng NS                                      | 1.852 (2022) (NS)  |
| Arnhem Zuid                              | Arnhem              | Ahz   | 2004    | 2   | 2   | Arnhem-Nijmegen                                                        | NS                                                   | 3.224 (2024)       |
| Assen                                    | Assen               | Asn   | 1870    | 2   | 3   | Staatslijn C                                                           | Arriva NS                                            | 7.548 (2024)       |

## B

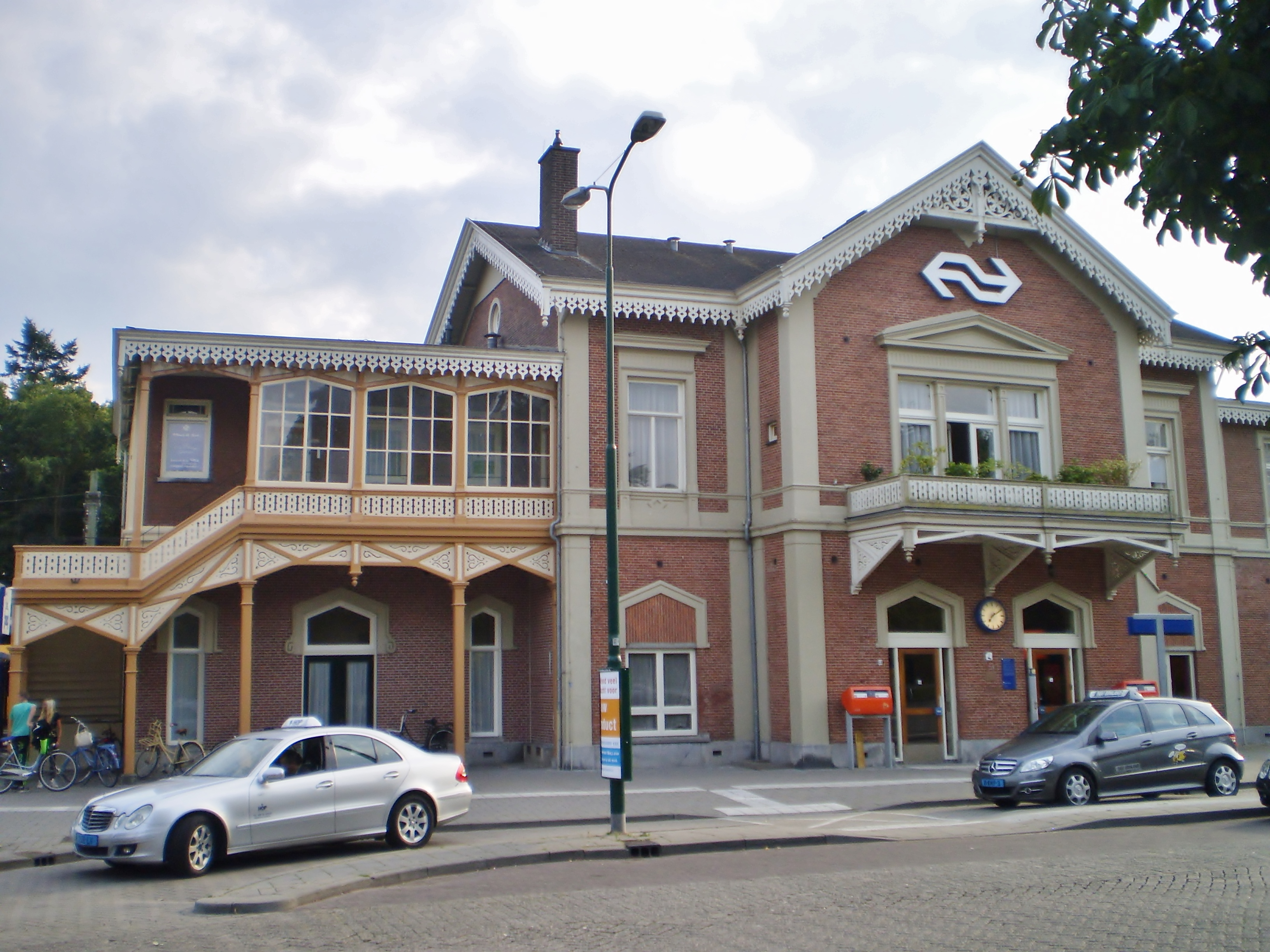
Station Baarn
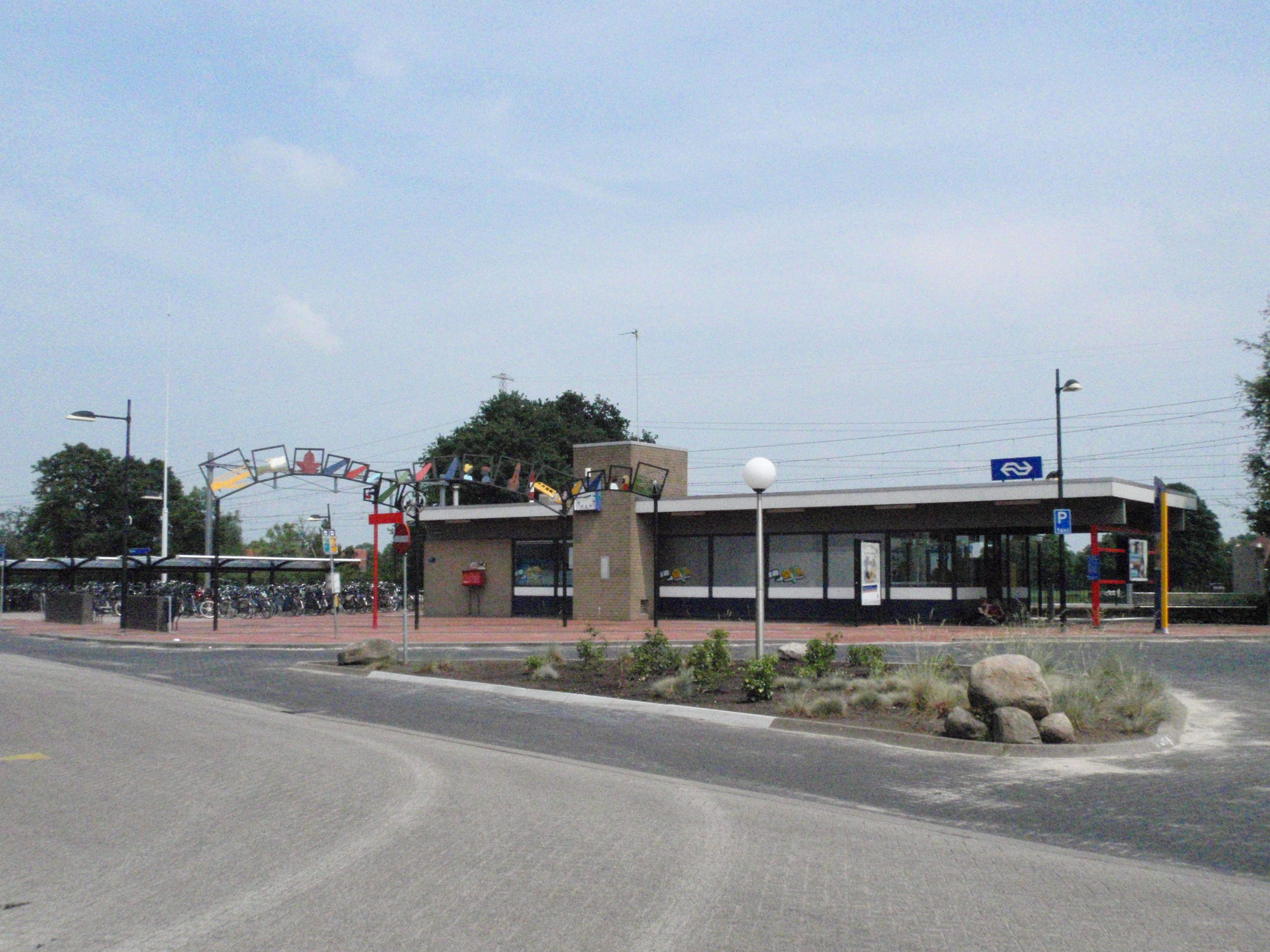
Station Beilen
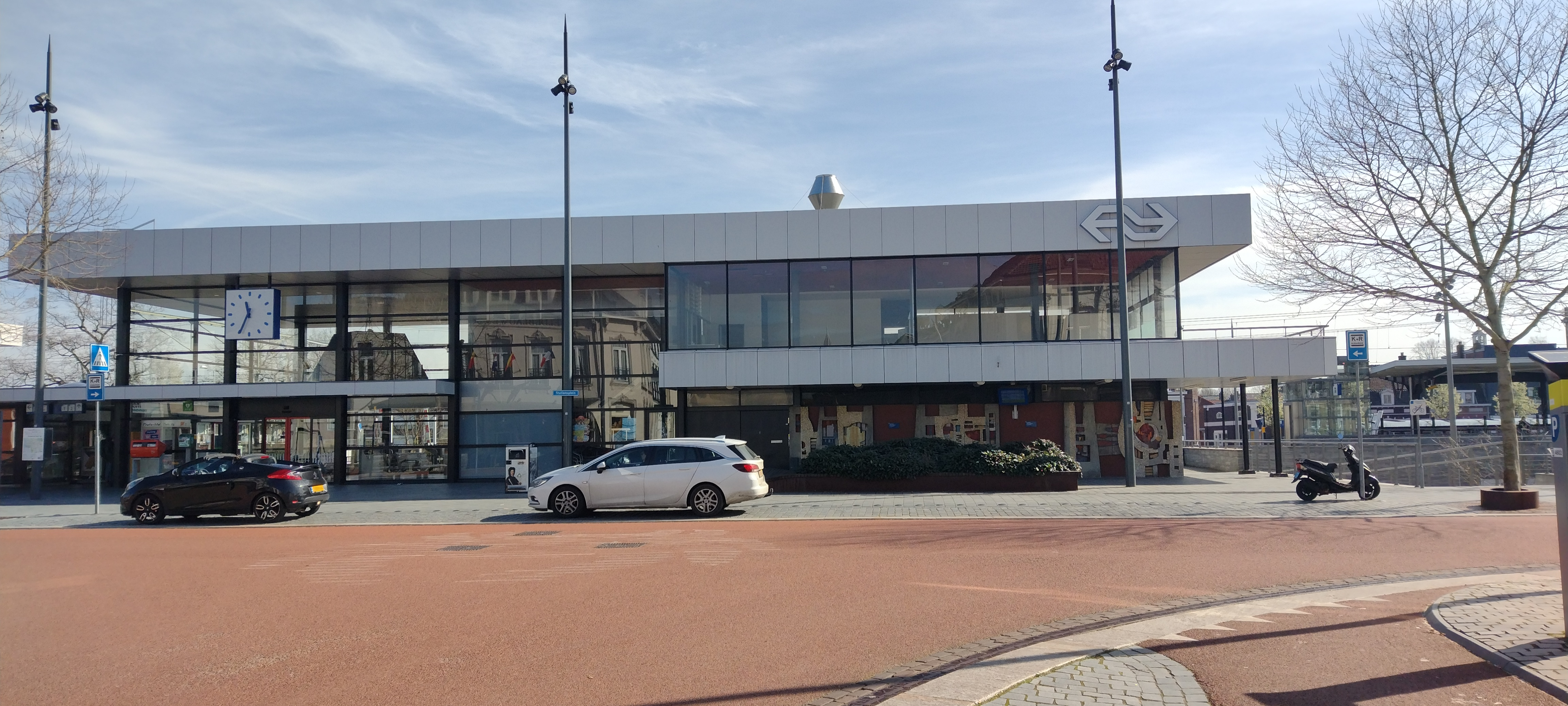
Station Bergen op Zoom
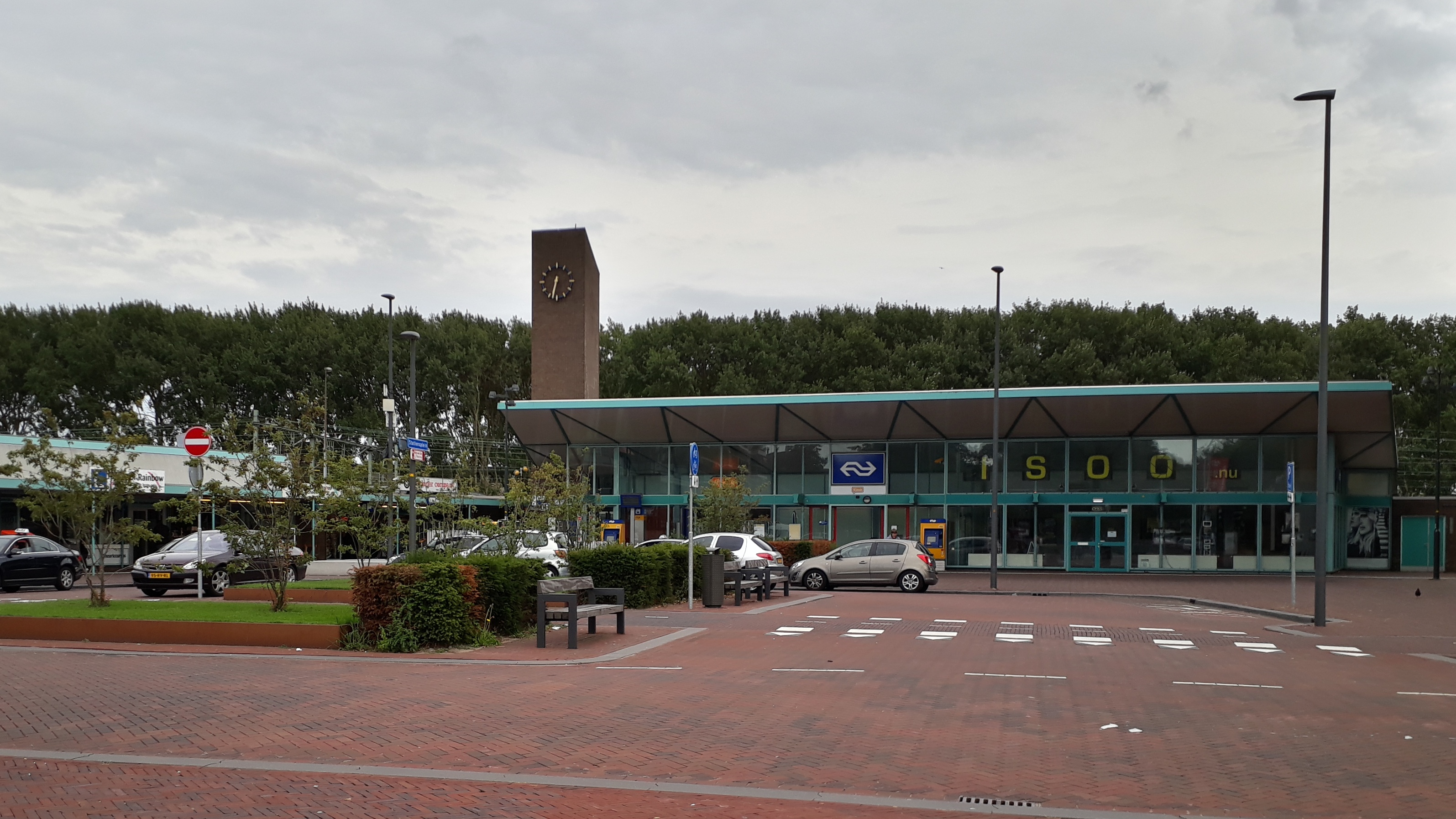
Station Beverwijk
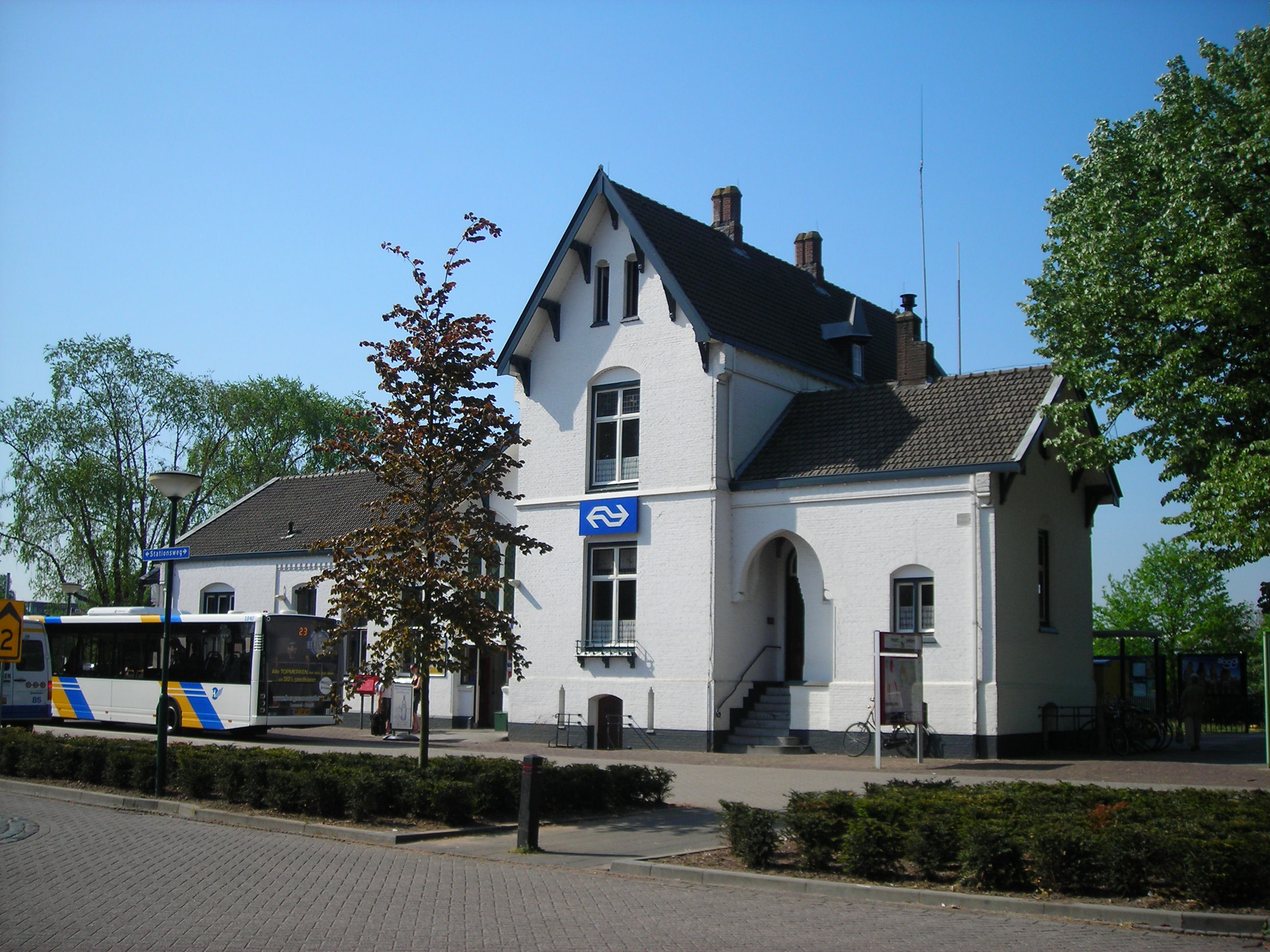
Station Boxmeer
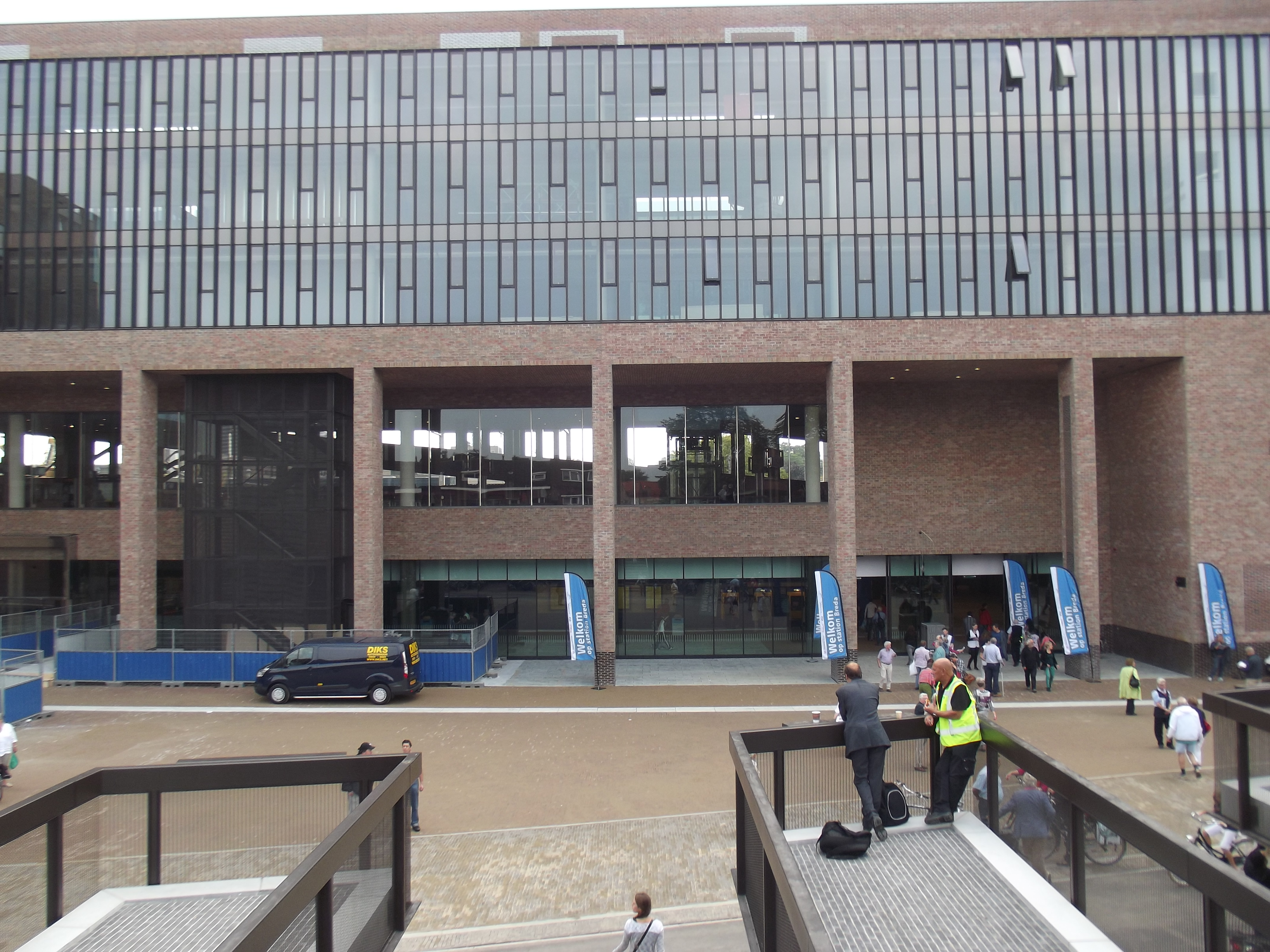
Station Breda
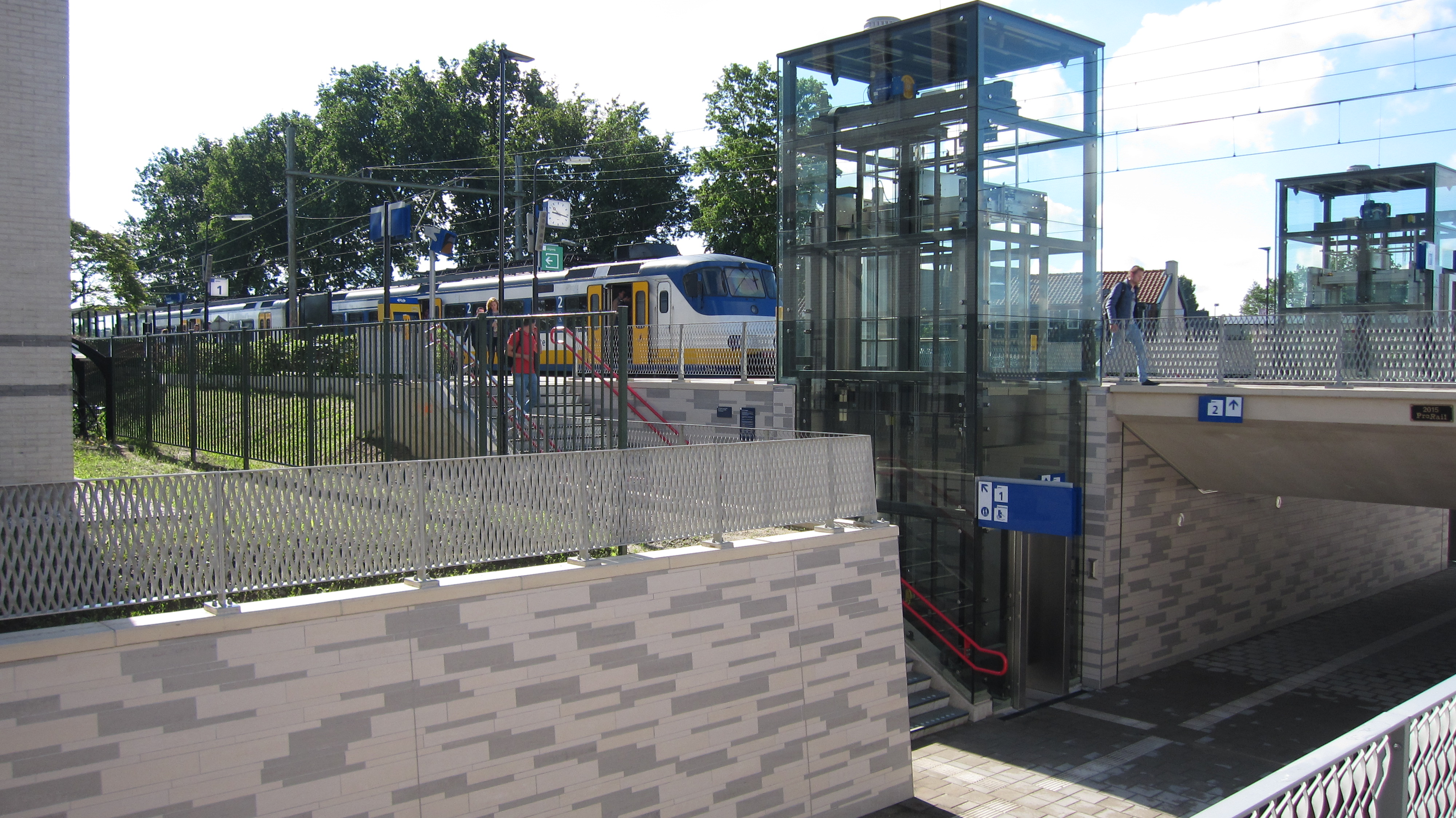
Station Bunnik

| Naam                     | Plaats            | Afk  | Opening | Per | Psp | Spoorlijn                                     | Vervoerders         | Reizigers per dag |
| ------------------------ | ----------------- | ---- | ------- | --- | --- | --------------------------------------------- | ------------------- | ----------------- |
| Baarn                    | Baarn             | Brn  | 1874    | 3   | 4   | Oosterspoorweg Stichtse Lijn                  | NS                  | 4.150 (2024)      |
| Bad Nieuweschans         | Bad Nieuweschans  | Nsch | 1868    | 2   | 2   | Staatslijn B Ihrhove-Nieuweschans             | Arriva              | 476 (2009)        |
| Baflo                    | Baflo             | Bf   | 1893    | 1   | 2   | Hogelandspoor                                 | Arriva              | 754 (2009)        |
| Barendrecht              | Barendrecht       | Brd  | 1872    | 3   | 4   | Staatslijn I                                  | NS                  | 5.507 (2024)      |
| Barneveld Centrum        | Barneveld         | Bnc  | 1951    | 2   | 2   | Valleilijn (Kippenlijn)                       | Keolis              | 2.863 (2009)      |
| Barneveld Noord          | Barneveld         | Bnn  | 1951    | 1   | 1   | Valleilijn (Kippenlijn)                       | Keolis              | 1.177 (2008)      |
| Barneveld Zuid           | Barneveld         | Bnz  | 2015    | 1   | 1   | Valleilijn (Kippenlijn)                       | Keolis              | 612 (2016)        |
| Bedum                    | Bedum             | Bdm  | 1884    | 1   | 2   | Groningen-Delfzijl                            | Arriva              | 464 (2009)        |
| Beek-Elsloo              | Beek Elsloo       | Bk   | 1862    | 2   | 2   | Staatslijn E                                  | Arriva              | 1.968 (2016)      |
| Beesd                    | Beesd             | Bsd  | 1883    | 1   | 2   | MerwedeLingelijn (Betuwelijn)                 | Qbuzz               | 183 (2014)        |
| Beilen                   | Beilen            | Bl   | 1870    | 2   | 2   | Staatslijn C                                  | NS                  | 1.587 (2022)      |
| Bergen op Zoom           | Bergen op Zoom    | Bgn  | 1863    | 1   | 2   | Staatslijn F                                  | NS                  | 5.548 (2024)      |
| Best                     | Best              | Bet  | 1866    | 3   | 4   | Staatslijn E                                  | NS                  | 4.935 (2024)      |
| Beverwijk                | Beverwijk         | Bv   | 1867    | 2   | 4   | Haarlem-Uitgeest                              | NS                  | 3.887 (2024)      |
| Bilthoven                | Bilthoven         | Bhv  | 1863    | 1   | 2   | Centraalspoorweg                              | NS                  | 4.127 (2024)      |
| Blerick                  | Blerick           | Br   | 1868    | 3   | 4   | Nijmegen-Venlo Venlo-Eindhoven                | Arriva NS           | 1.210 (2024) (NS) |
| Bloemendaal              | Bloemendaal       | Bll  | 1900    | 1   | 2   | Haarlem-Uitgeest                              | NS                  | 1.179 (2022)      |
| Bodegraven               | Bodegraven        | Bdg  | 1878    | 2   | 2   | Woerden-Leiden                                | NS                  | 2.950 (2024)      |
| Borne                    | Borne             | Bn   | 1865    | 1   | 2   | Almelo-Salzbergen                             | Keolis NS           | 297 (2024) (NS)   |
| Boskoop                  | Boskoop           | Bsk  | 1934    | 1   | 2   | Gouda-Alphen aan den Rijn                     | NS                  | 1.210 (2024)      |
| Boskoop Snijdelwijk      | Boskoop           | Bsks | 2017    | 1   | 1   | Gouda-Alphen aan den Rijn                     | NS                  | 658 (2024)        |
| Boven Hardinxveld        | Boven-Hardinxveld | Bhdv | 2012    | 2   | 2   | MerwedeLingelijn (Betuwelijn)                 | Qbuzz               | 343 (2014)        |
| Bovenkarspel Flora       | Bovenkarspel      | Bkf  | 1977    | 1   | 1   | Zaandam-Enkhuizen                             | NS                  | 524 (2024)        |
| Bovenkarspel-Grootebroek | Bovenkarspel      | Bkg  | 1885    | 1   | 2   | Zaandam-Enkhuizen                             | NS                  | 1.636 (2024)      |
| Boxmeer                  | Boxmeer           | Bmr  | 1883    | 2   | 3   | Nijmegen-Venlo                                | Arriva              | 3.738 (2006)      |
| Boxtel                   | Boxtel            | Btl  | 1865    | 2   | 4   | Staatslijn E Staatslijn H Duits Lijntje       | NS                  | 5.222 (2024)      |
| Breda                    | Breda             | Bd   | 1855    | 3   | 6   | Staatslijn I Roosendaal-Breda Breda-Eindhoven | NS NS International | 36.131 (2024)     |
| Breda-Prinsenbeek        | Prinsenbeek       | Bdpb | 1988    | 2   | 2   | Staatslijn I                                  | NS                  | 1.309 (2024)      |
| Breukelen                | Breukelen         | Bkl  | 1843    | 1   | 2   | Rhijnspoorweg Woerden-Breukelen               | NS                  | 5.828 (2024)      |
| Brummen                  | Brummen           | Bmn  | 1865    | 2   | 2   | Staatslijn A                                  | NS                  | 856 (2024)        |
| Buitenpost               | Buitenpost        | Bp   | 1866    | 2   | 2   | Staatslijn B                                  | Arriva              | -                 |
| Bunde                    | Bunde             | Bde  | 1862    | 2   | 2   | Staatslijn E                                  | Arriva              | 838 (2016)        |
| Bunnik                   | Bunnik            | Bnk  | 1972    | 2   | 2   | Rhijnspoorweg                                 | NS                  | 1.995 (2024)      |
| Bussum Zuid              | Bussum            | Bsmz | 1966    | 2   | 2   | Oosterspoorweg                                | NS                  | 3.684 (2024)      |

## C

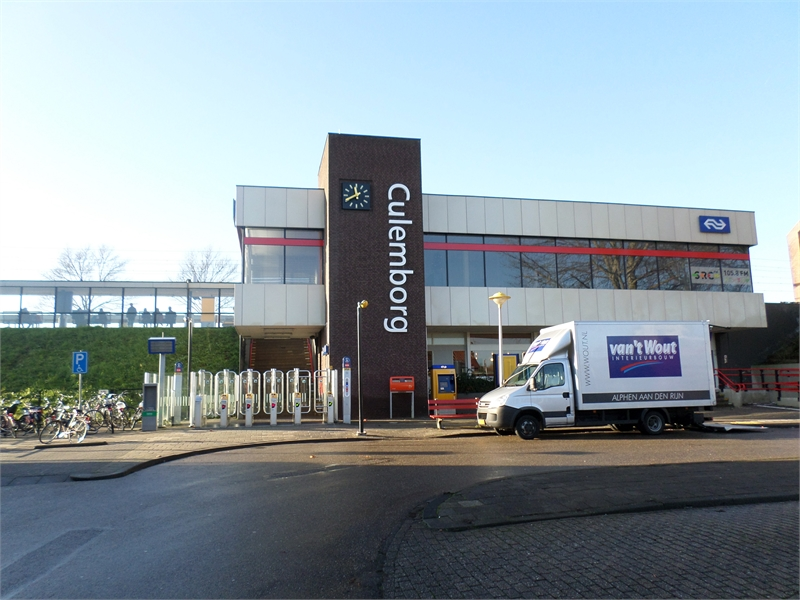
Station Culemborg

| Naam                | Plaats                 | Afk | Opening | Per | Psp | Spoorlijn         | Vervoerders | Reizigers per dag |
| ------------------- | ---------------------- | --- | ------- | --- | --- | ----------------- | ----------- | ----------------- |
| Capelle Schollevaar | Capelle aan den IJssel | Cps | 1981    | 2   | 2   | Utrecht-Rotterdam | NS          | 1.921 (2024)      |
| Castricum           | Castricum              | Cas | 1867    | 1   | 2   | Staatslijn K      | NS          | 6.458 (2024)      |
| Chevremont          | Kerkrade               | Cvm | 1949    | 1   | 1   | Heuvellandlijn    | Arriva      | -                 |
| Coevorden           | Coevorden              | Co  | 1905    | 1   | 2   | Zwolle-Emmen      | Arriva      | 1.399 (2009)      |
| Cuijk               | Cuijk                  | Ck  | 1883    | 2   | 3   | Nijmegen-Venlo    | Arriva      | 2.948 (2006)      |
| Culemborg           | Culemborg              | Cl  | 1868    | 2   | 2   | Staatslijn H      | NS          | 7.842 (2024)      |

## D

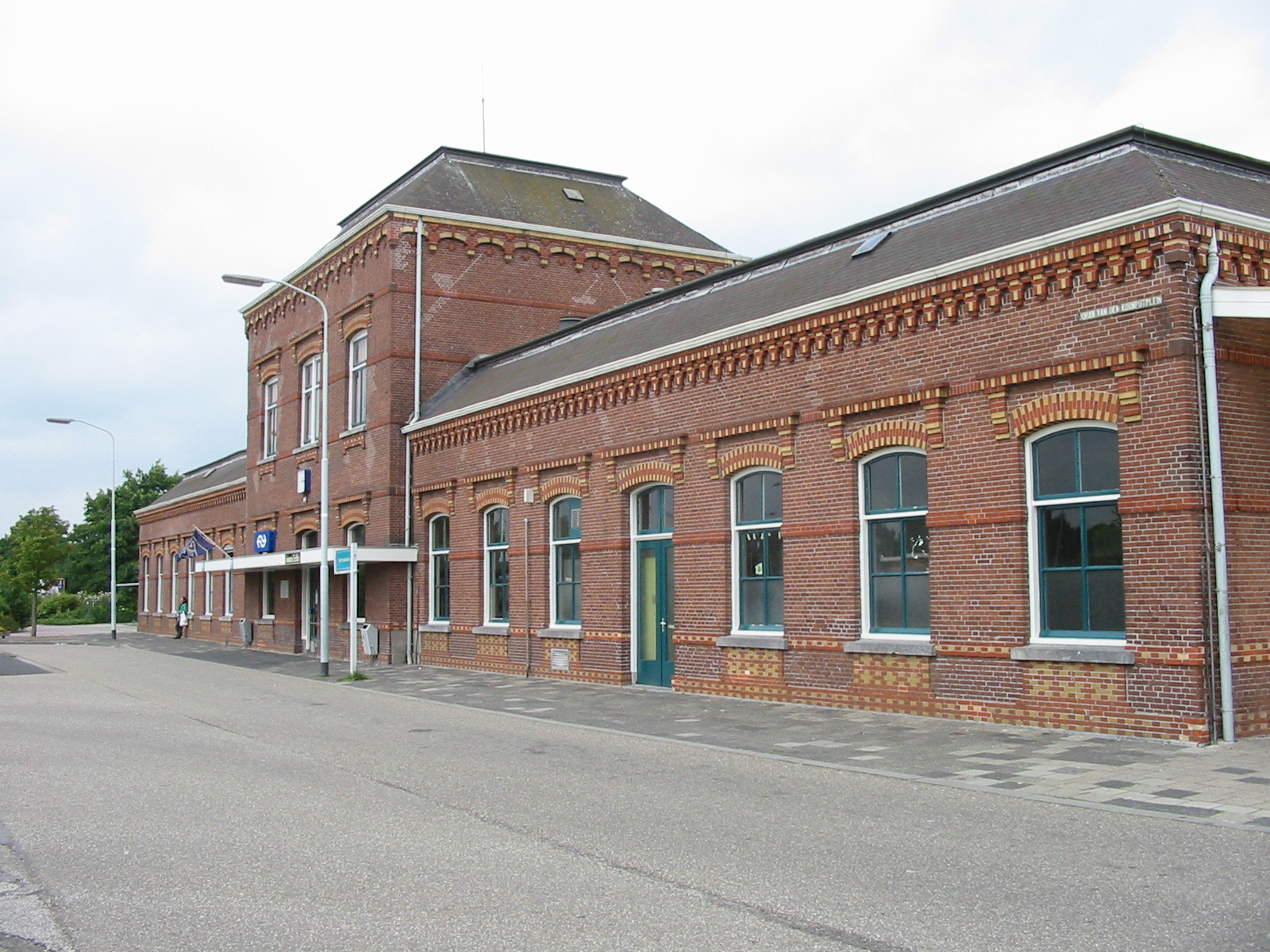
Station Delfzijl
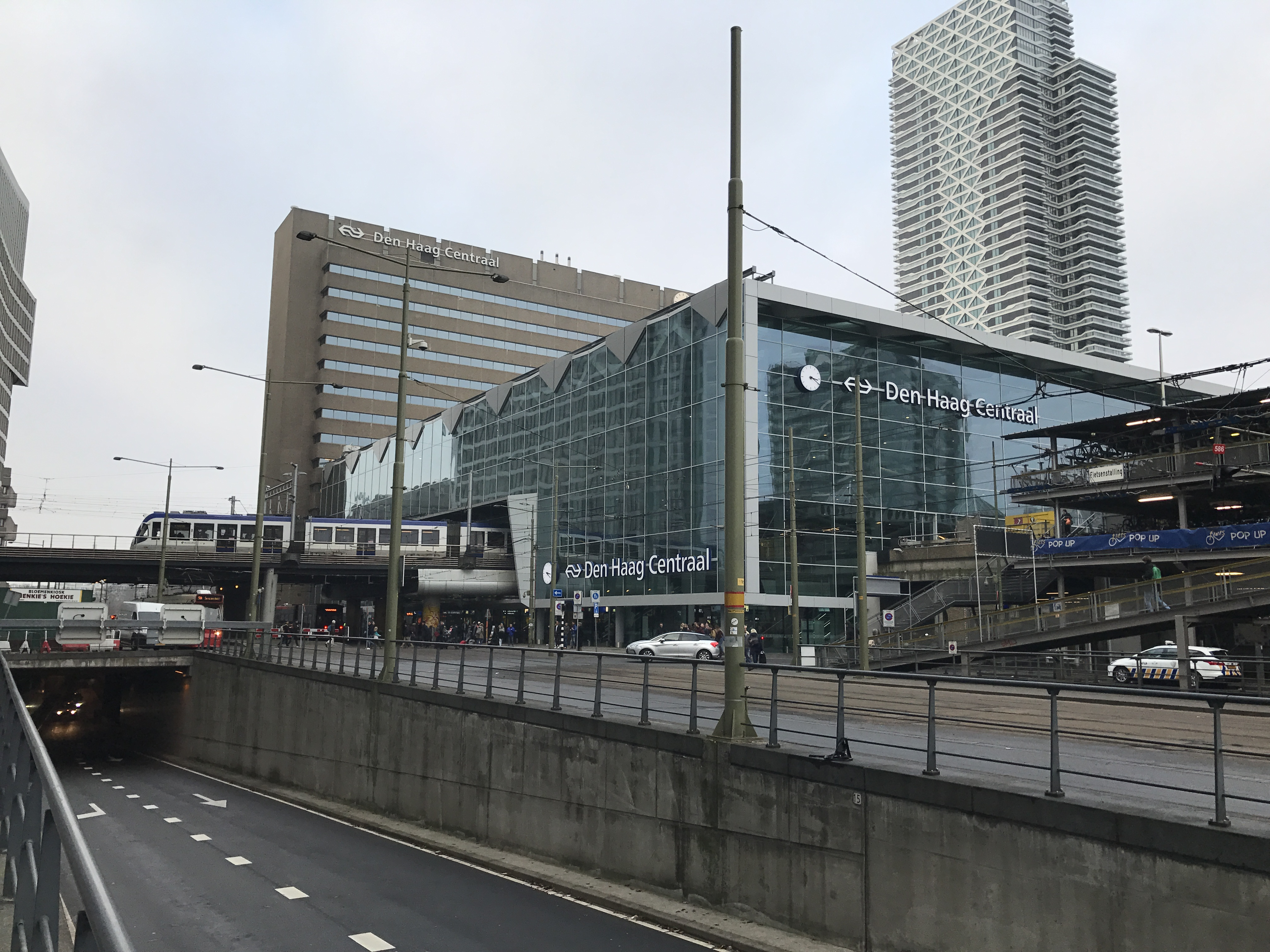
Station Den Haag Centraal
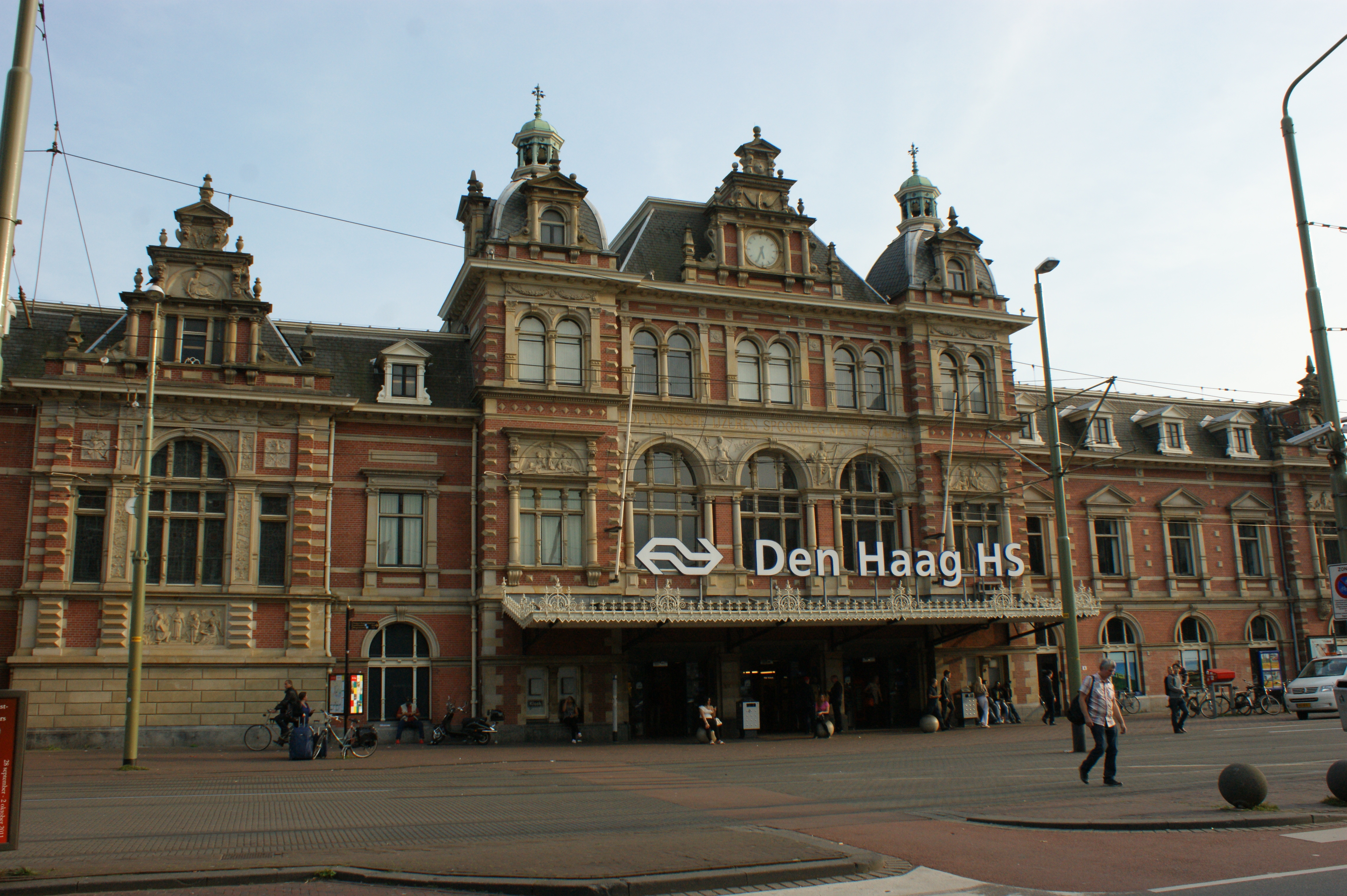
Station Den Haag HS
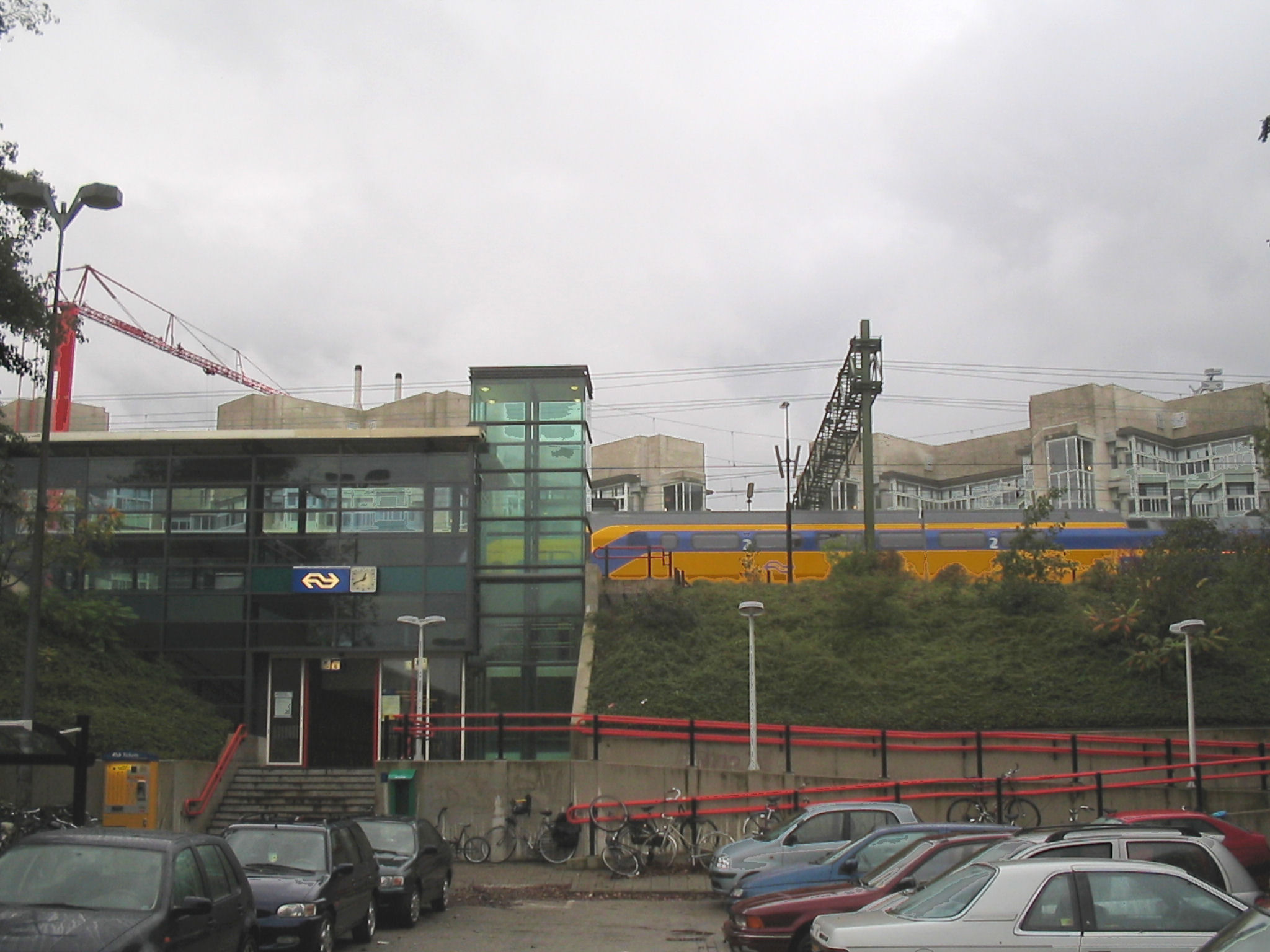
Station Den Haag Laan van NOI
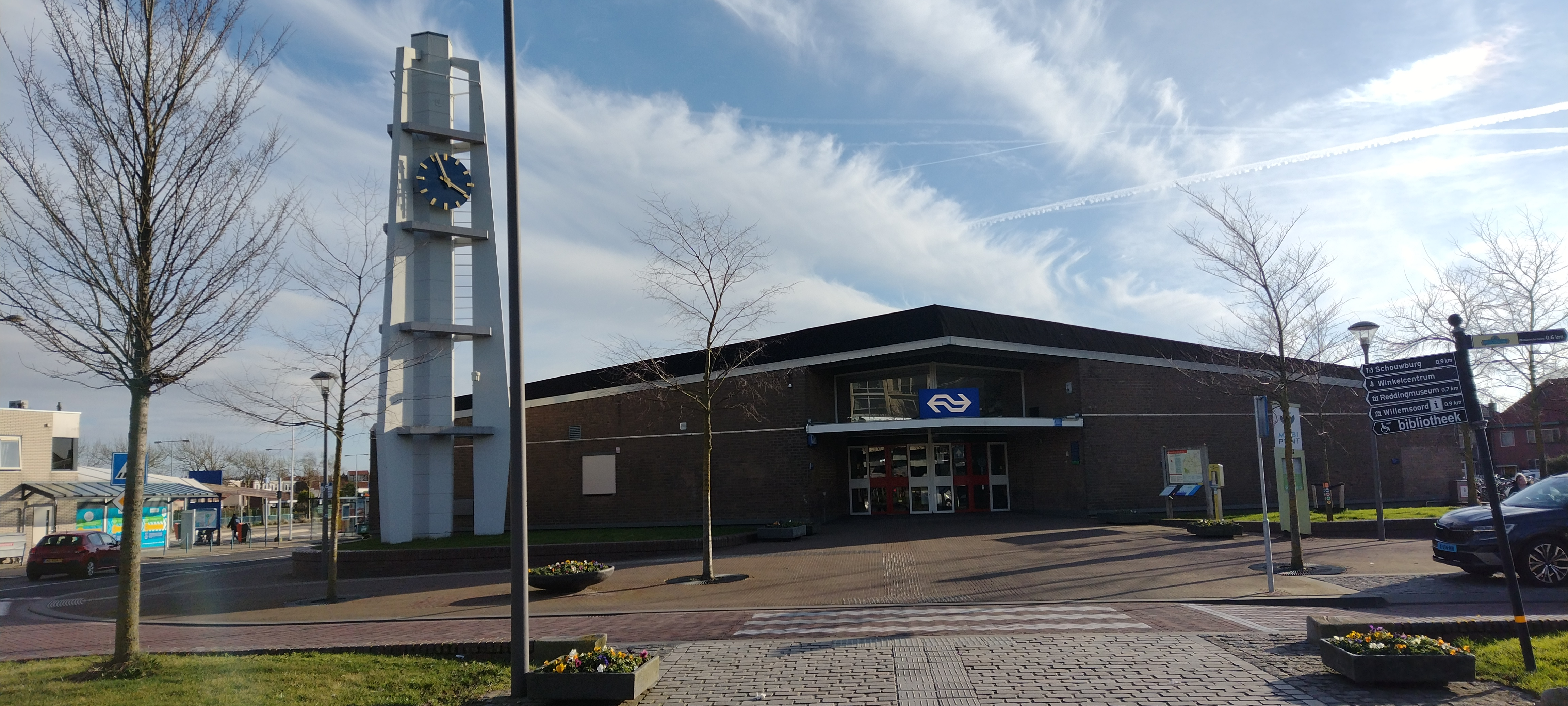
Station Den Helder
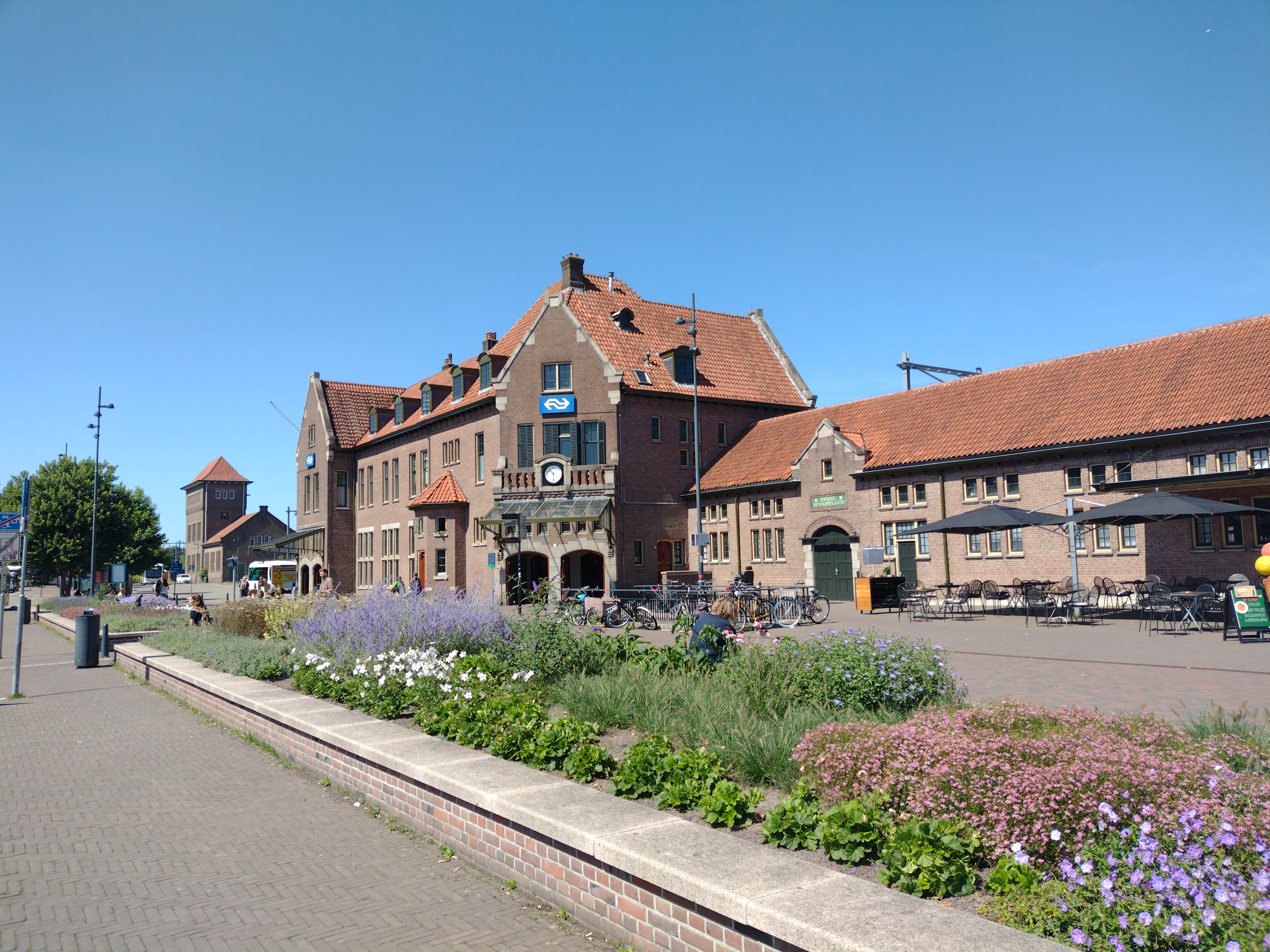
Station Deventer
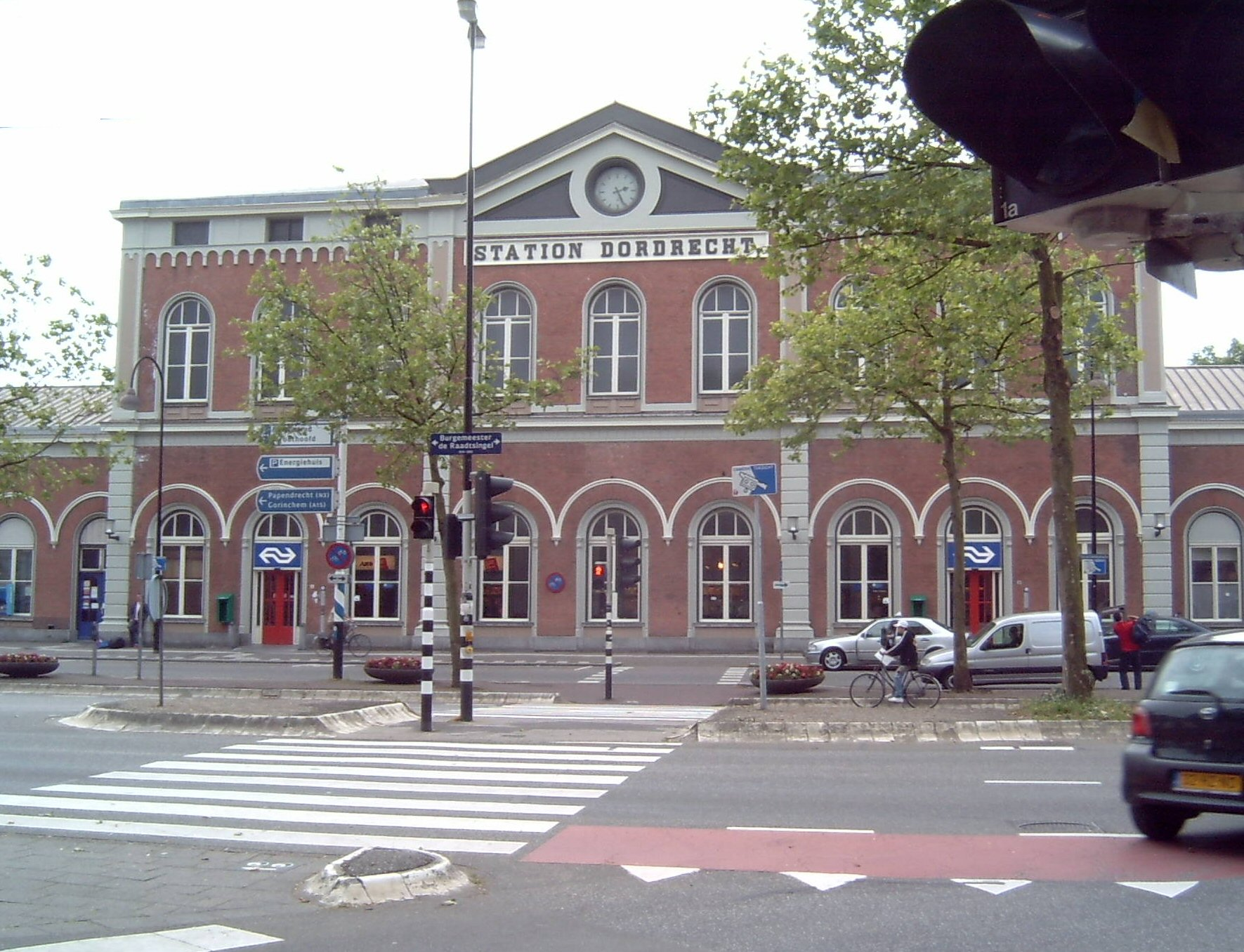
Station Dordrecht
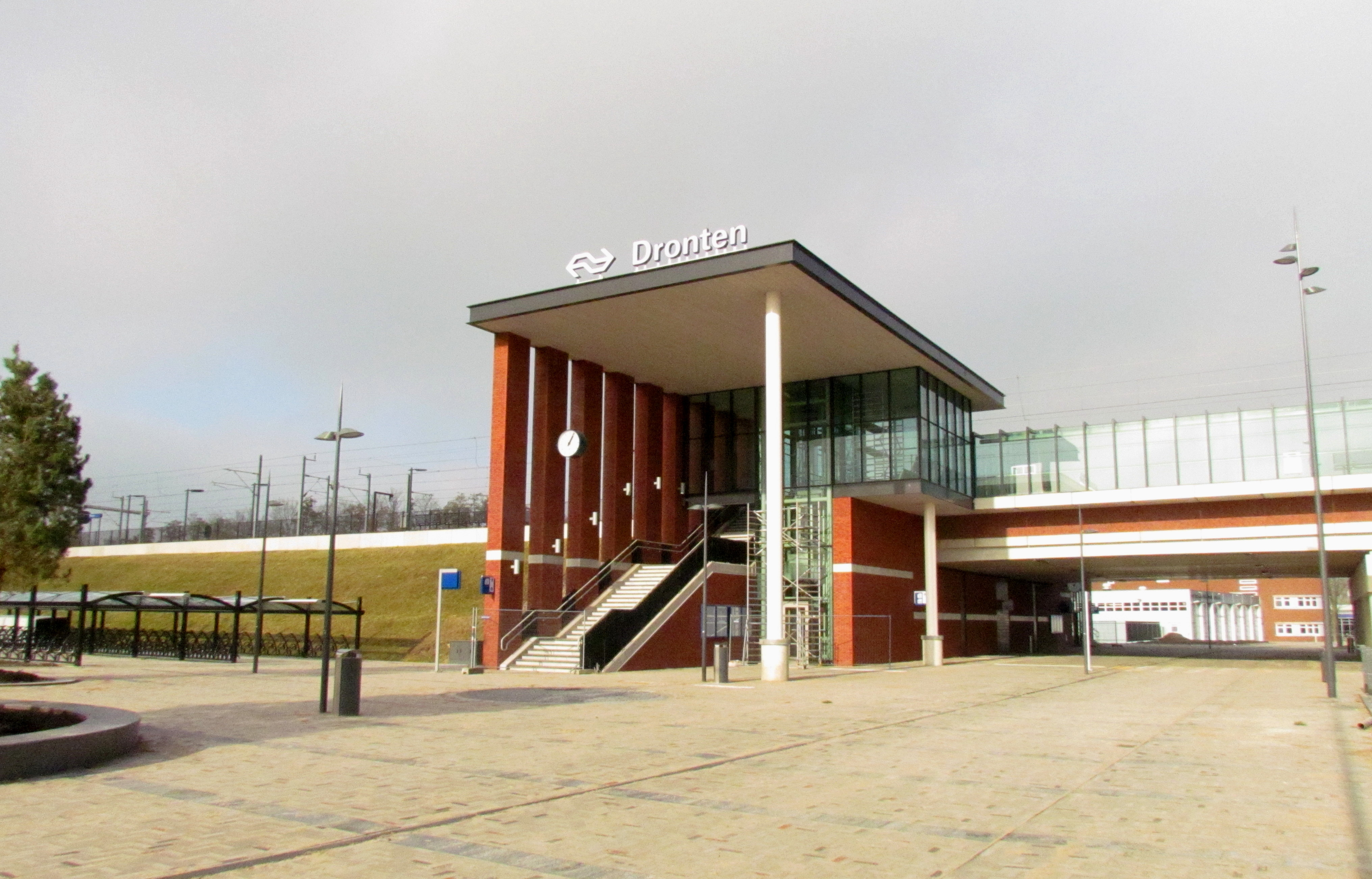
Station Dronten

| Naam                   | Plaats                | Afk  | Opening | Per | Psp | Spoorlijn                                       | Vervoerders                          | Reizigers per dag  |
| ---------------------- | --------------------- | ---- | ------- | --- | --- | ----------------------------------------------- | ------------------------------------ | ------------------ |
| Daarlerveen            | Daarlerveen           | Da   | 1906    | 2   | 1   | Mariënberg-Almelo                               | Arriva                               | <100 (2005)        |
| Dalen                  | Dalen                 | Dln  | 1987    | 1   | 1   | Zwolle-Emmen                                    | Arriva                               | 253 (2008)         |
| Dalfsen                | Dalfsen               | Dl   | 1903    | 2   | 2   | Zwolle-Emmen                                    | Arriva                               | 1.147 (2008)       |
| De Vink                | Leiden Voorschoten    | Dvnk | 1906    | 2   | 4   | Oude Lijn                                       | NS                                   | 2.811 (2024)       |
| De Westereen           | Zwaagwesteinde        | Dwe  | 1885    | 2   | 2   | Staatslijn B                                    | Arriva                               | -                  |
| Deinum                 | Deinum                | Dei  | 1863    | 1   | 1   | Staatslijn B                                    | Arriva                               | 154 (2009)         |
| Delden                 | Delden                | Ddn  | 1865    | 1   | 2   | Staatslijn D                                    | Arriva                               | -                  |
| Delft                  | Delft                 | Dt   | 1847    | 1   | 2   | Oude Lijn                                       | NS                                   | 34.989 (2024)      |
| Delft Campus           | Delft                 | Dtcp | 1970    | 2   | 2   | Oude Lijn                                       | NS                                   | 4.233 (2024)       |
| Delfzijl               | Delfzijl              | Dz   | 1884    | 2   | 2   | Groningen-Delfzijl                              | Arriva                               | 1.290 (2009)       |
| Delfzijl West          | Delfzijl              | Dzw  | 1884    | 1   | 1   | Groningen-Delfzijl                              | Arriva                               | 465 (2009)         |
| Den Dolder             | Den Dolder            | Dld  | 1895    | 1   | 2   | Centraalspoorweg Stichtse Lijn                  | NS                                   | 1.740 (2024)       |
| Den Haag Centraal      | Den Haag              | Gvc  | 1973    | 7   | 12  | Gouda-Den Haag                                  | NS                                   | 80.091 (2024)      |
| Den Haag HS            | Den Haag              | Gv   | 1843    | 3   | 5   | Oude Lijn                                       | NS European Sleeper                  | 31.212 (2024) (NS) |
| Den Haag Laan van NOI  | Den Haag              | Laa  | 1907    | 3   | 4   | Oude Lijn                                       | NS                                   | 16.862 (2024)      |
| Den Haag Mariahoeve    | Den Haag              | Gvm  | 1966    | 3   | 4   | Oude Lijn                                       | NS                                   | 2.379 (2023)       |
| Den Haag Moerwijk      | Den Haag              | Gvmw | 1996    | 2   | 4   | Oude Lijn                                       | NS                                   | 2.434 (2022)       |
| Den Haag Ypenburg      | Den Haag              | Ypb  | 2005    | 2   | 2   | Gouda-Den Haag                                  | NS                                   | 1.999 (2024)       |
| Den Helder             | Den Helder            | Hdr  | 1865    | 2   | 3   | Staatslijn K                                    | NS                                   | 3.140 (2024)       |
| Den Helder Zuid        | Den Helder            | Hdrz | 1980    | 2   | 2   | Staatslijn K                                    | NS                                   | 1.582 (2024)       |
| Deurne                 | Deurne                | Dn   | 1864    | 2   | 3   | Venlo-Eindhoven                                 | NS                                   | 3.729 (2024)       |
| Deventer               | Deventer              | Dv   | 1865    | 2   | 3   | Staatslijn A Apeldoorn-Deventer Deventer-Almelo | European Sleeper NS NS International | 20.355 (2024) (NS) |
| Deventer Colmschate    | Deventer              | Dvc  | 1989    | 2   | 2   | Deventer-Almelo                                 | NS                                   | 1.153 (2024)       |
| Didam                  | Didam                 | Did  | 1885    | 2   | 2   | Winterswijk-Zevenaar                            | Arriva Breng                         | 1.892 (2005)       |
| Diemen                 | Diemen                | Dmn  | 1974    | 2   | 2   | Oosterspoorweg                                  | NS                                   | 2.431 (2024)       |
| Diemen Zuid            | Diemen                | Dmnz | 1993    | 1   | 2   | Schiphollijn                                    | NS                                   | 2.965 (2024)       |
| Dieren                 | Dieren                | Dr   | 1865    | 2   | 3   | Staatslijn A Dieren-Apeldoorn                   | NS VSM                               | 3.394 (2023) (NS)  |
| Doetinchem             | Doetinchem            | Dtc  | 1885    | 1   | 2   | Winterswijk-Zevenaar                            | Arriva Breng                         | 7.283 (2013)       |
| Doetinchem De Huet     | Doetinchem            | Dtch | 1985    | 1   | 1   | Winterswijk-Zevenaar                            | Arriva Breng                         | 1.232 (2005)       |
| Dordrecht              | Dordrecht             | Ddr  | 1872    | 3   | 7   | Staatslijn I MerwedeLingelijn (Betuwelijn)      | NS Qbuzz                             | 20.360 (2024) (NS) |
| Dordrecht Stadspolders | Dordrecht             | Ddrs | 1990    | 2   | 2   | MerwedeLingelijn (Betuwelijn)                   | Qbuzz                                | 709 (2014)         |
| Dordrecht Zuid         | Dordrecht             | Ddzd | 1973    | 2   | 2   | Staatslijn I                                    | NS                                   | 924 (2023)         |
| Driebergen-Zeist       | Driebergen-Rijsenburg | Db   | 1844    | 1   | 2   | Rhijnspoorweg                                   | NS                                   | 9.139 (2024)       |
| Driehuis               | Driehuis              | Drh  | 1957    | 1   | 2   | Haarlem-Uitgeest                                | NS                                   | 824 (2024)         |
| Dronryp                | Dronrijp              | Drp  | 1863    | 1   | 2   | Staatslijn B                                    | Arriva                               | 144 (2009)         |
| Dronten                | Dronten               | Dron | 2012    | 2   | 2   | Hanzelijn                                       | NS                                   | 2.810 (2023)       |
| Duiven                 | Duiven                | Dvn  | 1980    | 2   | 2   | Rhijnspoorweg                                   | Arriva Breng                         | 3.264 (2005)       |
| Duivendrecht           | Duivendrecht          | Dvd  | 1993    | 3   | 4   | Rhijnspoorweg Schiphollijn                      | Arriva NS                            | 9.459 (2024) (NS)  |

## E

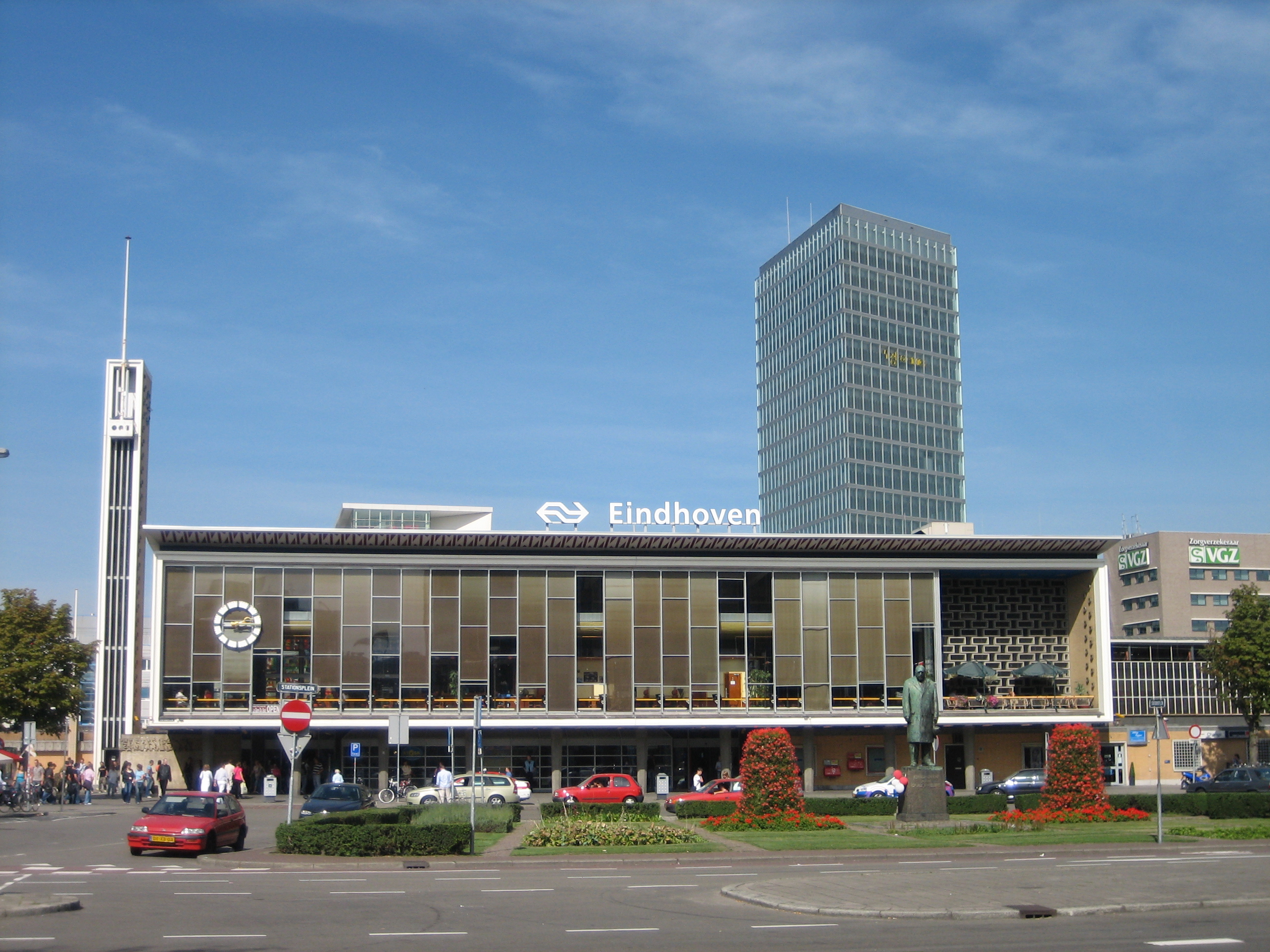
Station Eindhoven Centraal
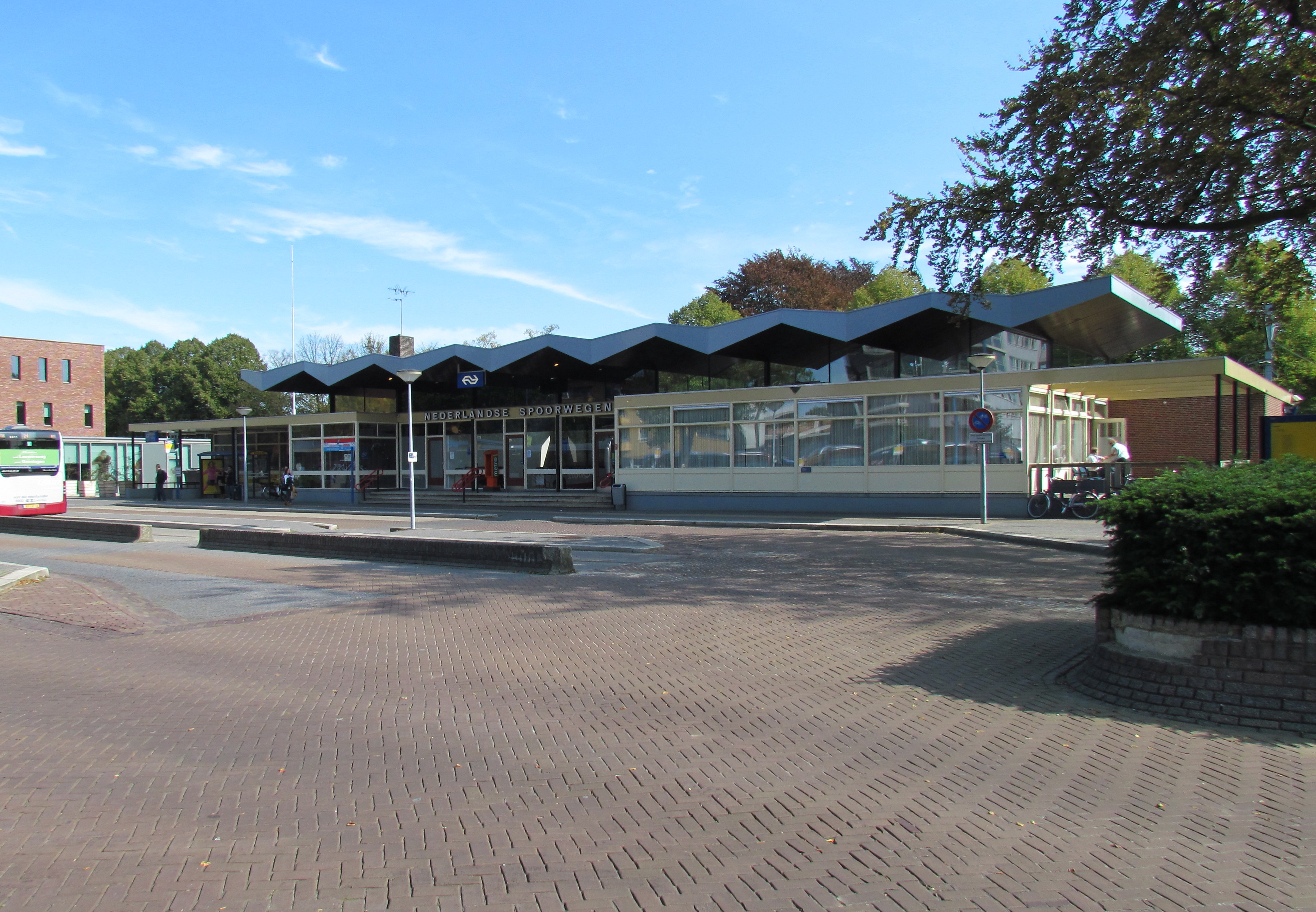
Station Emmen
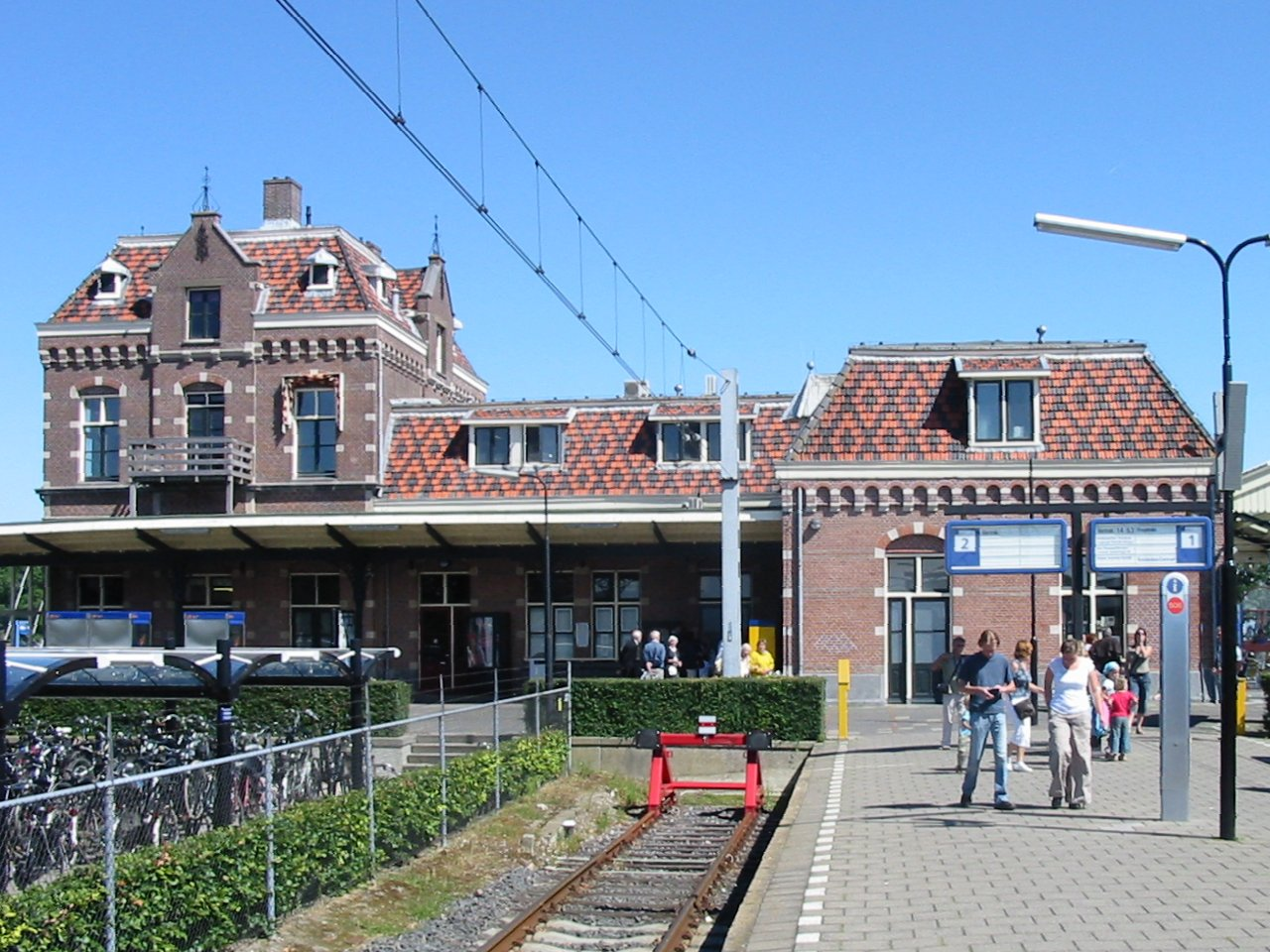
Station Enkhuizen
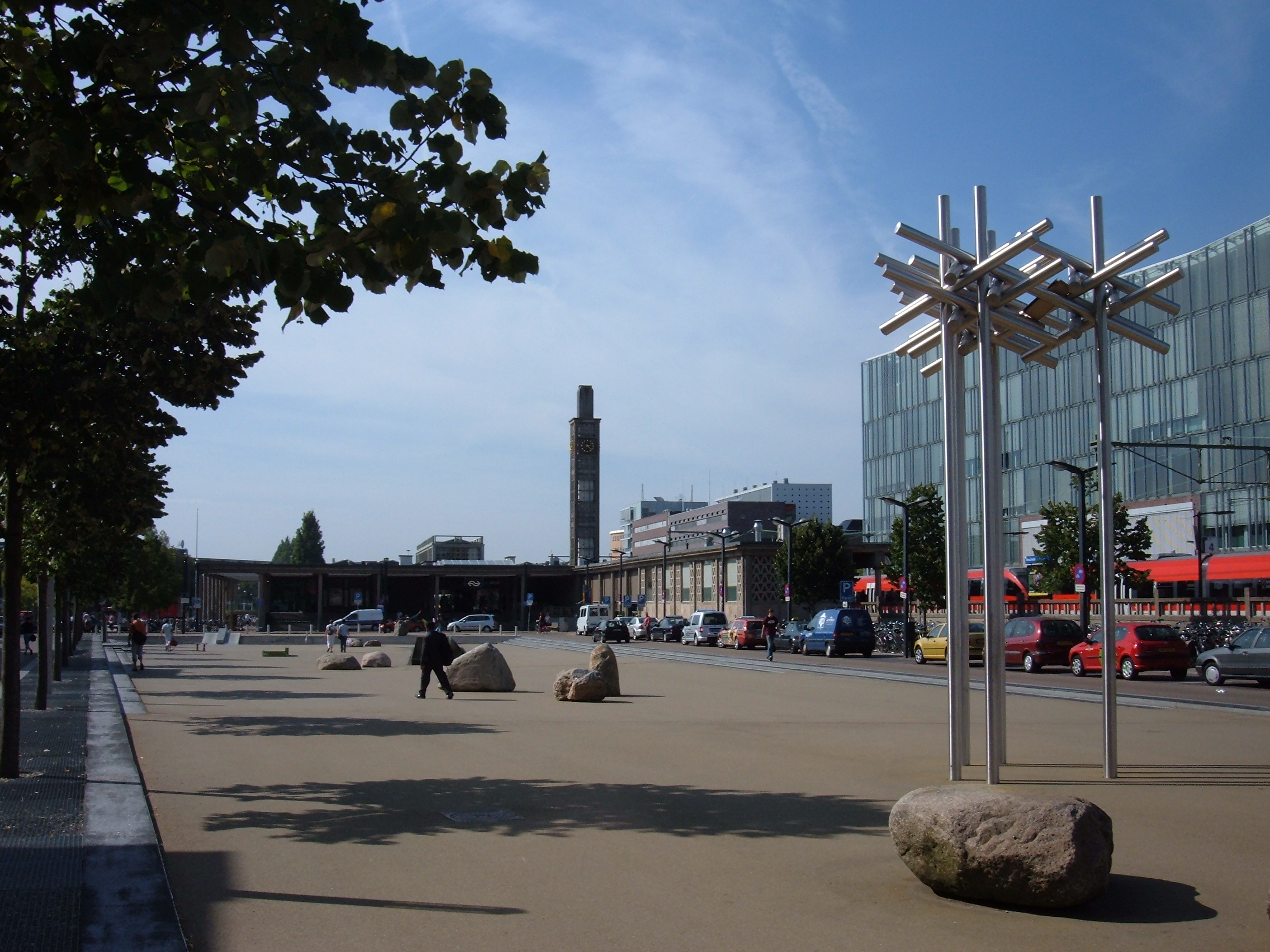
Station Enschede

| Naam                                       | Plaats      | Afk  | Opening | Per | Psp | Spoorlijn                             | Vervoerders            | Reizigers per dag  |
| ------------------------------------------ | ----------- | ---- | ------- | --- | --- | ------------------------------------- | ---------------------- | ------------------ |
| Echt                                       | Echt        | Ec   | 1862    | 1   | 2   | Staatslijn E                          | Arriva                 | 2.097 (2016)       |
| Ede Centrum                                | Ede         | Edc  | 1902    | 1   | 1   | Valleilijn (Kippenlijn)               | Keolis                 | -                  |
| Ede-Wageningen                             | Ede         | Ed   | 1845    | 2   | 3   | Rhijnspoorweg Valleilijn (Kippenlijn) | Keolis NS              | 15.346 (2024) (NS) |
| Eemshaven                                  | Eemshaven   | Eem  | 2018    | 1   | 1   | Stamlijn Eemshaven                    | Arriva                 | -                  |
| Eijsden                                    | Eijsden     | Edn  | 1861    | 1   | 2   | Spoorlijn 40                          | Arriva                 | 160 (2018)         |
| Eindhoven Centraal                         | Eindhoven   | Ehv  | 1866    | 3   | 6   | Eindhoven-Weert Staatslijn E          | Arriva NS              | 63.532 (2023) (NS) |
| Eindhoven Stadion (alleen bij evenementen) | Eindhoven   | Ehst | 1990    | 1   | 1   | Staatslijn E                          | NS                     | -                  |
| Eindhoven Strijp-S                         | Eindhoven   | Ehs  | 1971    | 3   | 4   | Staatslijn E                          | NS                     | 3.811 (2024)       |
| Elst                                       | Elst        | Est  | 1879    | 2   | 3   | Arnhem-Nijmegen Betuwelijn            | Arriva NS              | 3.774 (2024) (NS)  |
| Emmen                                      | Emmen       | Emn  | 1905    | 2   | 2   | Zwolle-Emmen                          | Arriva                 | 2.613 (2009)       |
| Emmen Zuid                                 | Emmen       | Emnz | 2011    | 2   | 2   | Zwolle-Emmen                          | Arriva                 | -                  |
| Enkhuizen                                  | Enkhuizen   | Ekz  | 1885    | 1   | 2   | Zaandam-Enkhuizen                     | NS                     | 1.607 (2022)       |
| Enschede                                   | Enschede    | Es   | 1866    | 2   | 5   | Staatslijn D                          | DB Regio NRW Keolis NS | 8.334 (2024) (NS)  |
| Enschede De Eschmarke                      | Enschede    | Ese  | 2001    | 1   | 1   | Staatslijn D                          | DB Regio NRW           | 54 (2006)          |
| Enschede Kennispark                        | Enschede    | Esk  | 1996    | 2   | 2   | Staatslijn D                          | Keolis NS              | 332 (2024) (NS)    |
| Ermelo                                     | Ermelo      | Eml  | 1882    | 1   | 2   | Centraalspoorweg                      | NS                     | 2.225 (2024)       |
| Etten-Leur                                 | Etten-Leur  | Etn  | 1965    | 2   | 2   | Roosendaal-Breda                      | NS                     | 2.999 (2024)       |
| Eygelshoven                                | Eygelshoven | Egh  | 1949    | 1   | 1   | Heuvellandlijn (Miljoenenlijn)        | Arriva                 | -                  |
| Eygelshoven Markt                          | Eygelshoven | Eghm | 2007    | 1   | 1   | Sittard-Herzogenrath                  | Arriva                 | -                  |

## F

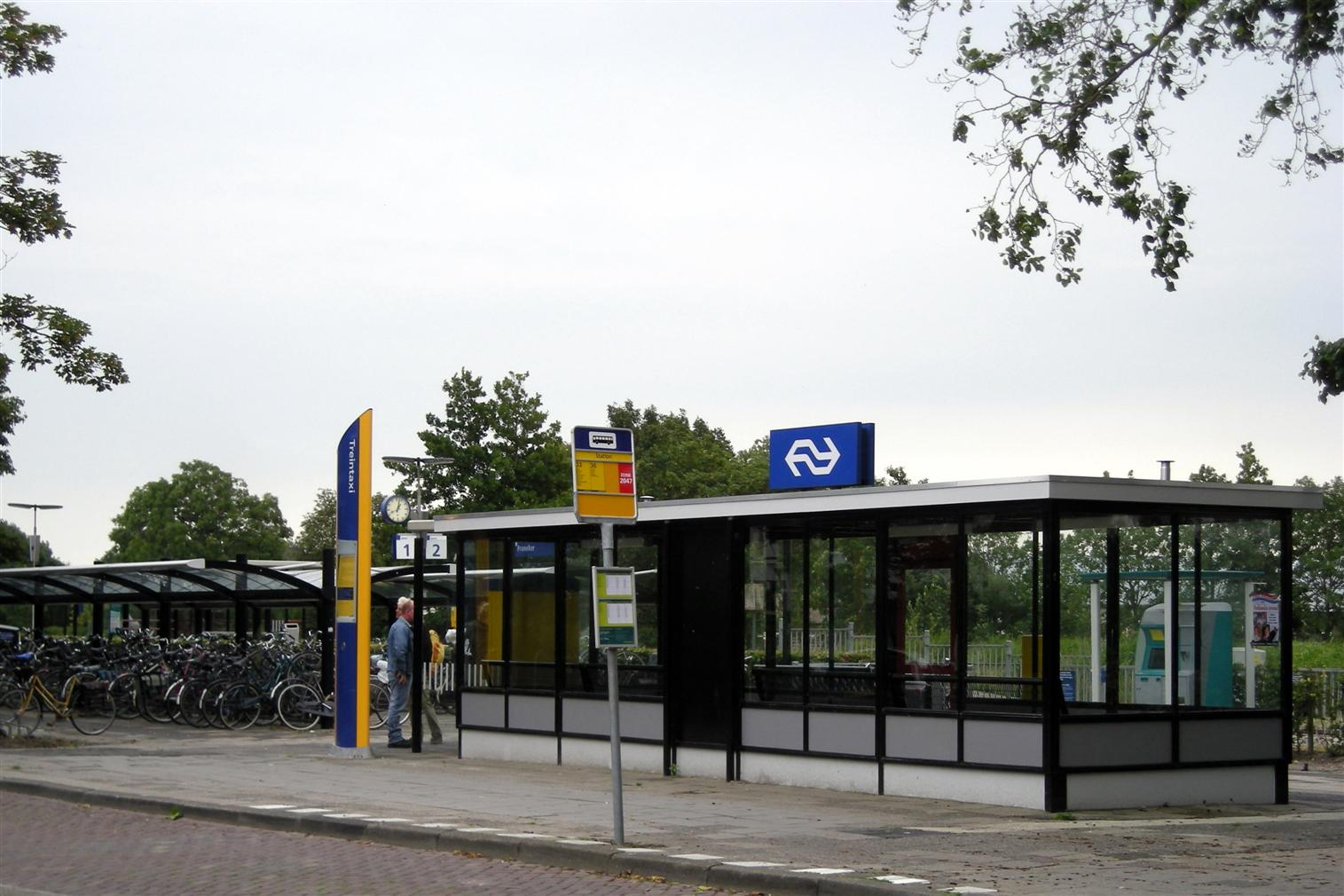
Station Franeker

| Naam       | Plaats     | Afk | Opening | Per | Psp | Spoorlijn    | Vervoerders | Reizigers per dag |
| ---------- | ---------- | --- | ------- | --- | --- | ------------ | ----------- | ----------------- |
| Feanwâlden | Veenwouden | Fwd | 1866    | 1   | 2   | Staatslijn B | Arriva      | -                 |
| Franeker   | Franeker   | Fn  | 1863    | 1   | 2   | Staatslijn B | Arriva      | 839 (2009)        |

## G

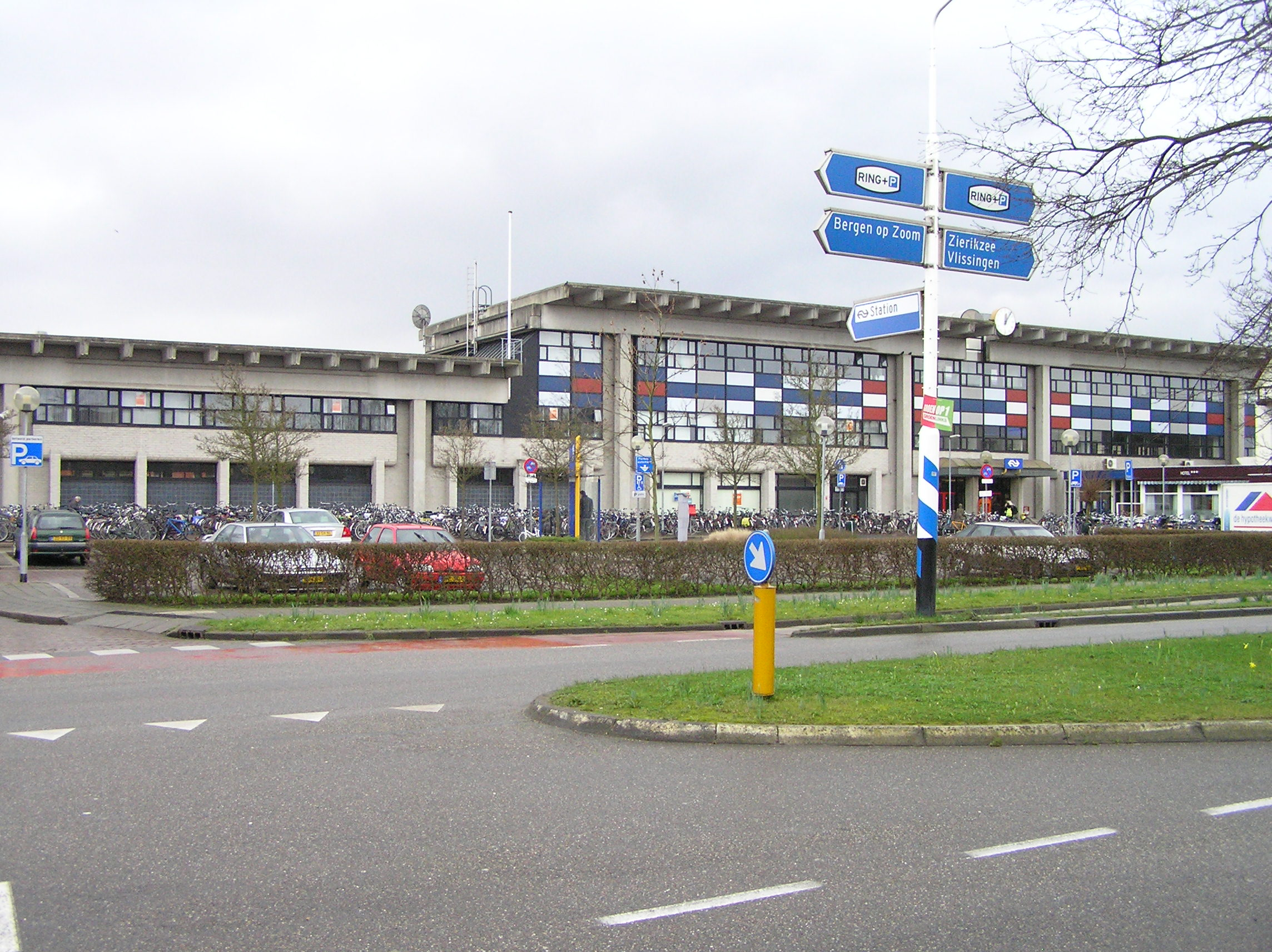
Station Goes
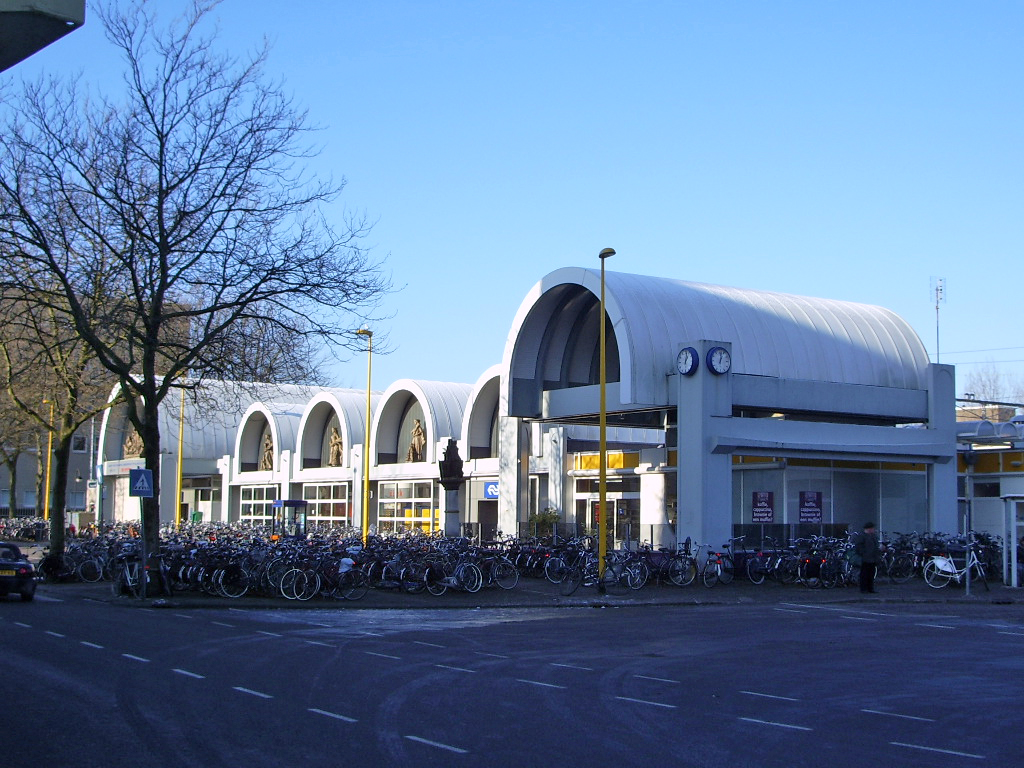
Station Gouda
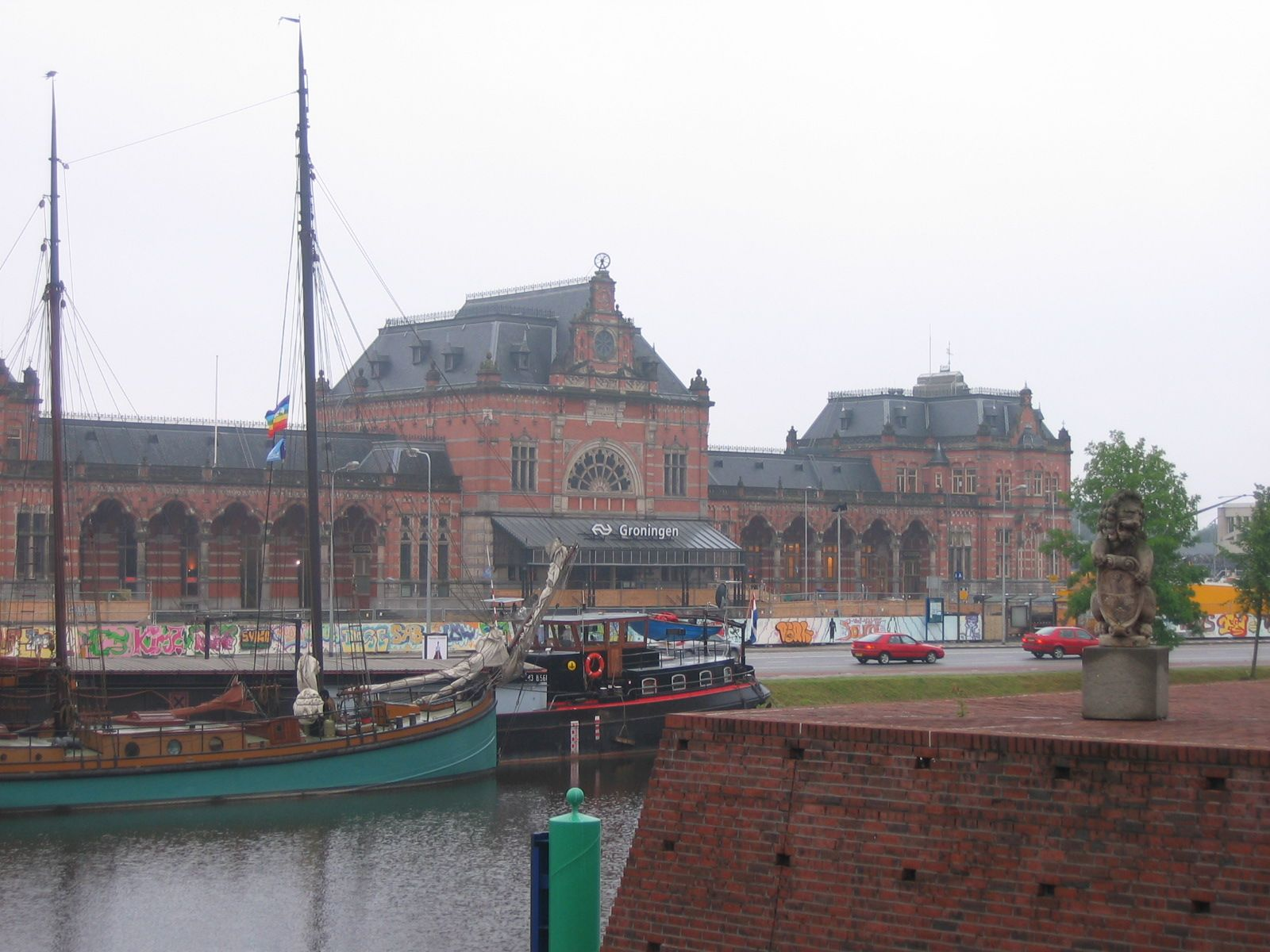
Station Groningen

| Naam                 | Plaats       | Afk  | Opening | Per | Psp | Spoorlijn                                                  | Vervoerders  | Reizigers per dag  |
| -------------------- | ------------ | ---- | ------- | --- | --- | ---------------------------------------------------------- | ------------ | ------------------ |
| Gaanderen            | Gaanderen    | Gdr  | 2006    | 1   | 1   | Winterswijk-Zevenaar                                       | Arriva       | -                  |
| Geldermalsen         | Geldermalsen | Gdm  | 1868    | 3   | 5   | Staatslijn H MerwedeLingelijn (Betuwelijn)                 | NS Qbuzz     | 6.228 (2024) (NS)  |
| Geldrop              | Geldrop      | Gp   | 1913    | 1   | 2   | Eindhoven-Weert                                            | NS           | 1.485 (2024)       |
| Geleen-Lutterade     | Geleen       | Lut  | 1862    | 1   | 2   | Staatslijn E                                               | Arriva       | 1.312 (2016)       |
| Geleen Oost          | Geleen       | Gln  | 1893    | 1   | 2   | Sittard-Herzogenrath                                       | Arriva       | 629 (2016)         |
| Gilze-Rijen          | Rijen        | Gz   | 1863    | 1   | 2   | Breda-Eindhoven                                            | NS           | 2.334 (2024)       |
| Glanerbrug           | Glanerbrug   | Gbr  | 2001    | 1   | 1   | Staatslijn D                                               | DB Regio NRW | -                  |
| Goes                 | Goes         | Gs   | 1868    | 1   | 2   | Staatslijn F                                               | NS           | 5.786 (2024)       |
| Goor                 | Goor         | Go   | 1865    | 2   | 2   | Staatslijn D                                               | Arriva       | 1.688              |
| Gorinchem            | Gorinchem    | Gr   | 1883    | 2   | 2   | MerwedeLingelijn (Betuwelijn)                              | Qbuzz        | 1.660 (2014)       |
| Gouda                | Gouda        | Gd   | 1855    | 3   | 5   | Utrecht-Rotterdam Gouda-Den Haag Gouda-Alphen aan den Rijn | NS           | 28.246 (2024)      |
| Gouda Goverwelle     | Gouda        | Gdg  | 1993    | 2   | 4   | Utrecht-Rotterdam                                          | NS           | 2.486 (2023)       |
| Gramsbergen          | Gramsbergen  | Gbg  | 1905    | 2   | 2   | Zwolle-Stadskanaal                                         | Arriva       | 244 (2008)         |
| Grijpskerk           | Grijpskerk   | Gk   | 1866    | 2   | 2   | Staatslijn B                                               | Arriva       | -                  |
| Groningen            | Groningen    | Gn   | 1866    | 3   | 11  | Groningen-Delfzijl Staatslijn B Staatslijn C               | Arriva NS    | 16.064 (2024) (NS) |
| Groningen Europapark | Groningen    | Gerp | 2007    | 3   | 4   | Staatslijn B Staatslijn C                                  | Arriva NS    | 1.705 (2024) (NS)  |
| Groningen Noord      | Groningen    | Gnn  | 1884    | 2   | 2   | Groningen - Delfzijl                                       | Arriva       | 3.260 (2014)       |
| Grou-Jirnsum         | Grouw        | Gw   | 1868    | 2   | 2   | Staatslijn A                                               | NS           | 727 (2024)         |

## H

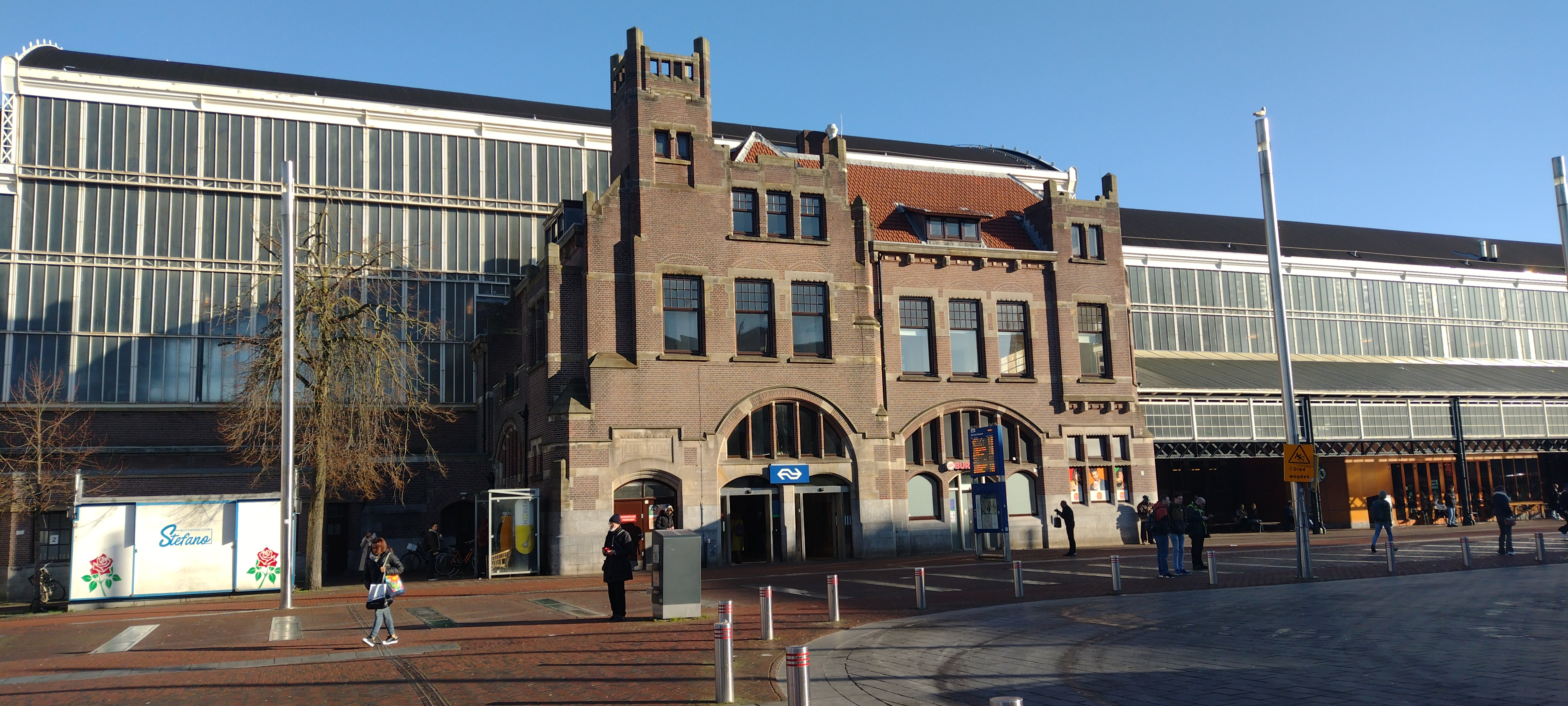
Station Haarlem
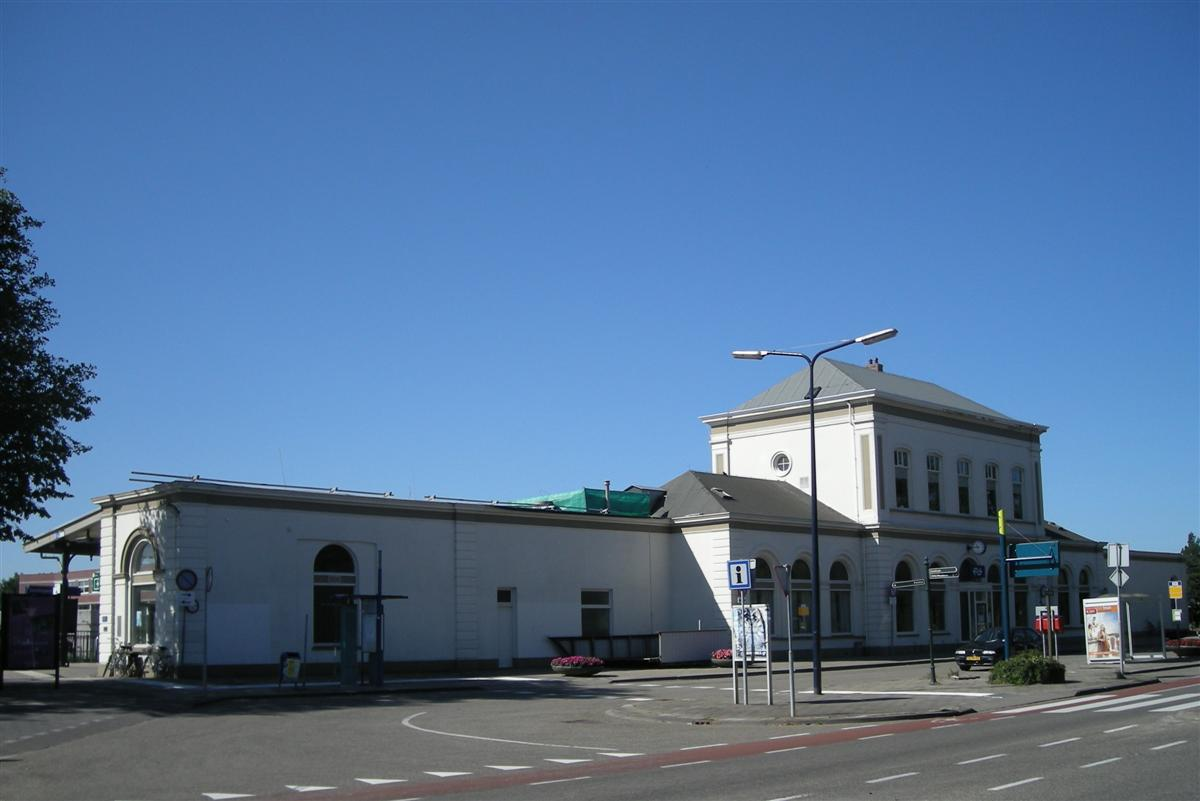
Station Harlingen
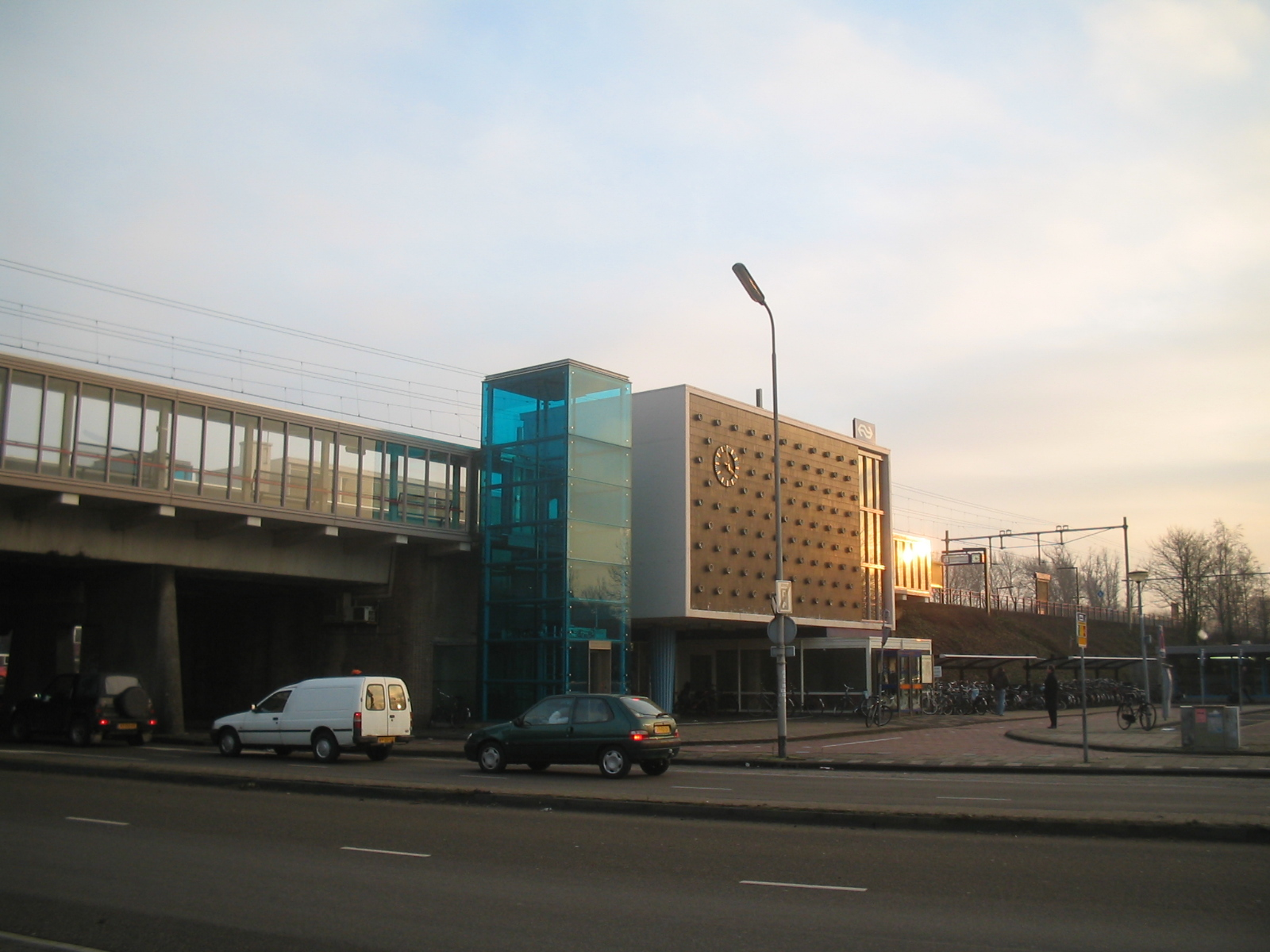
Station Heemstede-Aerdenhout
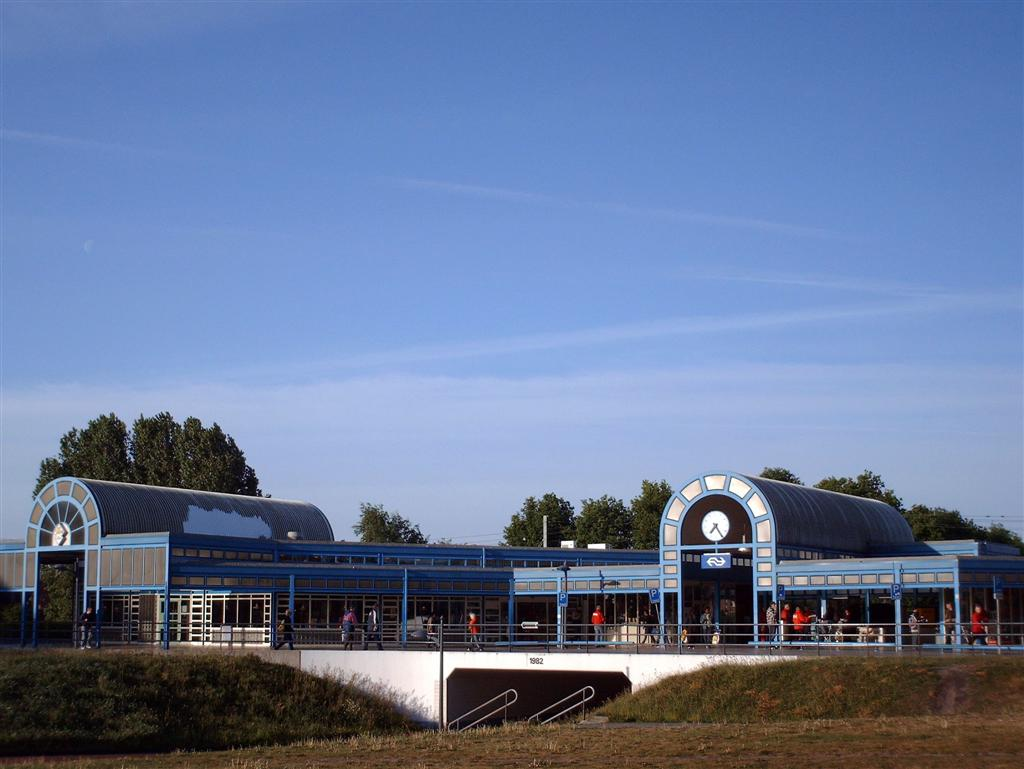
Station Heerenveen
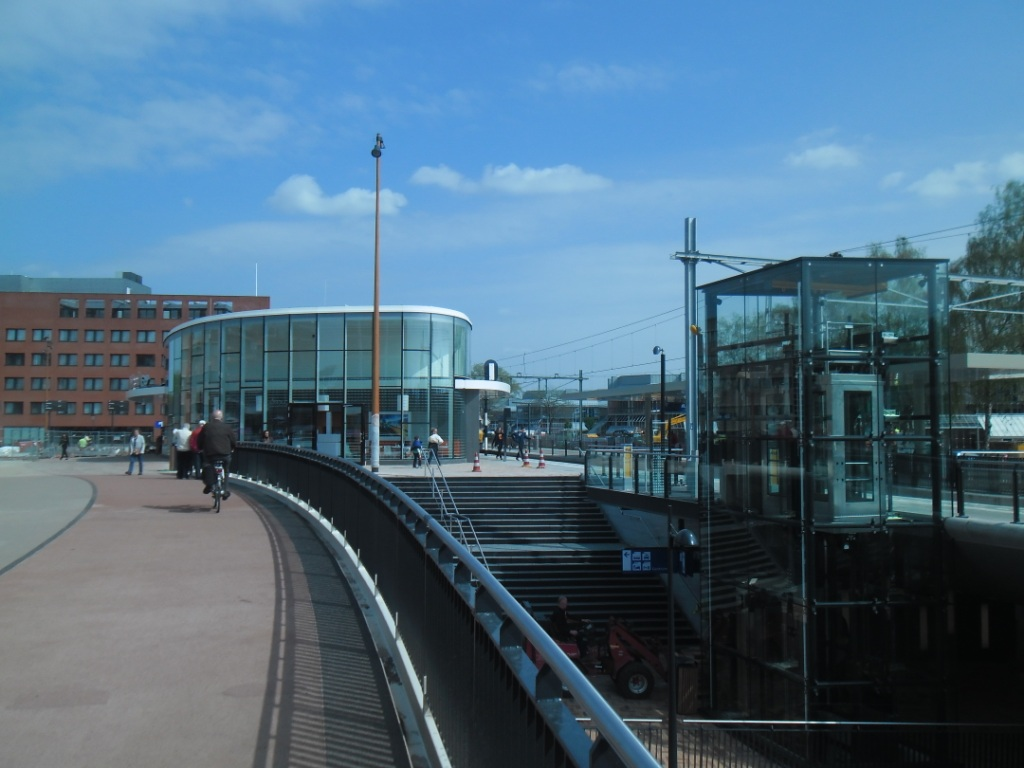
Station Helmond
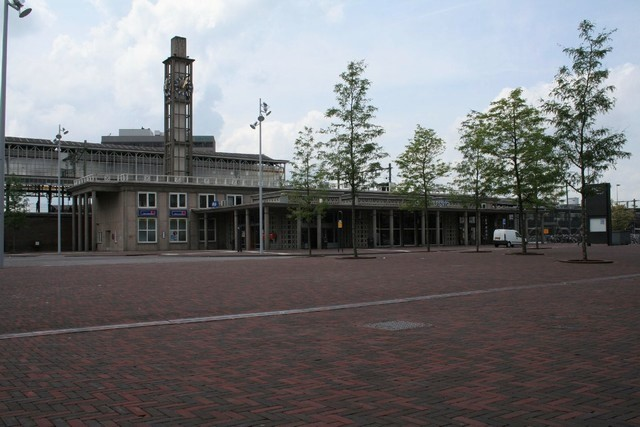
Station Hengelo
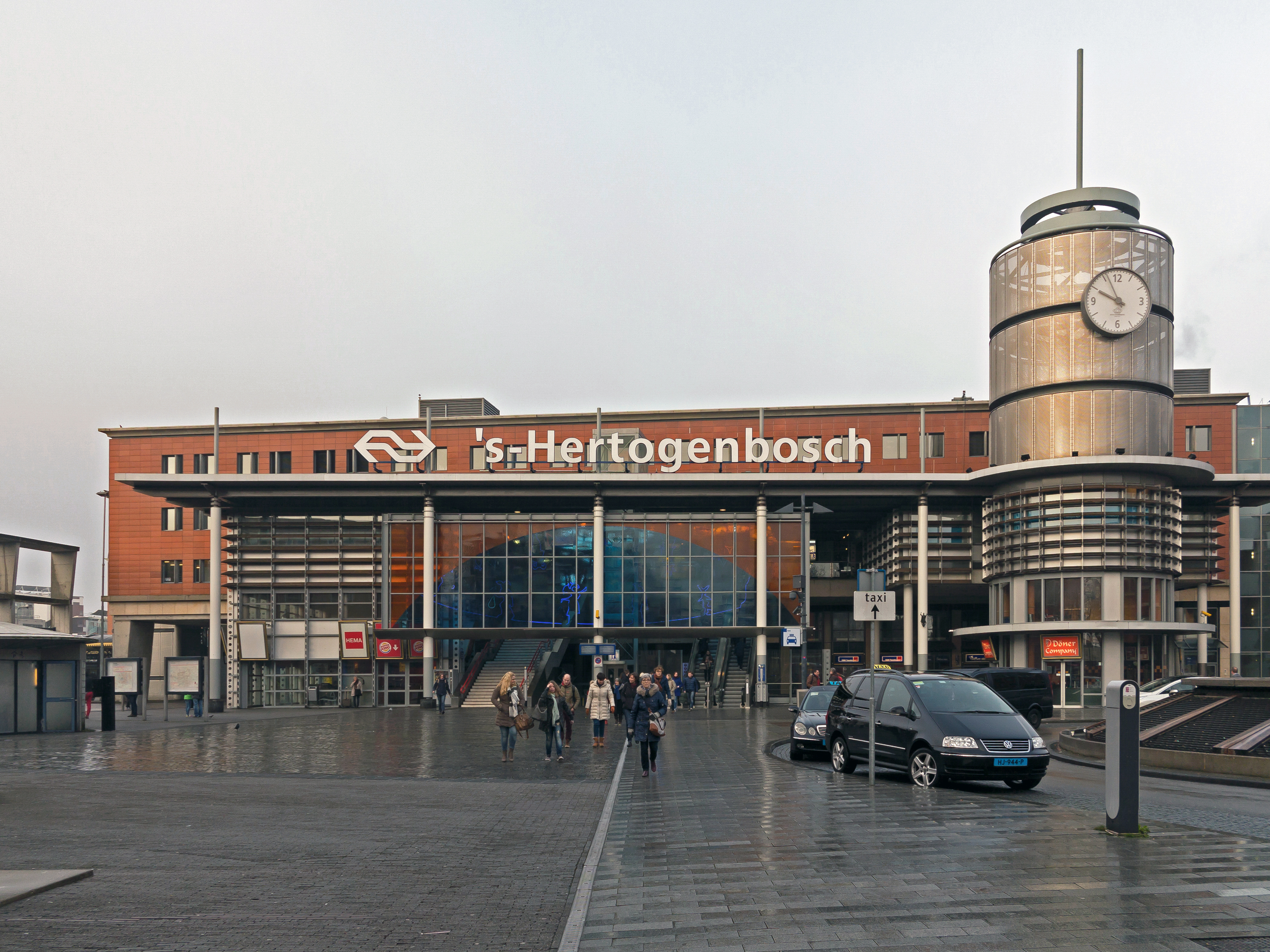
Station 's-Hertogenbosch
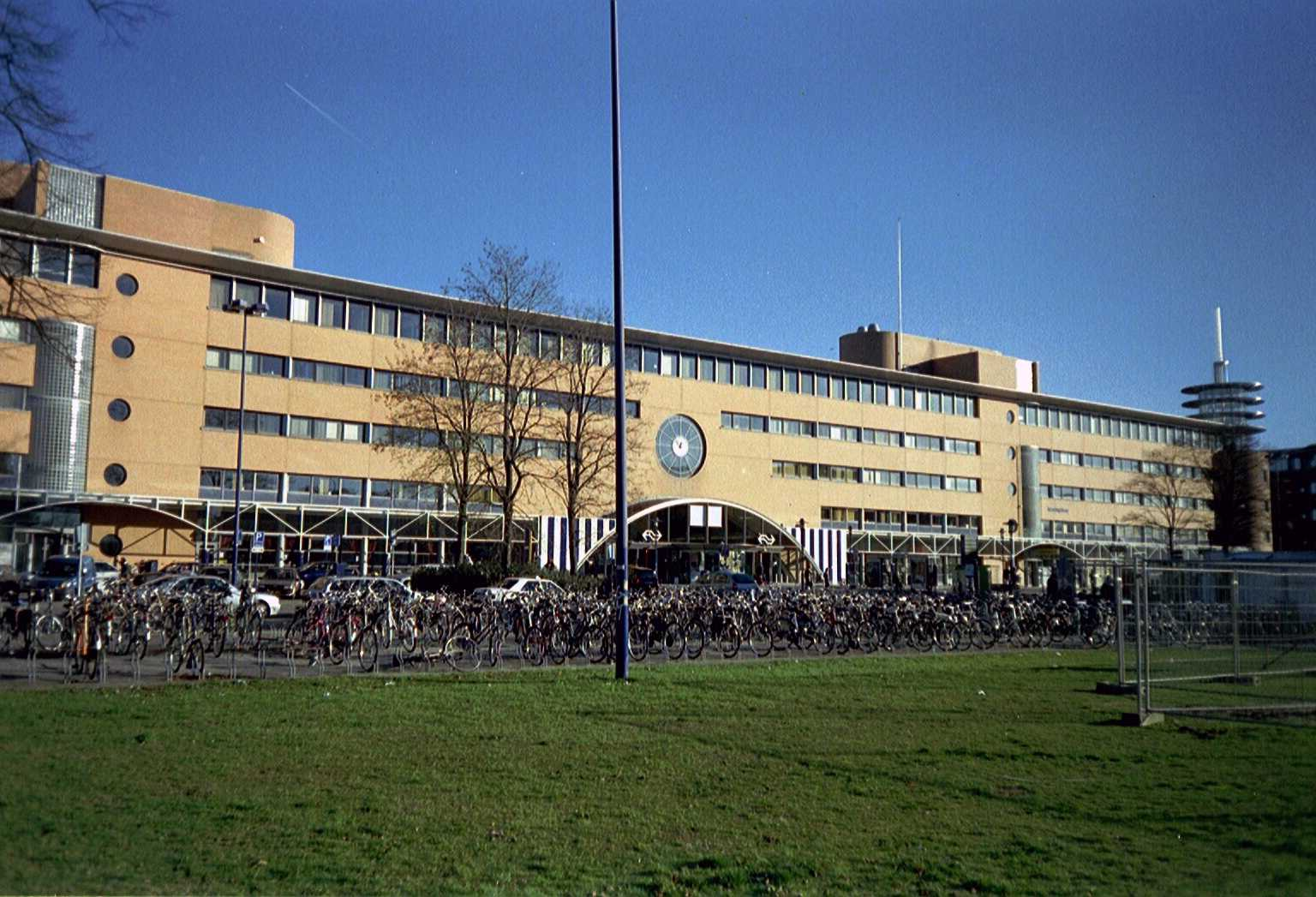
Station Hilversum
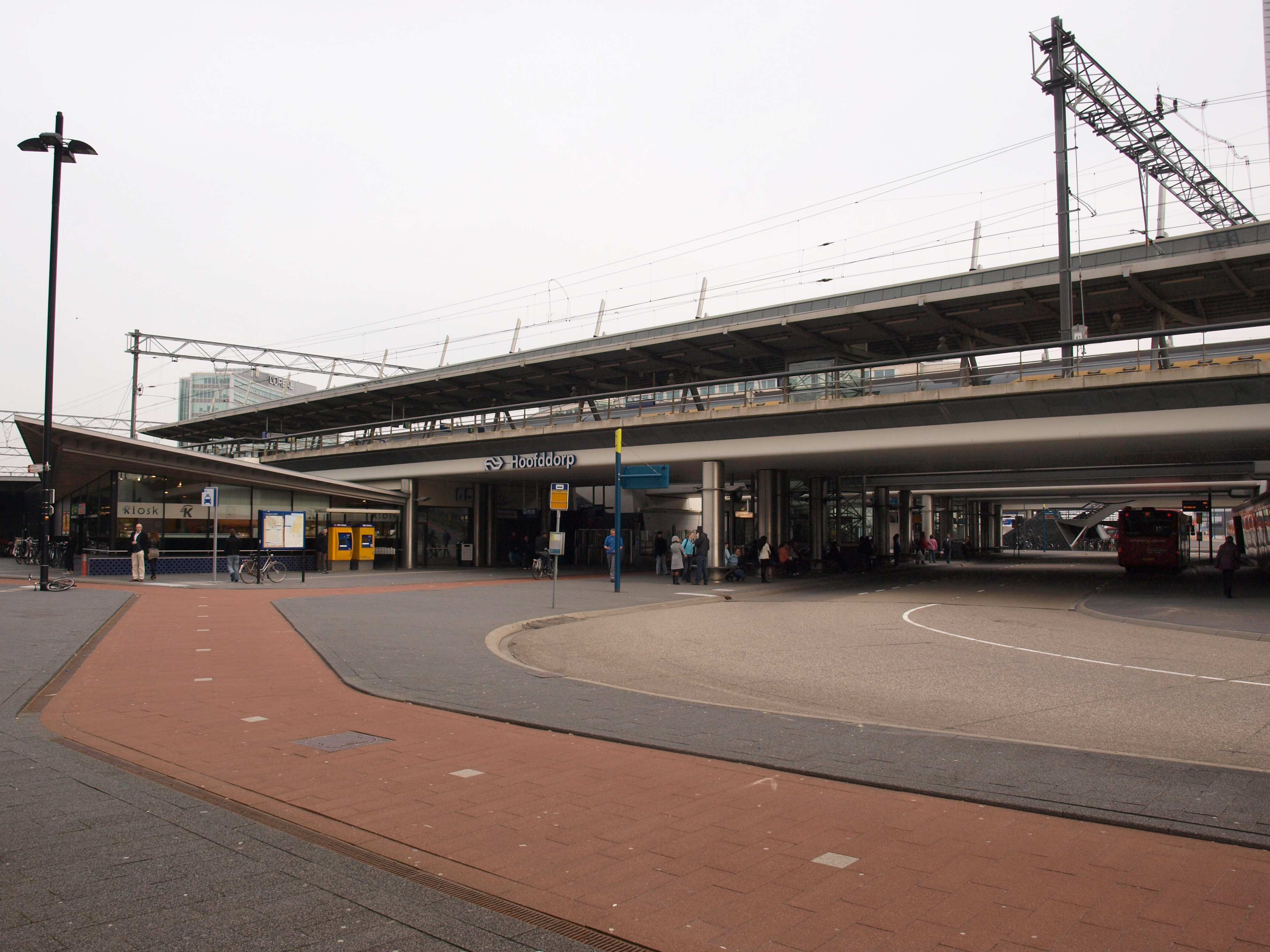
Station Hoofddorp
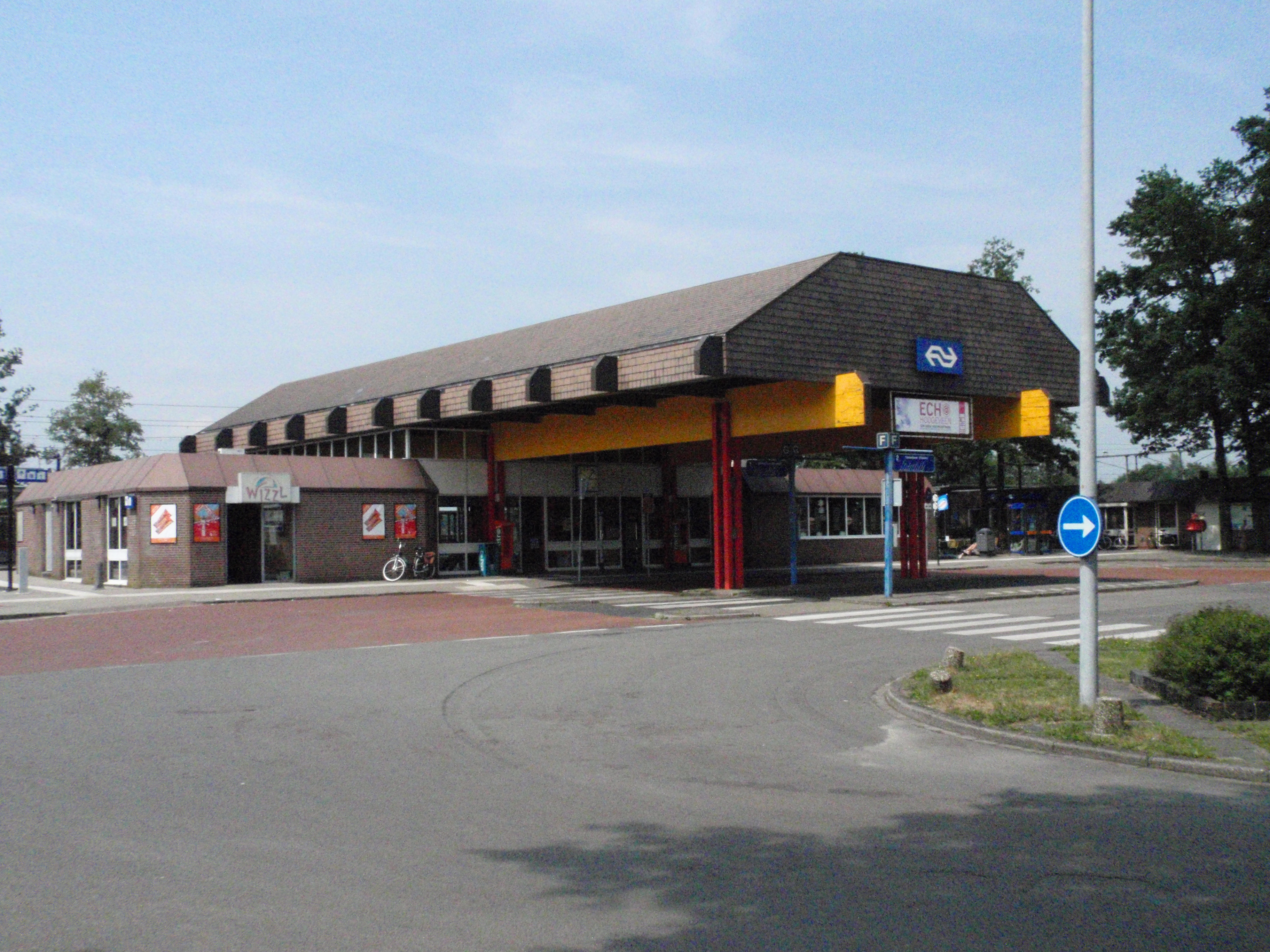
Station Hoogeveen
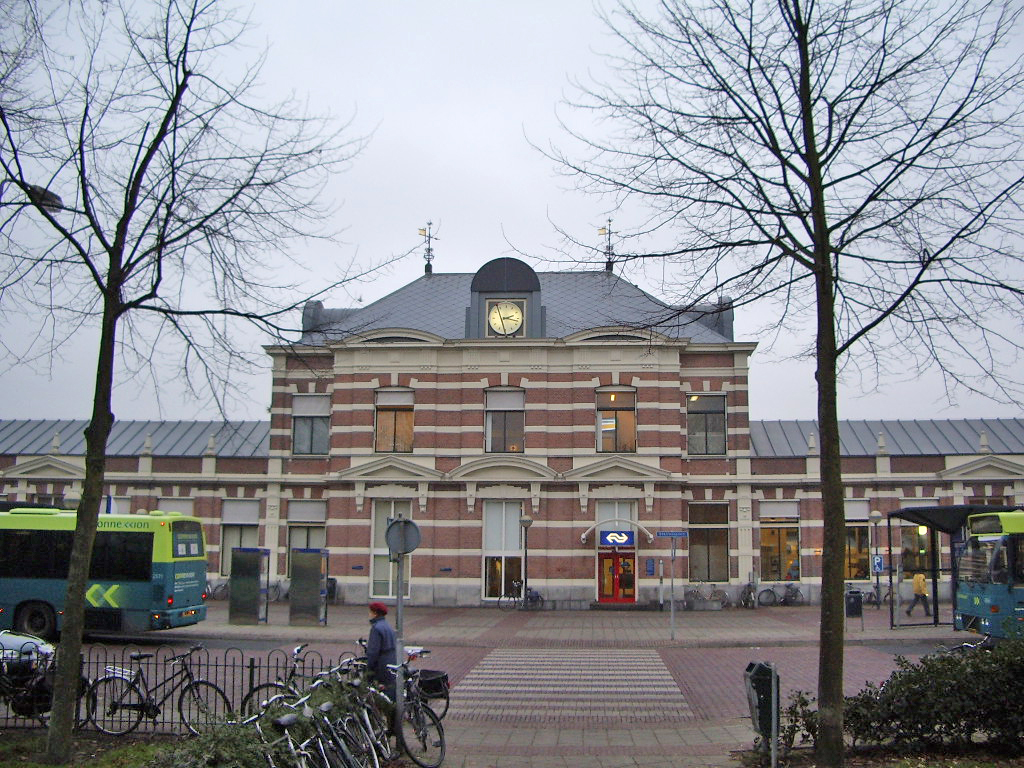
Station Hoorn

| Naam                    | Plaats                 | Afk  | Opening | Per | Psp | Spoorlijn                                       | Vervoerders                                | Reizigers per dag  |
| ----------------------- | ---------------------- | ---- | ------- | --- | --- | ----------------------------------------------- | ------------------------------------------ | ------------------ |
| Haarlem                 | Haarlem                | Hlm  | 1839    | 3   | 6   | Oude Lijn Haarlem-Uitgeest Haarlem-Zandvoort    | NS                                         | 36.507 (2024)      |
| Haarlem Spaarnwoude     | Haarlem                | Hlms | 1998    | 2   | 2   | Oude Lijn                                       | NS                                         | 3.729 (2024)       |
| Halfweg-Zwanenburg      | Halfweg                | Hwzb | 2012    | 2   | 2   | Oude Lijn                                       | NS                                         | 2.685 (2024)       |
| 't Harde                | 't Harde               | Hde  | 1863    | 2   | 3   | Centraalspoorweg                                | NS                                         | 1.169 (2024)       |
| Hardenberg              | Hardenberg             | Hdb  | 1905    | 1   | 2   | Zwolle-Emmen                                    | Arriva                                     | 2.382 (2009)       |
| Harderwijk              | Harderwijk             | Hd   | 1863    | 1   | 2   | Centraalspoorweg                                | NS                                         | 4.840 (2024)       |
| Hardinxveld Blauwe Zoom | Hardinxveld-Giessendam | Hbzm | 2011    | 1   | 1   | MerwedeLingelijn (Betuwelijn)                   | Qbuzz                                      | 246 (2014)         |
| Hardinxveld-Giessendam  | Hardinxveld-Giessendam | Gnd  | 1957    | 2   | 2   | MerwedeLingelijn (Betuwelijn)                   | Qbuzz                                      | 660 (2014)         |
| Haren                   | Haren                  | Hrn  | 1870    | 2   | 2   | Staatslijn C                                    | NS                                         | 1.104 (2024)       |
| Harlingen               | Harlingen              | Hlg  | 1863    | 2   | 2   | Staatslijn B                                    | Arriva                                     | 1.613 (2009)       |
| Harlingen Haven         | Harlingen              | Hlgh | 1863    | 1   | 1   | Staatslijn B                                    | Arriva                                     | 496 (2009)         |
| Heemskerk               | Heemskerk              | Hk   | 1969    | 2   | 2   | Haarlem-Uitgeest                                | NS                                         | 2.283 (2024)       |
| Heemstede-Aerdenhout    | Heemstede              | Had  | 1891    | 2   | 2   | Oude Lijn                                       | NS                                         | 6.257 (2024)       |
| Heerenveen              | Heerenveen             | Hr   | 1868    | 1   | 2   | Staatslijn A                                    | NS                                         | 5.001 (2024)       |
| Heerhugowaard           | Heerhugowaard          | Hwd  | 1865    | 2   | 3   | Alkmaar-Hoorn Staatslijn K                      | NS                                         | 6.198 (2024)       |
| Heerlen                 | Heerlen                | Hrl  | 1896    | 2   | 4   | Heuvellandlijn Sittard-Herzogenrath             | Arriva NS                                  | 3.819 (2024) (NS)  |
| Heerlen Woonboulevard   | Heerlen                | Hrlw | 2010    | 2   | 2   | Heuvellandlijn                                  | Arriva                                     | -                  |
| Heeze                   | Heeze                  | Hze  | 1977    | 2   | 2   | Eindhoven-Weert                                 | NS                                         | 1.399 (2024)       |
| Heiloo                  | Heiloo                 | Hlo  | 1867    | 1   | 2   | Staatslijn K                                    | NS                                         | 3.972 (2024)       |
| Heino                   | Heino                  | Hno  | 1881    | 2   | 2   | Zwolle-Almelo                                   | Keolis                                     | 709 (2016)         |
| Helmond                 | Helmond                | Hm   | 1866    | 2   | 2   | Venlo-Eindhoven                                 | NS                                         | 6.474 (2024)       |
| Helmond Brandevoort     | Helmond                | Hmbv | 2006    | 2   | 2   | Venlo-Eindhoven                                 | NS                                         | 1.650 (2024)       |
| Helmond Brouwhuis       | Helmond                | Hmbh | 1987    | 2   | 2   | Venlo-Eindhoven                                 | NS                                         | 1.437 (2024)       |
| Helmond 't Hout         | Helmond                | Hmh  | 1992    | 2   | 2   | Venlo-Eindhoven                                 | NS                                         | 1.157 (2024)       |
| Hemmen-Dodewaard        | Dodewaard              | Hmn  | 1882    | 2   | 2   | Betuwelijn                                      | Arriva                                     | -                  |
| Hengelo                 | Hengelo                | Hgl  | 1865    | 1   | 3   | Almelo-Salzbergen Staatslijn D                  | Arriva eurobahn Keolis NS NS International | 5.740 (2024) (NS)  |
| Hengelo Gezondheidspark | Hengelo                | Hglg | 2012    | 1   | 1   | Staatslijn D                                    | Arriva                                     | -                  |
| Hengelo Oost            | Hengelo                | Hglo | 1975    | 2   | 2   | Almelo-Salzbergen                               | Arriva                                     | -                  |
| 's-Hertogenbosch        | 's-Hertogenbosch       | Ht   | 1868    | 3   | 5   | Brabantse Lijn Staatslijn H                     | Arriva NS                                  | 56.752 (2024) (NS) |
| 's-Hertogenbosch Oost   | 's-Hertogenbosch       | Hto  | 1987    | 2   | 2   | Brabantse Lijn                                  | NS                                         | 1.129 (2024)       |
| Hillegom                | Hillegom               | Hil  | 2000    | 1   | 2   | Oude Lijn                                       | NS                                         | 2.088 (2024)       |
| Hilversum               | Hilversum              | Hvs  | 1874    | 3   | 5   | Oosterspoorweg Hilversum-Lunetten               | NS NS International                        | 24.941 (2024) (NS) |
| Hilversum Media Park    | Hilversum              | Hvsm | 1974    | 2   | 2   | Oosterspoorweg                                  | NS                                         | 3.875 (2024)       |
| Hilversum Sportpark     | Hilversum              | Hvsp | 1874    | 2   | 2   | Hilversum-Lunetten                              | NS                                         | 5.797 (2024)       |
| Hindeloopen             | Hindeloopen            | Hnp  | 1885    | 1   | 1   | Leeuwarden-Stavoren                             | Arriva                                     | 41 (2018)          |
| Hoensbroek              | Hoensbroek             | Hb   | 1893    | 2   | 2   | Sittard-Herzogenrath                            | Arriva                                     | 205 (2016)         |
| Hoevelaken              | Stoutenburg Noord      | Hvl  | 2012    | 2   | 2   | Oosterspoorweg Valleilijn (Kippenlijn)          | Keolis                                     | 1.359 (2016)       |
| Hollandsche Rading      | Hollandsche Rading     | Hor  | 1874    | 2   | 2   | Hilversum - Lunetten                            | NS                                         | 907 (2024)         |
| Holten                  | Holten                 | Hon  | 1888    | 2   | 2   | Deventer-Almelo                                 | NS                                         | 1.118 (2023)       |
| Hoofddorp               | Hoofddorp              | Hfd  | 1981    | 2   | 4   | Schiphollijn                                    | NS                                         | 14.152 (2024)      |
| Hoogeveen               | Hoogeveen              | Hgv  | 1870    | 2   | 3   | Staatslijn C                                    | NS                                         | 3.782 (2024)       |
| Hoogezand-Sappemeer     | Hoogezand              | Hgz  | 1868    | 2   | 2   | Staatslijn B                                    | Arriva                                     | 968 (2009)         |
| Hoogkarspel             | Hoogkarspel            | Hks  | 1885    | 1   | 2   | Zaandam-Enkhuizen                               | NS                                         | 1.559 (2024)       |
| Hoorn                   | Hoorn                  | Hn   | 1883    | 2   | 3   | Zaandam-Enkhuizen Alkmaar-Hoorn Hoorn-Medemblik | NS SHM                                     | 12.896 (2024)      |
| Hoorn Kersenboogerd     | Hoorn                  | Hnk  | 1986    | 2   | 2   | Zaandam-Enkhuizen                               | NS                                         | 3.850 (2024)       |
| Horst-Sevenum           | Hegelsom               | Hrt  | 1866    | 2   | 3   | Venlo-Eindhoven                                 | NS                                         | 2.313 (2024)       |
| Houten                  | Houten                 | Htn  | 1982    | 1   | 2   | Staatslijn H                                    | NS                                         | 6.095 (2024)       |
| Houten Castellum        | Houten                 | Htnc | 2001    | 1   | 2   | Staatslijn H                                    | NS                                         | 5.129 (2023)       |
| Houthem-Sint Gerlach    | Houthem                | Sgl  | 1890    | 2   | 2   | Heuvellandlijn                                  | Arriva                                     | -                  |
| Hurdegaryp              | Hardegarijp            | Hdg  | 1866    | 2   | 2   | Staatslijn B                                    | Arriva                                     | -                  |

## I

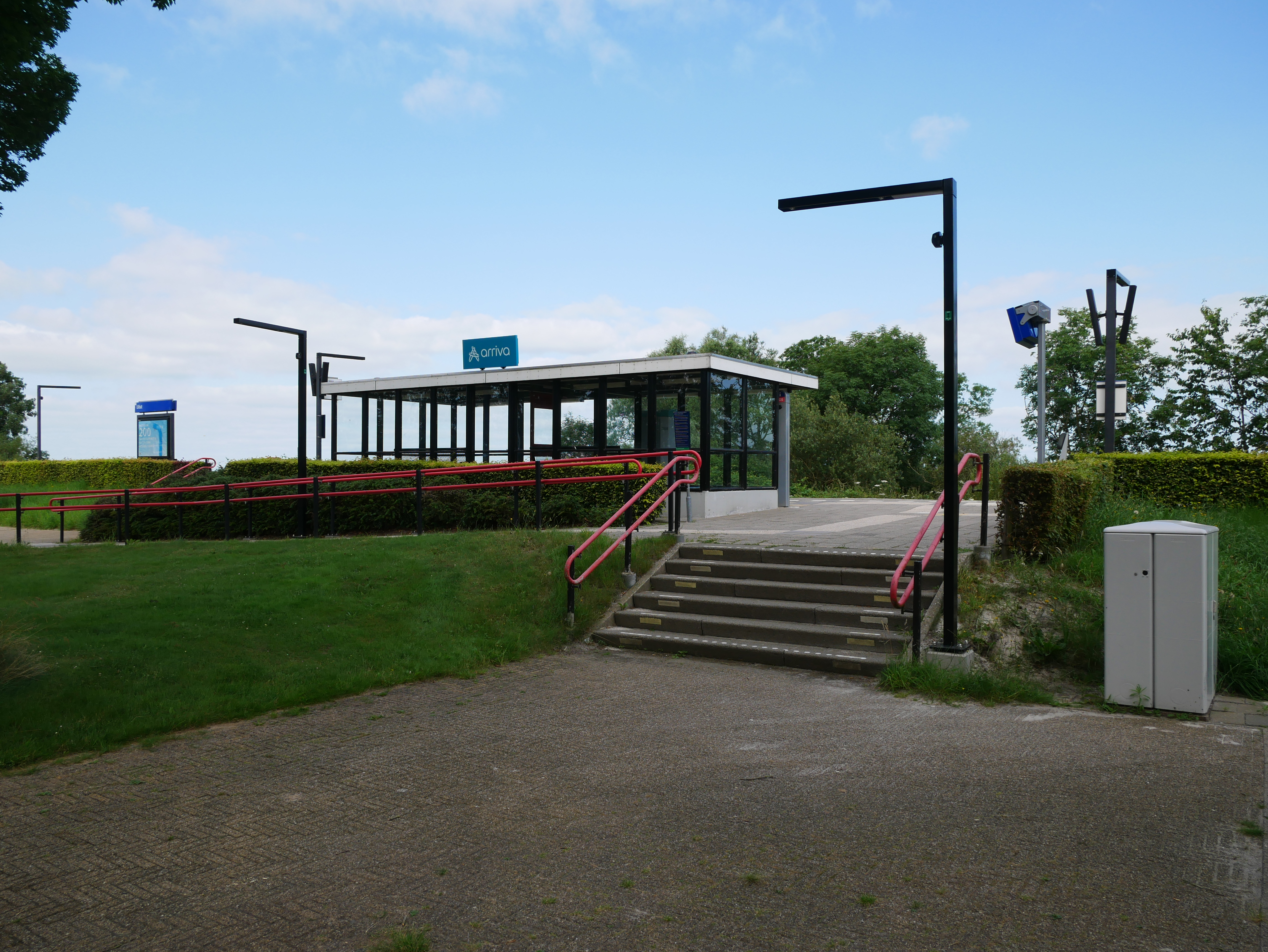
Station IJlst

| Naam  | Plaats | Afk | Opening | Per | Psp | Spoorlijn           | Vervoerders | Reizigers per dag |
| ----- | ------ | --- | ------- | --- | --- | ------------------- | ----------- | ----------------- |
| IJlst | IJlst  | IJt | 1985    | 1   | 1   | Leeuwarden-Stavoren | Arriva      |                   |

## K

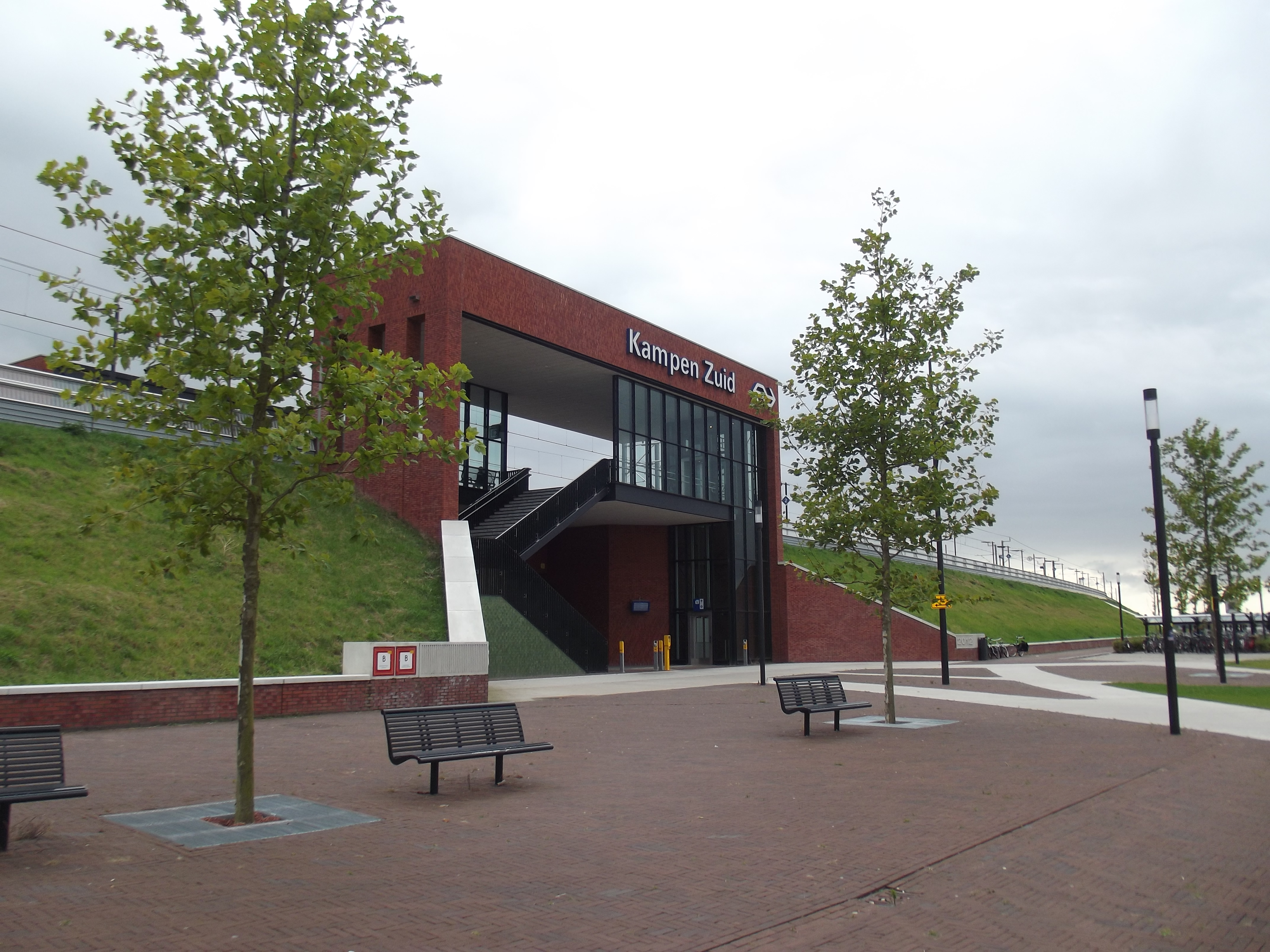
Station Kampen Zuid
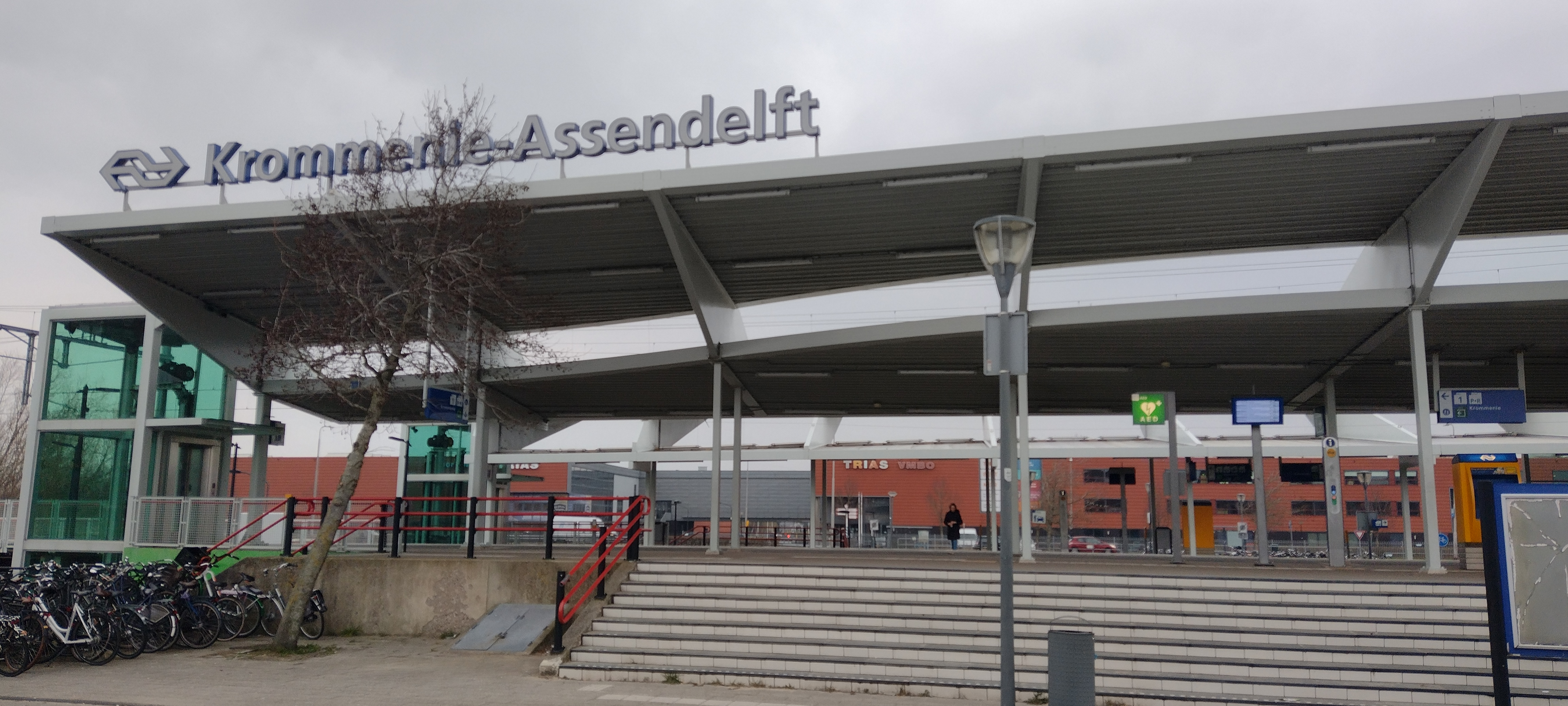
Station Krommenie-Assendelft

| Naam                 | Plaats               | Afk  | Opening | Per | Psp | Spoorlijn                        | Vervoerders | Reizigers per dag |
| -------------------- | -------------------- | ---- | ------- | --- | --- | -------------------------------- | ----------- | ----------------- |
| Kampen               | Kampen               | Kpn  | 1865    | 1   | 1   | Centraalspoorweg (Kamperlijntje) | Keolis      | -                 |
| Kampen Zuid          | Kampen               | Kpnz | 2012    | 2   | 2   | Hanzelijn                        | NS          | 1.618 (2024)      |
| Kapelle-Biezelinge   | Biezelinge Kapelle   | Bzl  | 1868    | 2   | 2   | Staatslijn F                     | NS          | 873 (2024)        |
| Kerkrade Centrum     | Kerkrade             | Krd  | 1949    | 1   | 2   | Heuvellandlijn Miljoenenlijn     | Arriva ZLSM | -                 |
| Kesteren             | Kesteren             | Ktr  | 1882    | 2   | 2   | Betuwelijn                       | Arriva      | -                 |
| Klarenbeek           | Klarenbeek           | Kbk  | 1882    | 2   | 2   | Oosterspoorweg                   | Arriva      | -                 |
| Klimmen-Ransdaal     | Klimmen Ransdaal     | Kmr  | 1915    | 2   | 2   | Heuvellandlijn                   | Arriva      | -                 |
| Koog aan de Zaan     | Koog aan de Zaan     | Kz   | 1869    | 2   | 2   | Staatslijn K                     | NS          | 2.740 (2024)      |
| Koudum-Molkwerum     | Molkwerum            | Kmw  | 1885    | 1   | 1   | Leeuwarden-Stavoren              | Arriva      | 49 (2018)         |
| Krabbendijke         | Krabbendijke         | Kbd  | 1868    | 2   | 2   | Staatslijn F                     | NS          | 679 (2024)        |
| Krommenie-Assendelft | Assendelft Krommenie | Kma  | 2008    | 2   | 2   | Staatslijn K                     | NS          | 4.997 (2024)      |
| Kropswolde           | Kropswolde           | Kw   | 1868    | 2   | 2   | Staatslijn B                     | Arriva      | 511 (2009)        |
| Kruiningen-Yerseke   | Kruiningen           | Krg  | 1868    | 1   | 2   | Staatslijn F                     | NS          | 659 (2022)        |

## L

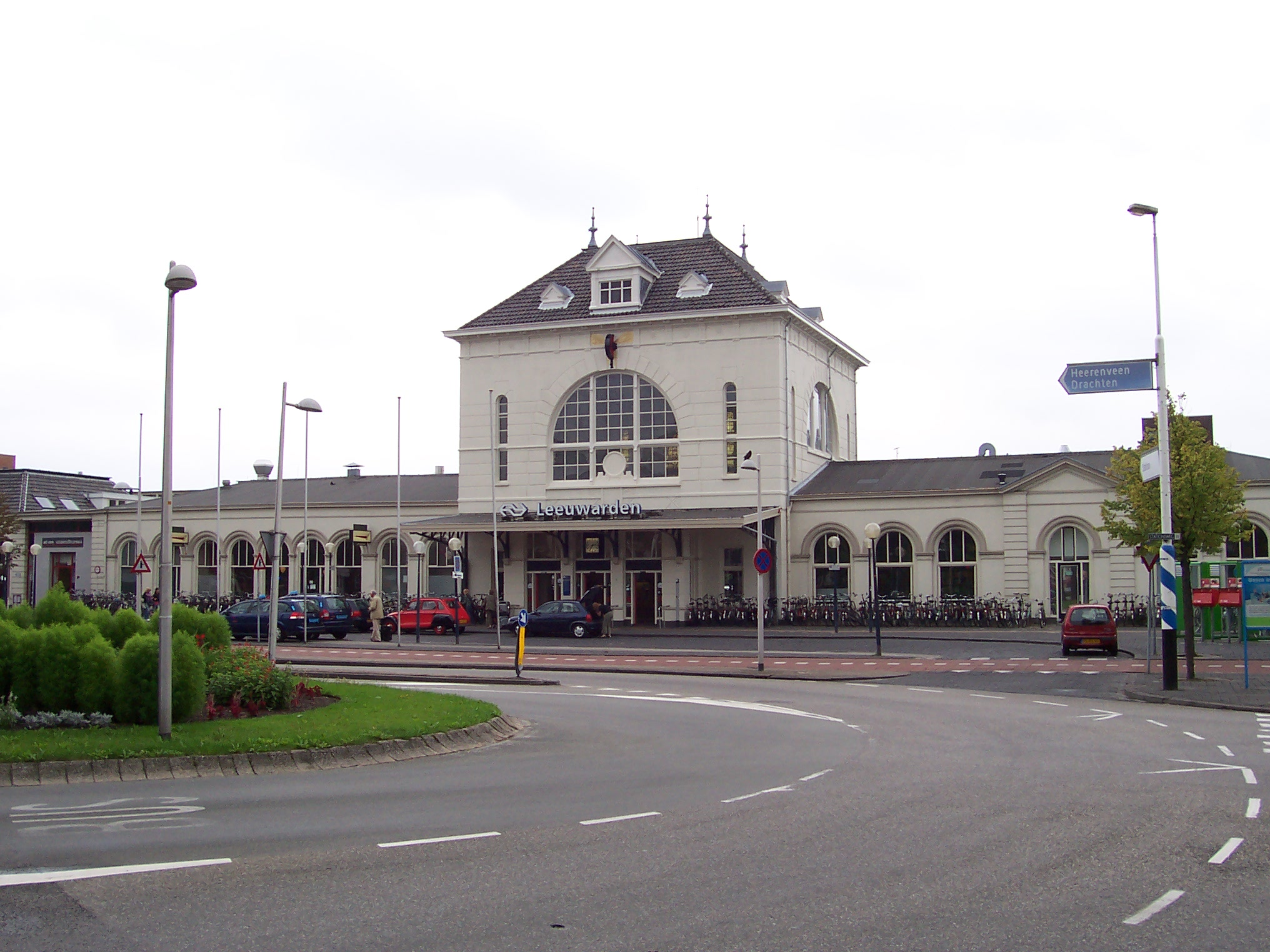
Station Leeuwarden
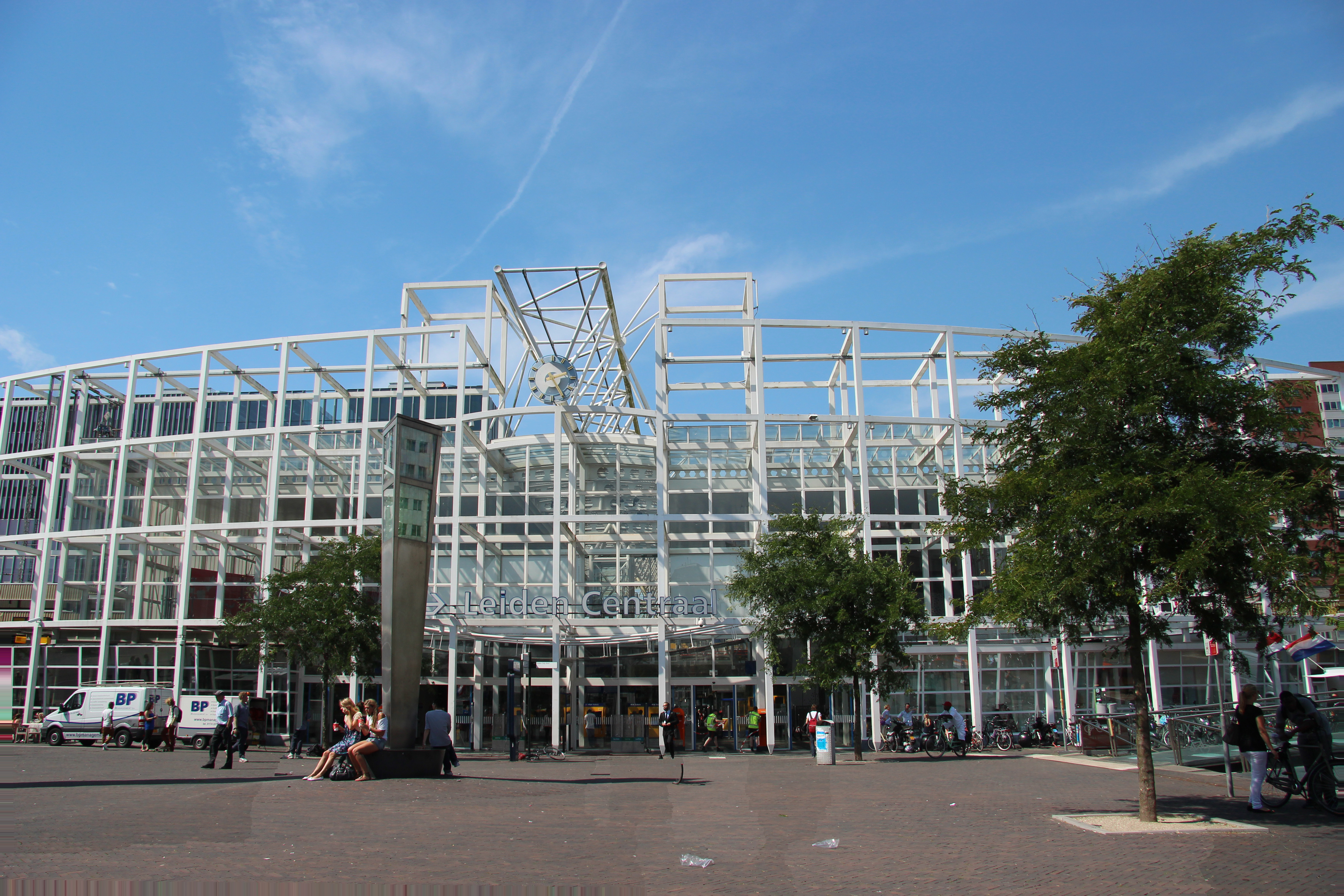
Station Leiden Centraal
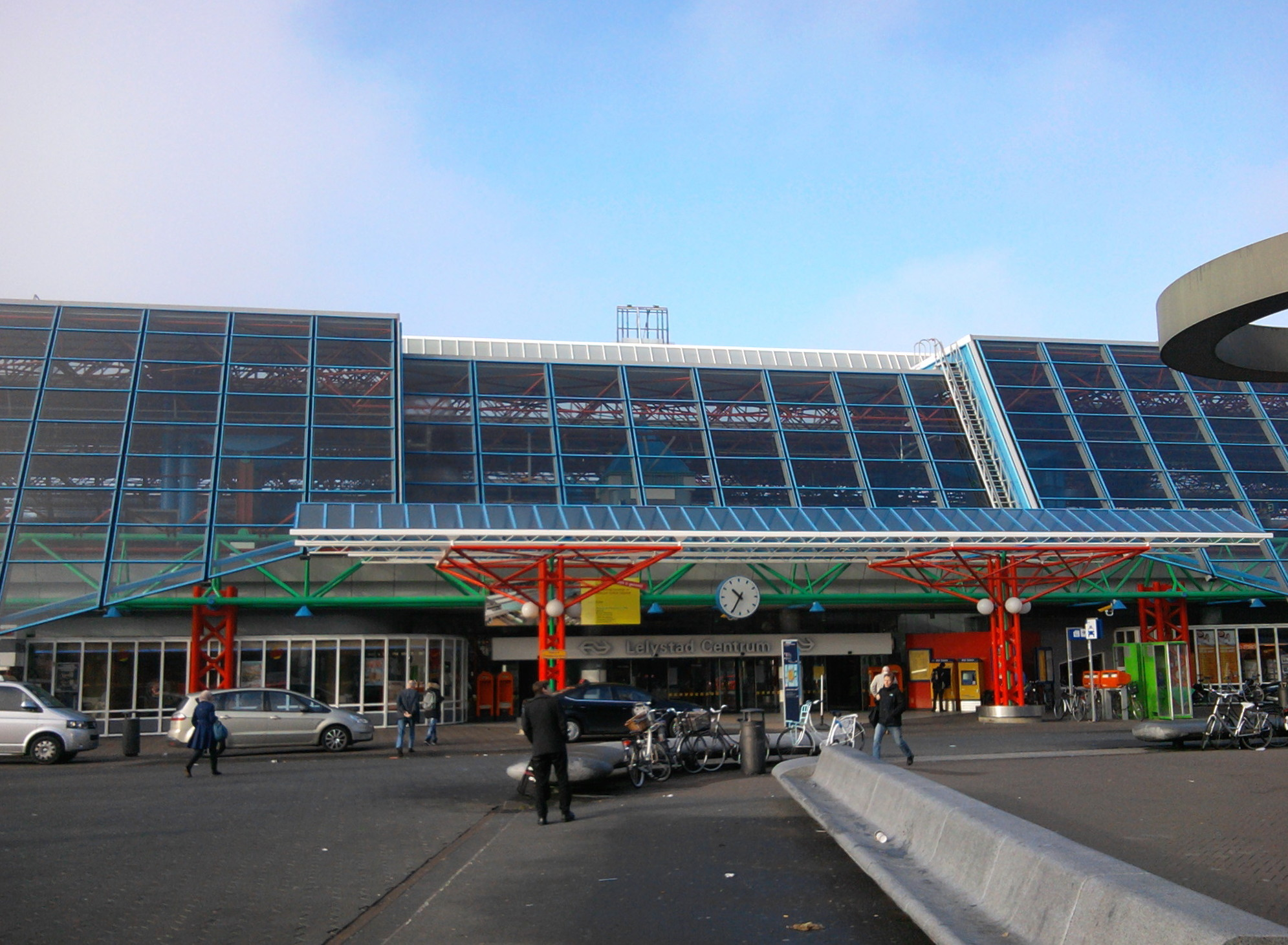
Station Lelystad Centrum

| Naam                      | Plaats               | Afk  | Opening | Per | Psp | Spoorlijn                                      | Vervoerders | Reizigers per dag  |
| ------------------------- | -------------------- | ---- | ------- | --- | --- | ---------------------------------------------- | ----------- | ------------------ |
| Lage Zwaluwe              | Zevenbergschen Hoek  | Zlw  | 1883    | 3   | 4   | Staatslijn I Spoorlijn 12 Langestraatspoorlijn | NS          | 852 (2024)         |
| Landgraaf                 | Landgraaf            | Lg   | 1896    | 3   | 3   | Heuvellandlijn Sittard-Herzogenrath            | Arriva      | -                  |
| Lansingerland-Zoetermeer  | Bleiswijk Zoetermeer | Llzm | 2018    | 2   | 2   | Gouda-Den Haag                                 | NS          | 2.463 (2024)       |
| Leerdam                   | Leerdam              | Ldm  | 1883    | 2   | 2   | MerwedeLingelijn (Betuwelijn)                  | Qbuzz       | 712 (2014)         |
| Leeuwarden                | Leeuwarden           | Lw   | 1863    | 4   | 7   | Staatslijn A Staatslijn B Leeuwarden-Stavoren  | Arriva NS   | 7.705 (2024) (NS)  |
| Leeuwarden Camminghaburen | Leeuwarden           | Lwc  | 1991    | 1   | 1   | Staatslijn B                                   | Arriva      | 784 (2009)         |
| Leiden Centraal           | Leiden               | Ledn | 1843    | 3   | 6   | Oude Lijn Schiphollijn Woerden-Leiden          | NS          | 80.409 (2022)      |
| Leiden Lammenschans       | Leiden               | Ldl  | 1961    | 1   | 1   | Woerden-Leiden                                 | NS          | 4.535 (2024)       |
| Lelystad Centrum          | Lelystad             | Lls  | 1988    | 2   | 4   | Flevolijn Hanzelijn                            | Arriva NS   | 12.592 (2024) (NS) |
| Lichtenvoorde-Groenlo     | Lievelde             | Ltv  | 1878    | 2   | 2   | Zutphen-Winterswijk                            | Arriva      | -                  |
| Lochem                    | Lochem               | Lc   | 1865    | 1   | 2   | Staatslijn D                                   | Arriva      | -                  |
| Loppersum                 | Loppersum            | Lp   | 1884    | 1   | 2   | Groningen-Delfzijl                             | Arriva      | 572 (2009)         |
| Lunteren                  | Lunteren             | Ltn  | 1951    | 2   | 2   | Valleilijn (Kippenlijn)                        | Keolis      | -                  |

## M

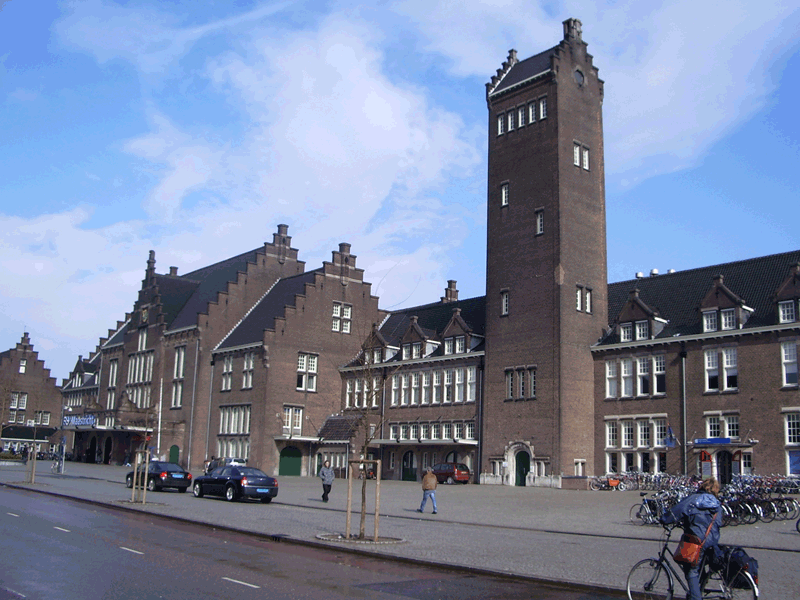
Station Maastricht
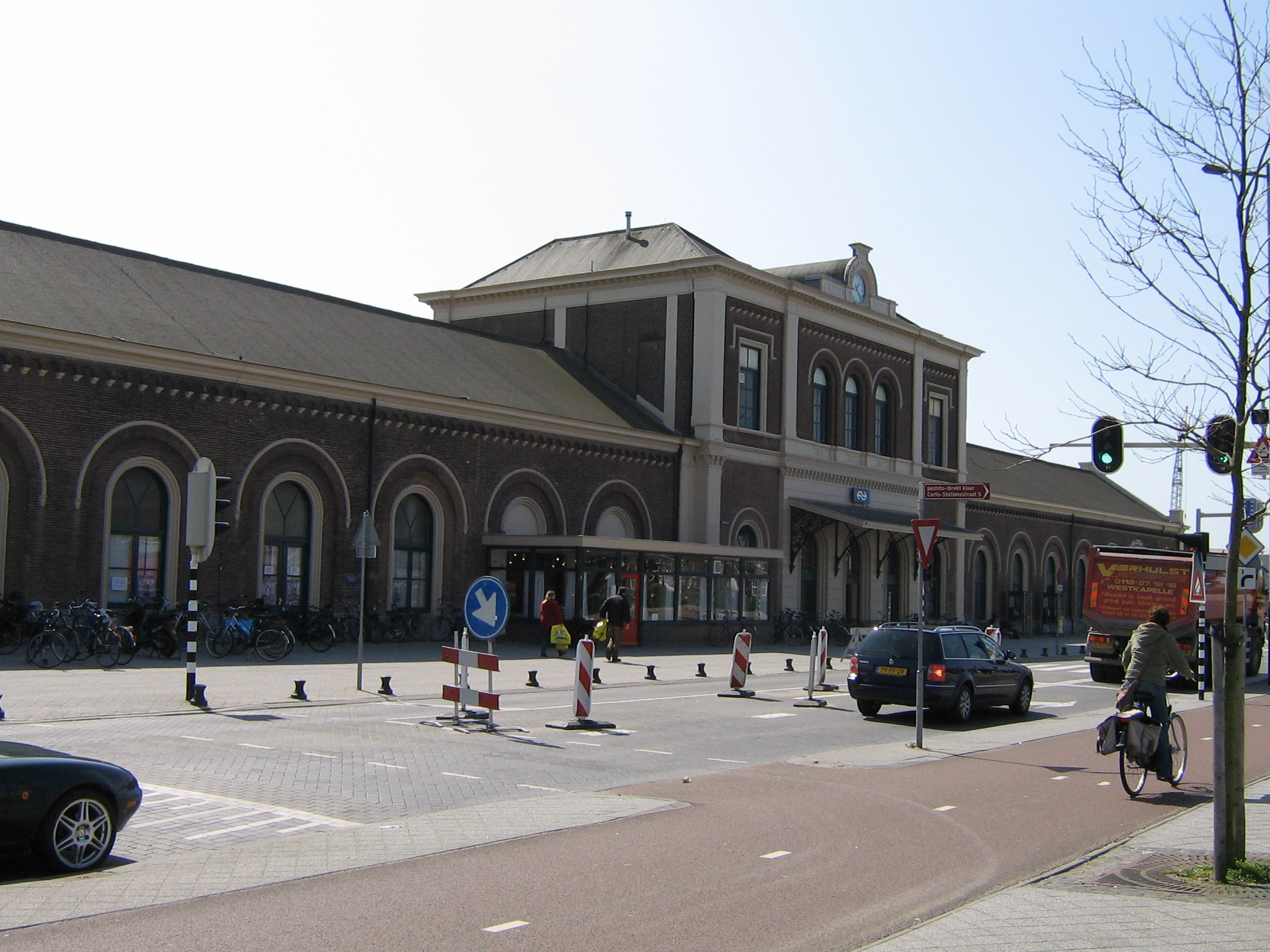
Station Middelburg

| Naam                | Plaats     | Afk  | Opening | Per | Psp | Spoorlijn                                             | Vervoerders | Reizigers per dag |
| ------------------- | ---------- | ---- | ------- | --- | --- | ----------------------------------------------------- | ----------- | ----------------- |
| Maarheeze           | Maarheeze  | Mz   | 2010    | 2   | 2   | Eindhoven-Weert                                       | NS          | 1.290 (2024)      |
| Maarn               | Maarn      | Mrn  | 1845    | 2   | 2   | Rhijnspoorweg                                         | NS          | 1.403 (2024)      |
| Maarssen            | Maarssen   | Mas  | 1843    | 1   | 2   | Rhijnspoorweg                                         | NS          | 3.926 (2024)      |
| Maastricht          | Maastricht | Mt   | 1883    | 3   | 6   | Staatslijn E Heuvellandlijn Spoorlijn 20 Spoorlijn 40 | Arriva NS   | 9.791 (2024) (NS) |
| Maastricht Noord    | Maastricht | Mtn  | 2013    | 2   | 2   | Heuvellandlijn                                        | Arriva      | -                 |
| Maastricht Randwyck | Maastricht | Mtr  | 1987    | 2   | 3   | Heuvellandlijn Spoorlijn 40                           | Arriva      | 142 (2018) (NMBS) |
| Mantgum             | Mantgum    | Mg   | 1973    | 2   | 2   | Leeuwarden-Stavoren                                   | Arriva      | 513 (2009)        |
| Mariënberg          | Mariënberg | Mrb  | 1905    | 2   | 3   | Zwolle-Emmen Mariënberg-Almelo                        | Arriva      | 766 (2009)        |
| Martenshoek         | Hoogezand  | Mth  | 1905    | 2   | 2   | Staatslijn B Groningen-Veendam                        | Arriva      | 1.048 (2009)      |
| Meerssen            | Meerssen   | Mes  | 1853    | 2   | 2   | Heuvellandlijn                                        | Arriva      | -                 |
| Meppel              | Meppel     | Mp   | 1867    | 2   | 3   | Staatslijn A Staatslijn C                             | NS          | 6.386 (2024)      |
| Middelburg          | Middelburg | Mdb  | 1872    | 2   | 2   | Staatslijn F                                          | NS          | 3.962 (2024)      |
| Mook-Molenhoek      | Molenhoek  | Mmlh | 2009    | 2   | 2   | Maaslijn                                              | Arriva      | 1.250 (2011)      |

## N

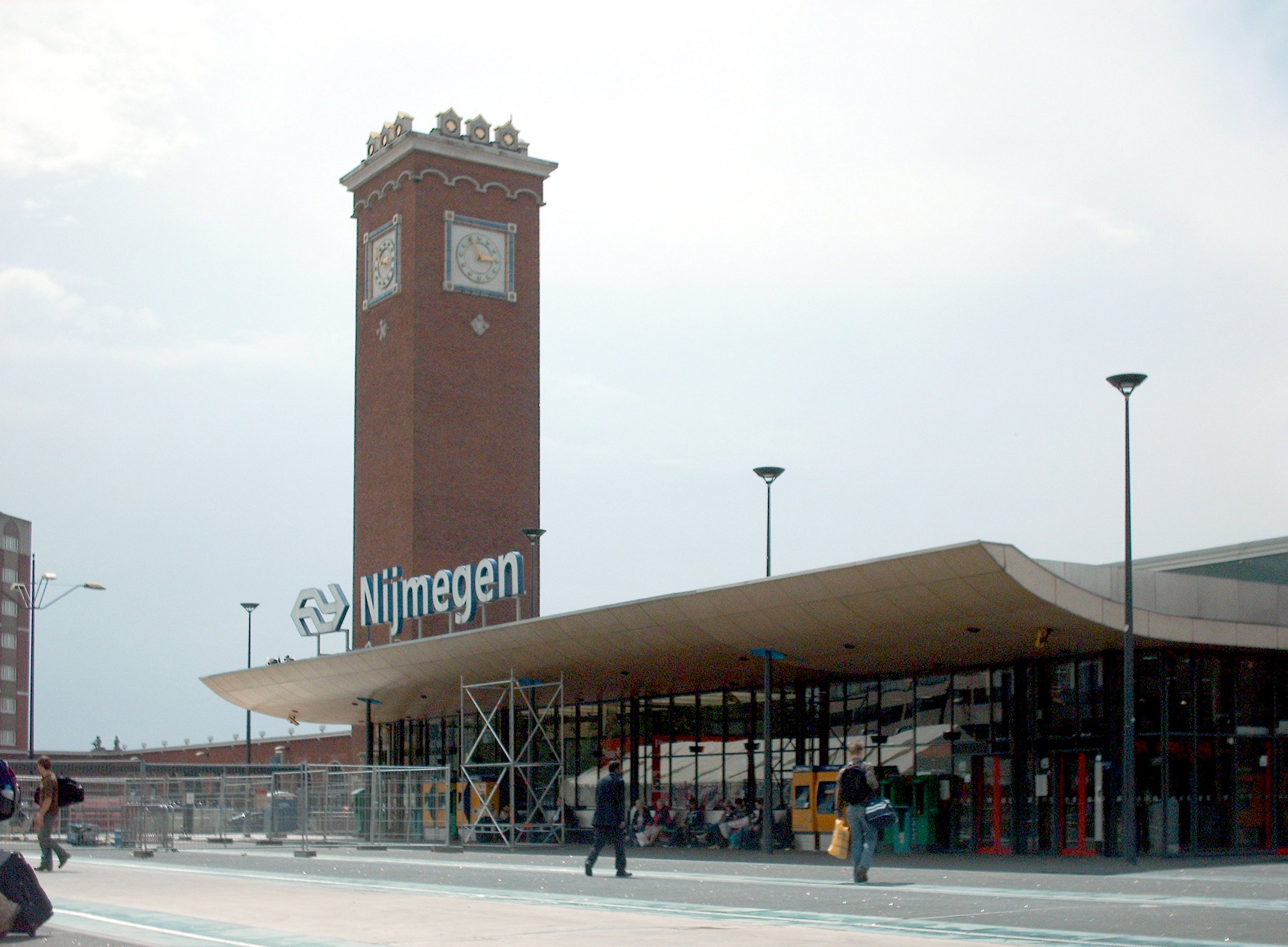
Station Nijmegen
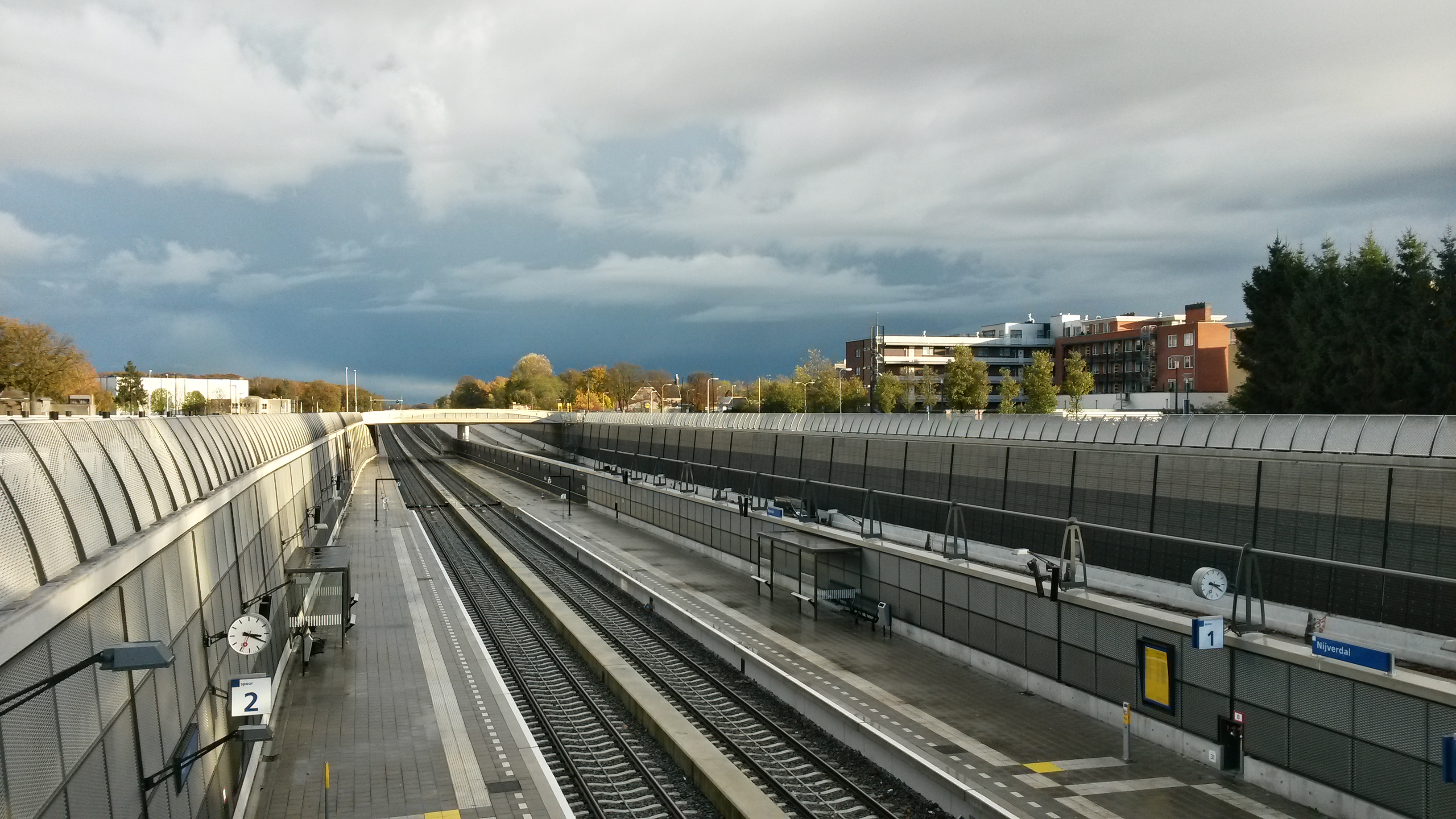
Station Nijverdal

| Naam                   | Plaats                     | Afk  | Opening | Per | Psp | Spoorlijn                               | Vervoerders | Reizigers per dag  |
| ---------------------- | -------------------------- | ---- | ------- | --- | --- | --------------------------------------- | ----------- | ------------------ |
| Naarden-Bussum         | Bussum                     | Ndb  | 1874    | 2   | 2   | Oosterspoorweg                          | NS          | 8.815 (2024)       |
| Nieuw Amsterdam        | Veenoord                   | Na   | 1905    | 2   | 2   | Zwolle-Emmen                            | Arriva      | 475 (2008)         |
| Nieuw Vennep           | Nieuw-Vennep               | Nvp  | 1981    | 2   | 2   | Schiphollijn                            | NS          | 2.797 (2024)       |
| Nieuwerkerk a/d IJssel | Nieuwerkerk aan den IJssel | Nwk  | 1971    | 2   | 2   | Utrecht-Rotterdam                       | NS          | 3.009 (2024)       |
| Nijkerk                | Nijkerk                    | Nkk  | 1863    | 2   | 2   | Centraalspoorweg                        | NS          | 2.881 (2024)       |
| Nijmegen               | Nijmegen                   | Nm   | 1879    | 2   | 4   | Brabantse Lijn Maaslijn Arnhem-Nijmegen | Arriva NS   | 39.943 (2024) (NS) |
| Nijmegen Dukenburg     | Nijmegen                   | Nmd  | 1973    | 2   | 2   | Brabantse Lijn                          | NS          | 2.232 (2024)       |
| Nijmegen Goffert       | Nijmegen                   | Nmgo | 2014    | 2   | 2   | Brabantse Lijn                          | NS          | 1.596 (2024)       |
| Nijmegen Heyendaal     | Nijmegen                   | Nmh  | 1972    | 2   | 2   | Maaslijn                                | Arriva      | 3.246 (2009)       |
| Nijmegen Lent          | Nijmegen                   | Nml  | 2002    | 2   | 2   | Arnhem-Nijmegen                         | NS          | 1.535 (2024)       |
| Nijverdal              | Nijverdal                  | Nvd  | 1881    | 2   | 2   | Zwolle-Almelo                           | Keolis      | 3.015 (2016)       |
| Nunspeet               | Nunspeet                   | Ns   | 1863    | 1   | 2   | Centraalspoorweg                        | NS          | 2.255 (2024)       |
| Nuth                   | Nuth                       | Nh   | 1893    | 1   | 2   | Sittard-Herzogenrath                    | Arriva      | 486 (2016)         |

## O

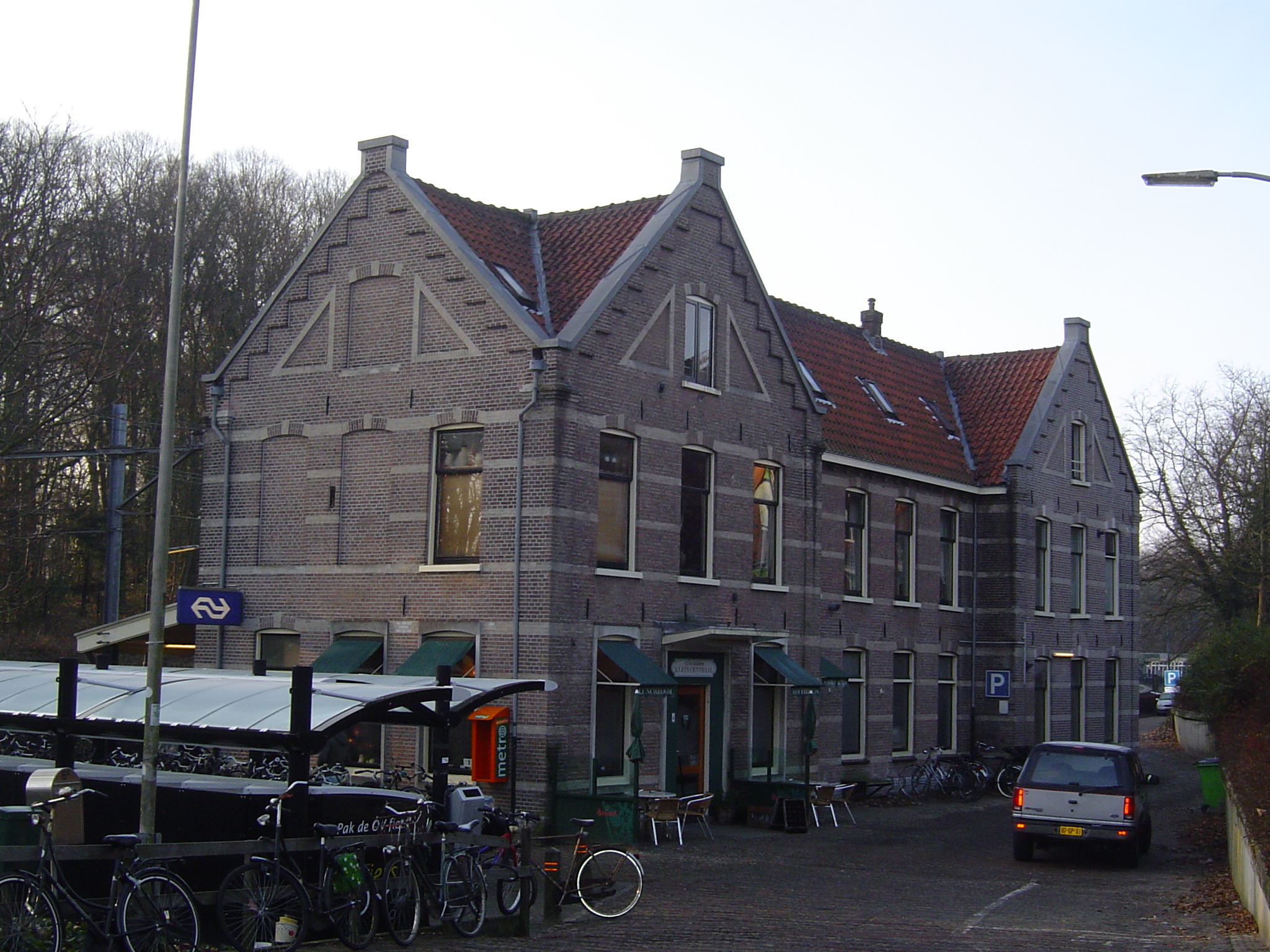
Station Overveen

| Naam       | Plaats     | Afk | Opening | Per | Psp | Spoorlijn         | Vervoerders     | Reizigers per dag |
| ---------- | ---------- | --- | ------- | --- | --- | ----------------- | --------------- | ----------------- |
| Obdam      | Obdam      | Obd | 1898    | 1   | 2   | Alkmaar-Hoorn     | NS              | 1.026 (2024)      |
| Oisterwijk | Oisterwijk | Ot  | 1865    | 2   | 3   | Staatslijn E      | NS              | 2.214 (2024)      |
| Oldenzaal  | Oldenzaal  | Odz | 1865    | 2   | 2   | Almelo-Salzbergen | Arriva eurobahn | -                 |
| Olst       | Olst       | Ost | 1866    | 2   | 3   | Staatslijn A      | NS              | 1.097 (2024)      |
| Ommen      | Ommen      | Omn | 1903    | 1   | 2   | Zwolle-Emmen      | Arriva          | 1.719 (2009)      |
| Oosterbeek | Oosterbeek | Otb | 1845    | 2   | 2   | Rhijnspoorweg     | NS              | 552 (2024)        |
| Opheusden  | Opheusden  | Op  | 1898    | 2   | 2   | Betuwelijn        | Arriva          | -                 |
| Oss        | Oss        | O   | 1881    | 2   | 2   | Brabantse Lijn    | NS              | 7.012 (2024)      |
| Oss West   | Oss        | Ow  | 1981    | 2   | 2   | Brabantse Lijn    | NS              | 1.578 (2023)      |
| Oudenbosch | Oudenbosch | Odb | 1854    | 2   | 3   | Spoorlijn 12      | NS              | 1.022 (2024)      |
| Overveen   | Overveen   | Ovn | 1881    | 1   | 2   | Haarlem-Zandvoort | NS              | 1.849 (2024)      |

## P

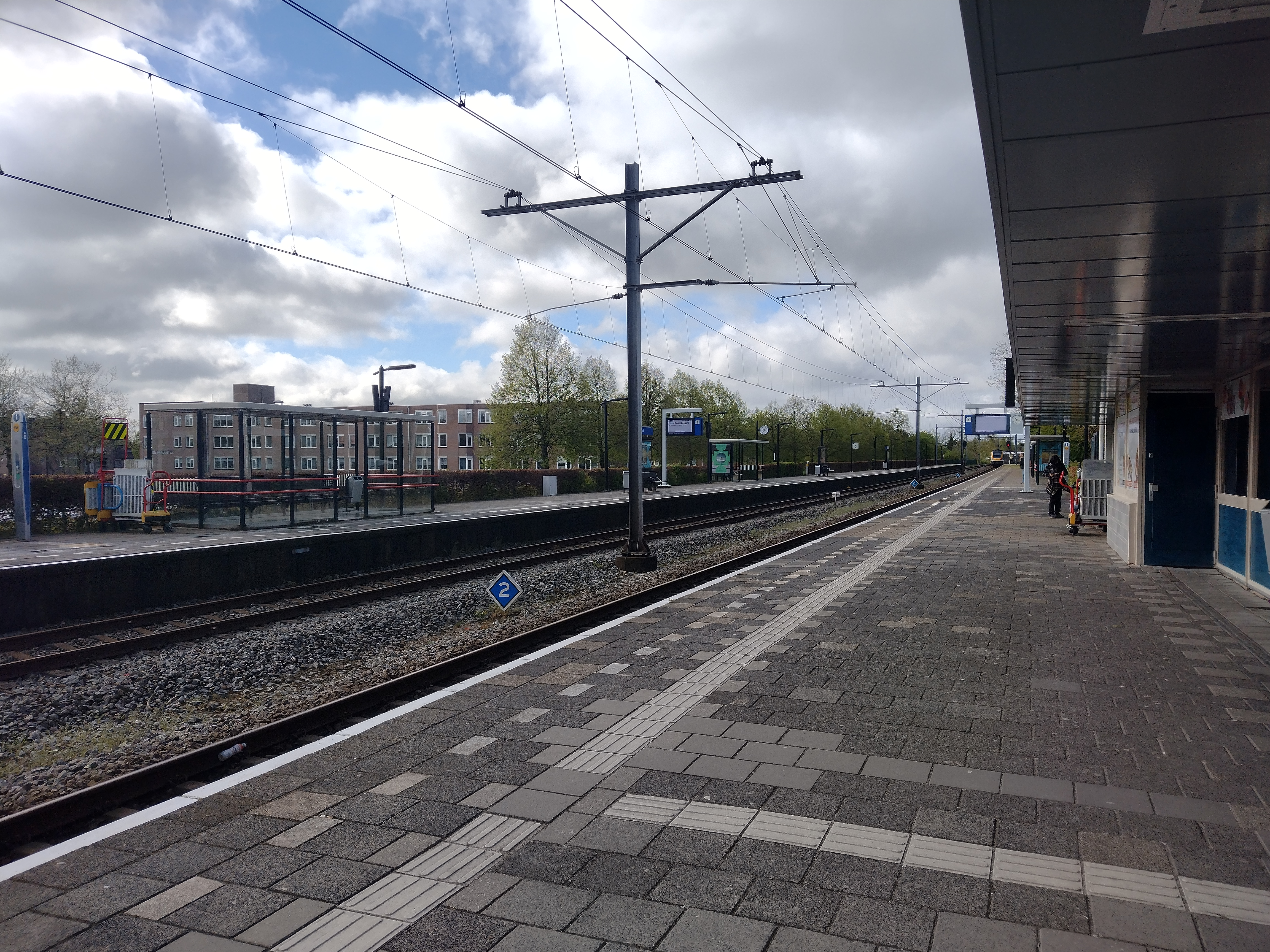
Station Purmerend

| Naam                 | Plaats    | Afk | Opening | Per | Psp | Spoorlijn         | Vervoerders | Reizigers per dag |
| -------------------- | --------- | --- | ------- | --- | --- | ----------------- | ----------- | ----------------- |
| Purmerend            | Purmerend | Pmr | 1884    | 2   | 2   | Zaandam-Enkhuizen | NS          | 2.138 (2024)      |
| Purmerend Overwhere  | Purmerend | Pmo | 1971    | 2   | 2   | Zaandam-Enkhuizen | NS          | 1.858 (2024)      |
| Purmerend Weidevenne | Purmerend | Pmw | 2007    | 2   | 2   | Zaandam-Enkhuizen | NS          | 1.312 (2023)      |
| Putten               | Putten    | Pt  | 1863    | 2   | 2   | Centraalspoorweg  | NS          | 1.573 (2024)      |

## R

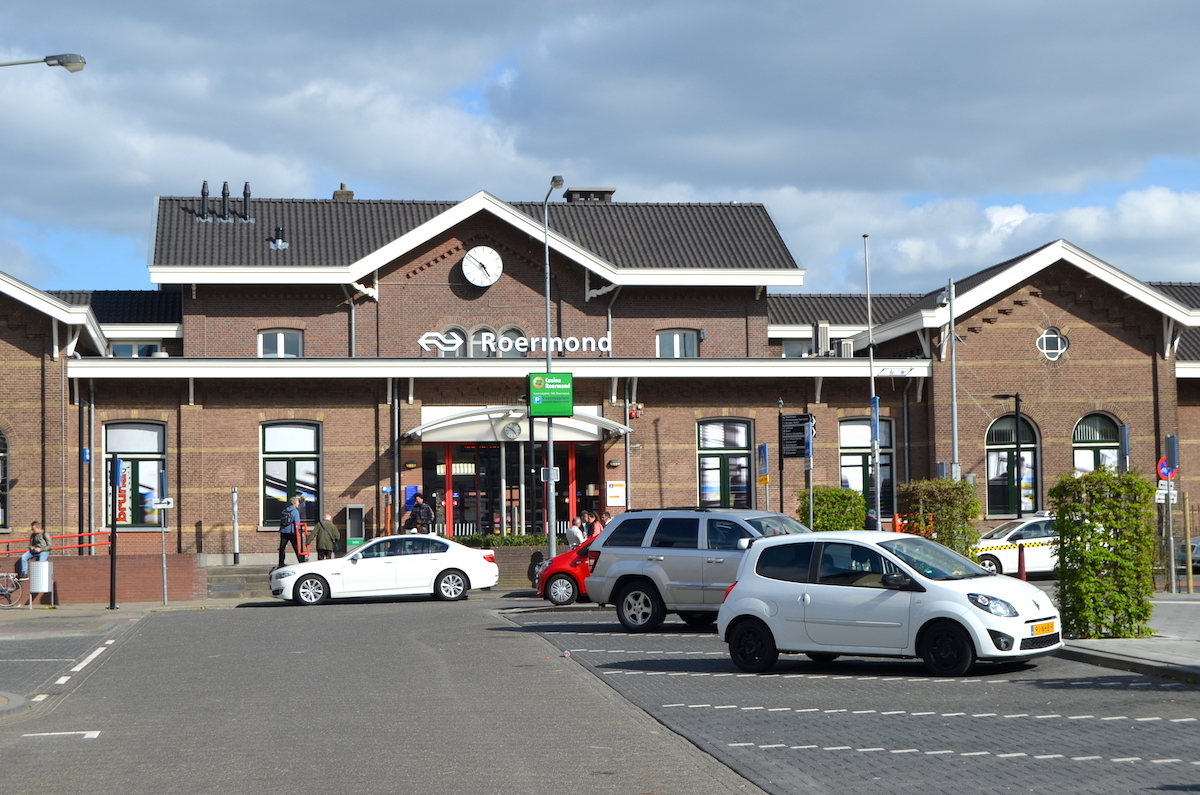
Station Roermond
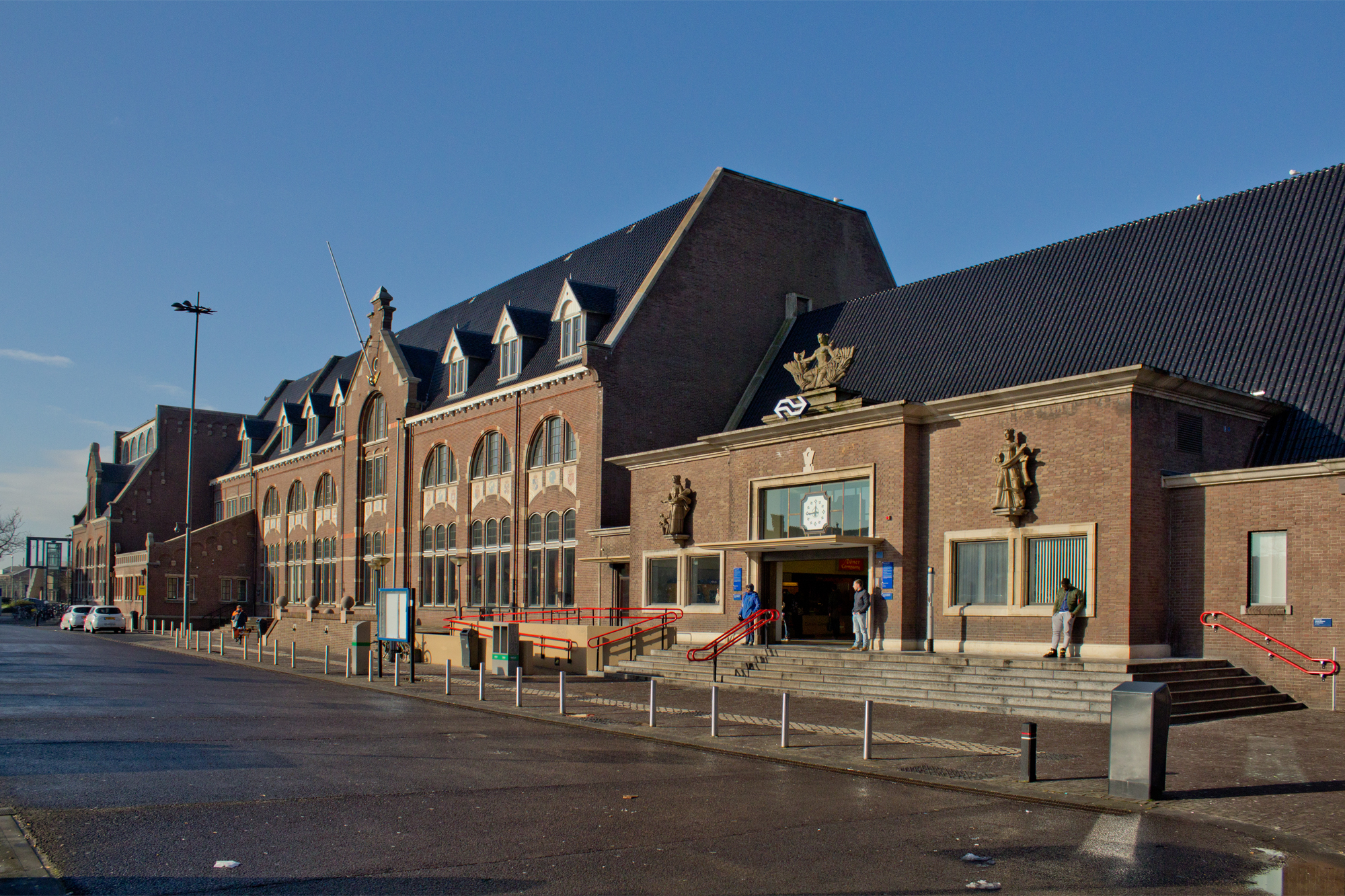
Station Roosendaal
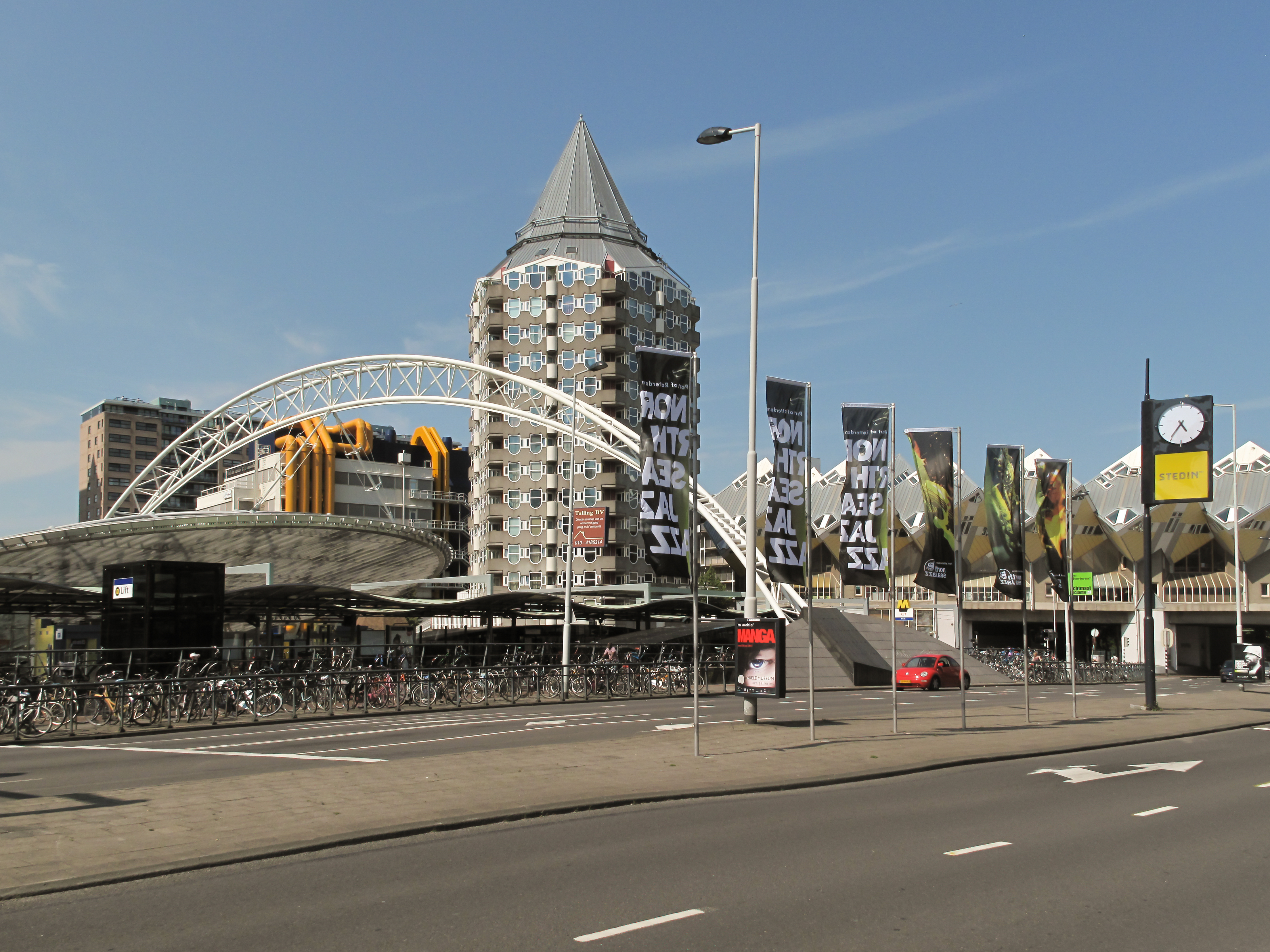
Station Rotterdam Blaak
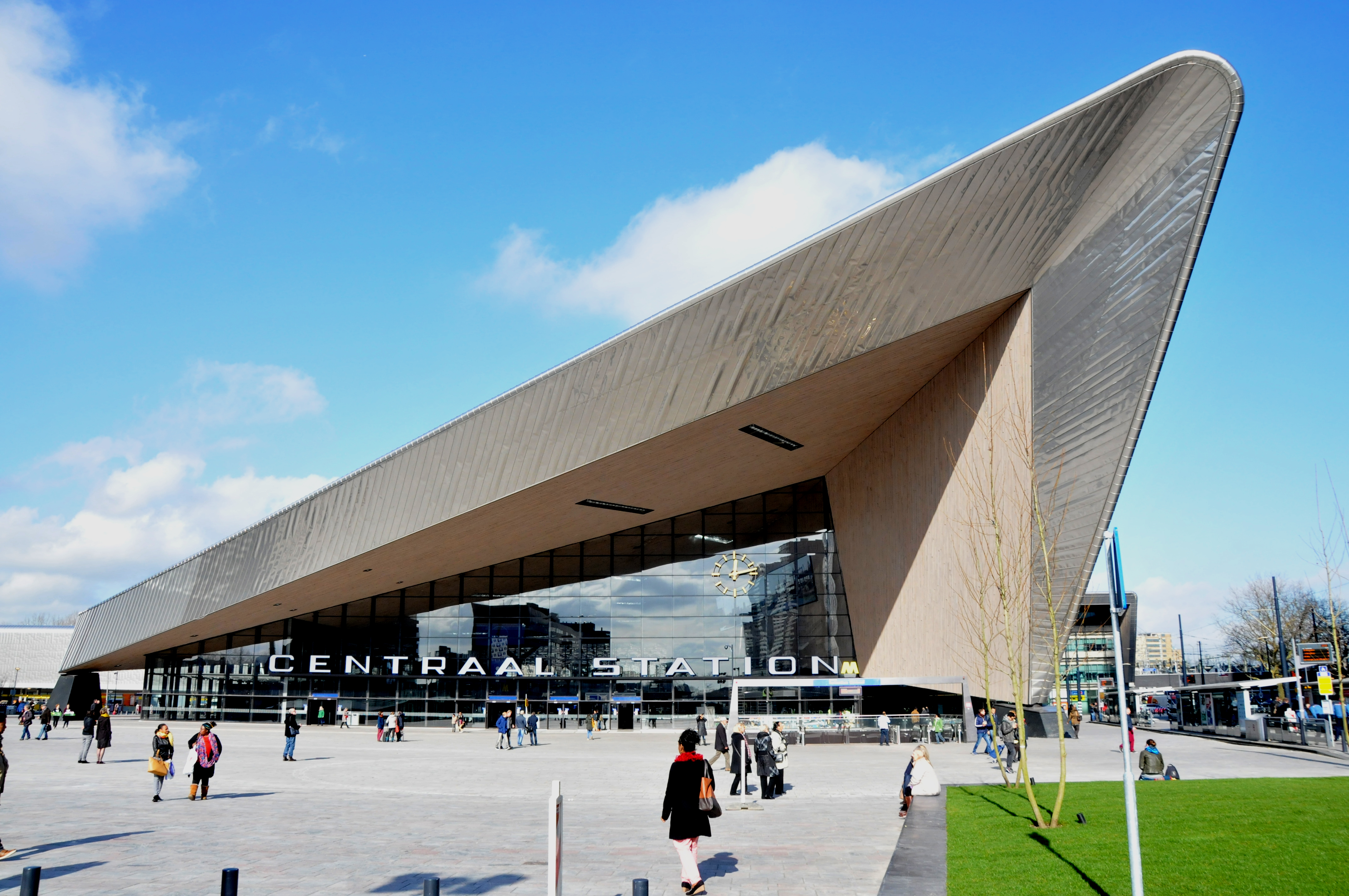
Station Rotterdam Centraal

| Naam                                       | Plaats        | Afk  | Opening | Per | Psp | Spoorlijn                                           | Vervoerders                                   | Reizigers per dag   |
| ------------------------------------------ | ------------- | ---- | ------- | --- | --- | --------------------------------------------------- | --------------------------------------------- | ------------------- |
| Raalte                                     | Raalte        | Rat  | 1881    | 2   | 2   | Zwolle-Almelo                                       | Keolis                                        | 2.121 (2017)        |
| Ravenstein                                 | Ravenstein    | Rvs  | 1881    | 2   | 2   | Brabantse Lijn                                      | NS                                            | 1.114 (2024)        |
| Reuver                                     | Reuver        | Rv   | 1862    | 2   | 2   | Staatslijn E                                        | Arriva                                        | 2.761 (2014)        |
| Rheden                                     | Rheden        | Rh   | 1952    | 2   | 2   | Staatslijn A                                        | NS                                            | 813 (2024)          |
| Rhenen                                     | Rhenen        | Rhn  | 1981    | 1   | 1   | Kesteren-Amersfoort (Veenendaallijn)                | NS                                            | 1.595 (2024)        |
| Rijssen                                    | Rijssen       | Rsn  | 1888    | 2   | 3   | Deventer-Almelo                                     | NS                                            | 2.124 (2024)        |
| Rijswijk                                   | Rijswijk      | Rsw  | 1965    | 2   | 4   | Oude Lijn                                           | NS                                            | 5.430 (2024)        |
| Rilland-Bath                               | Stationsbuurt | Rb   | 1872    | 2   | 2   | Staatslijn F                                        | NS                                            | 365 (2024)          |
| Roermond                                   | Roermond      | Rm   | 1865    | 2   | 3   | Staatslijn E                                        | Arriva NS                                     | 8.967 (2024) (NS)   |
| Roodeschool                                | Roodeschool   | Rd   | 2018    | 1   | 1   | Stamlijn Eemshaven                                  | Arriva                                        | -                   |
| Roosendaal                                 | Roosendaal    | Rsd  | 1854    | 2   | 3   | Spoorlijn 12 Roosendaal-Breda Staatslijn F          | European Sleeper NMBS NS                      | 11.359 (2024) (NS)  |
| Rosmalen                                   | Rosmalen      | Rs   | 1981    | 2   | 2   | Brabantse Lijn                                      | NS                                            | 1.874 (2022)        |
| Rotterdam Alexander                        | Rotterdam     | Rta  | 1968    | 2   | 2   | Utrecht-Rotterdam                                   | NS                                            | 14.858 (2024)       |
| Rotterdam Blaak                            | Rotterdam     | Rtb  | 1877    | 2   | 4   | Staatslijn I                                        | NS                                            | 21.572 (2024)       |
| Rotterdam Centraal                         | Rotterdam     | Rtd  | 1957    | 7   | 13  | Oude Lijn Staatslijn I Utrecht - Rotterdam HSL-Zuid | European Sleeper Eurostar NS NS International | 104.840 (2023) (NS) |
| Rotterdam Lombardijen                      | Rotterdam     | Rlb  | 1964    | 2   | 4   | Staatslijn I                                        | NS                                            | 5.653 (2024)        |
| Rotterdam Noord                            | Rotterdam     | Rtn  | 1953    | 2   | 2   | Utrecht-Rotterdam                                   | NS                                            | 2.035 (2024)        |
| Rotterdam Stadion (alleen bij evenementen) | Rotterdam     | Rtst | 1937    | 1   | 2   | Staatslijn I                                        | NS                                            | 2.790 (2014)        |
| Rotterdam Zuid                             | Rotterdam     | Rtz  | 1877    | 3   | 4   | Staatslijn I                                        | NS                                            | 2.894 (2024)        |
| Ruurlo                                     | Ruurlo        | Rl   | 1878    | 1   | 2   | Zutphen-Gelsenkirchen                               | Arriva                                        | -                   |

## S

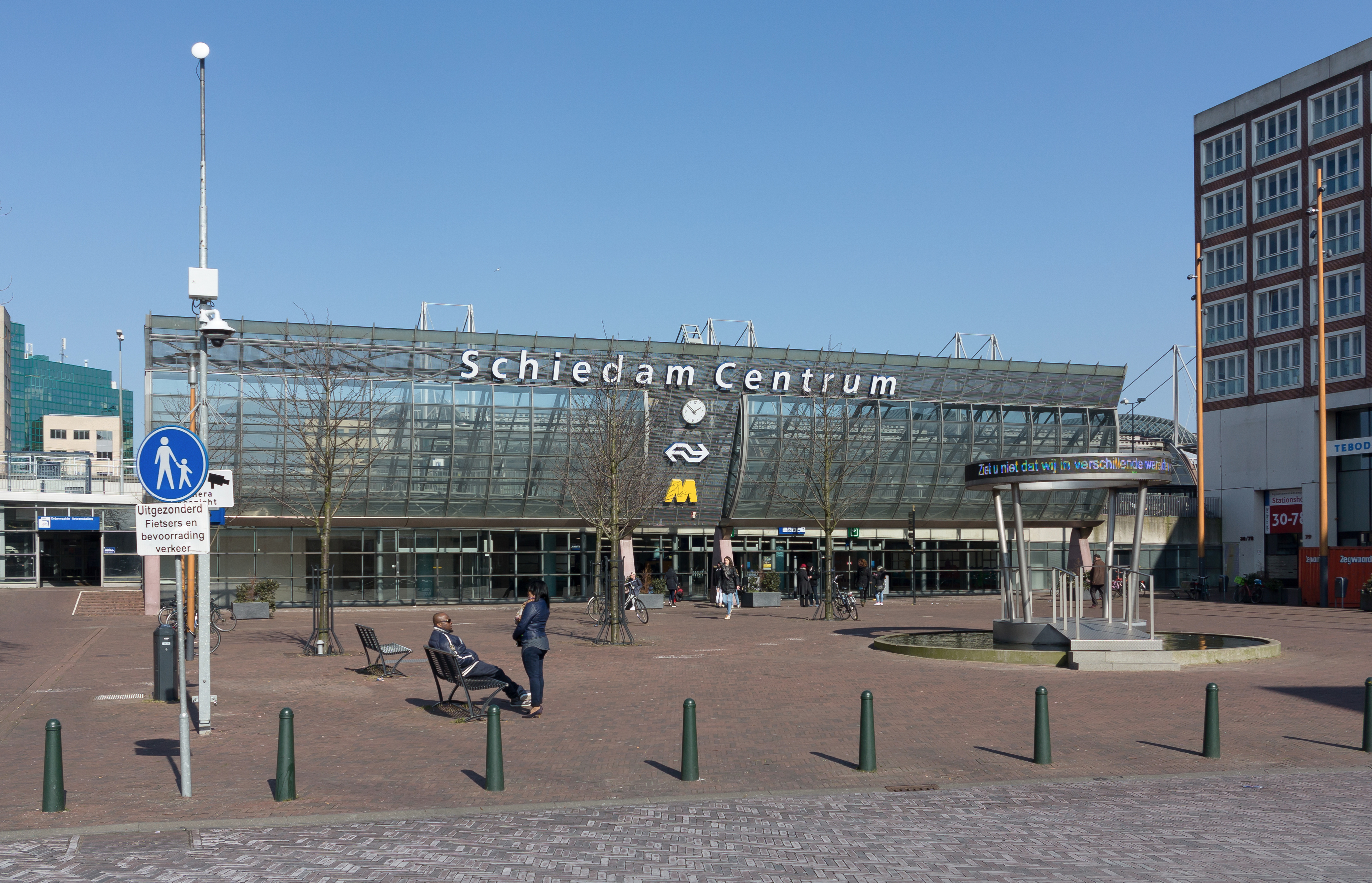
Station Schiedam Centrum
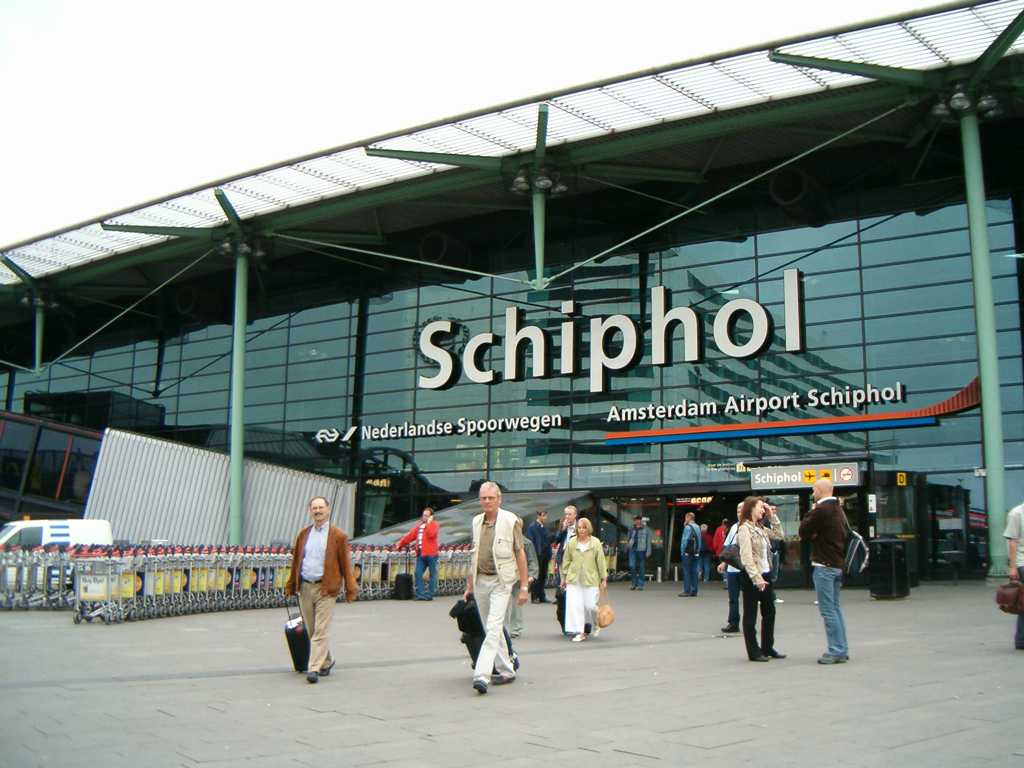
Station Schiphol Airport
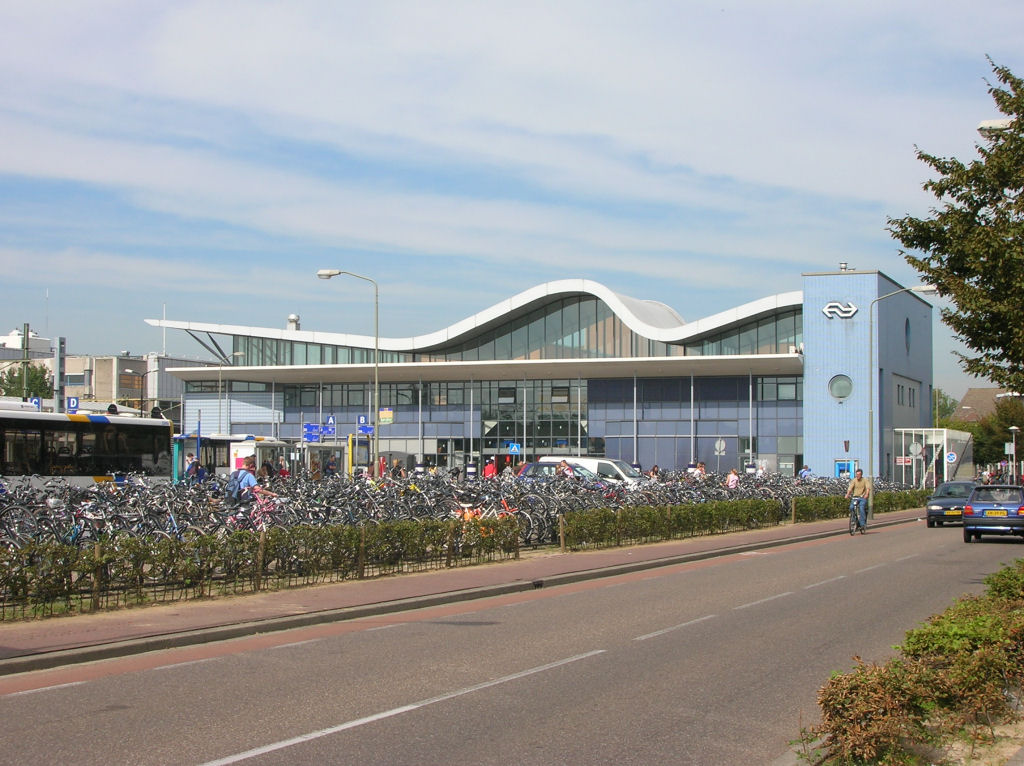
Station Sittard
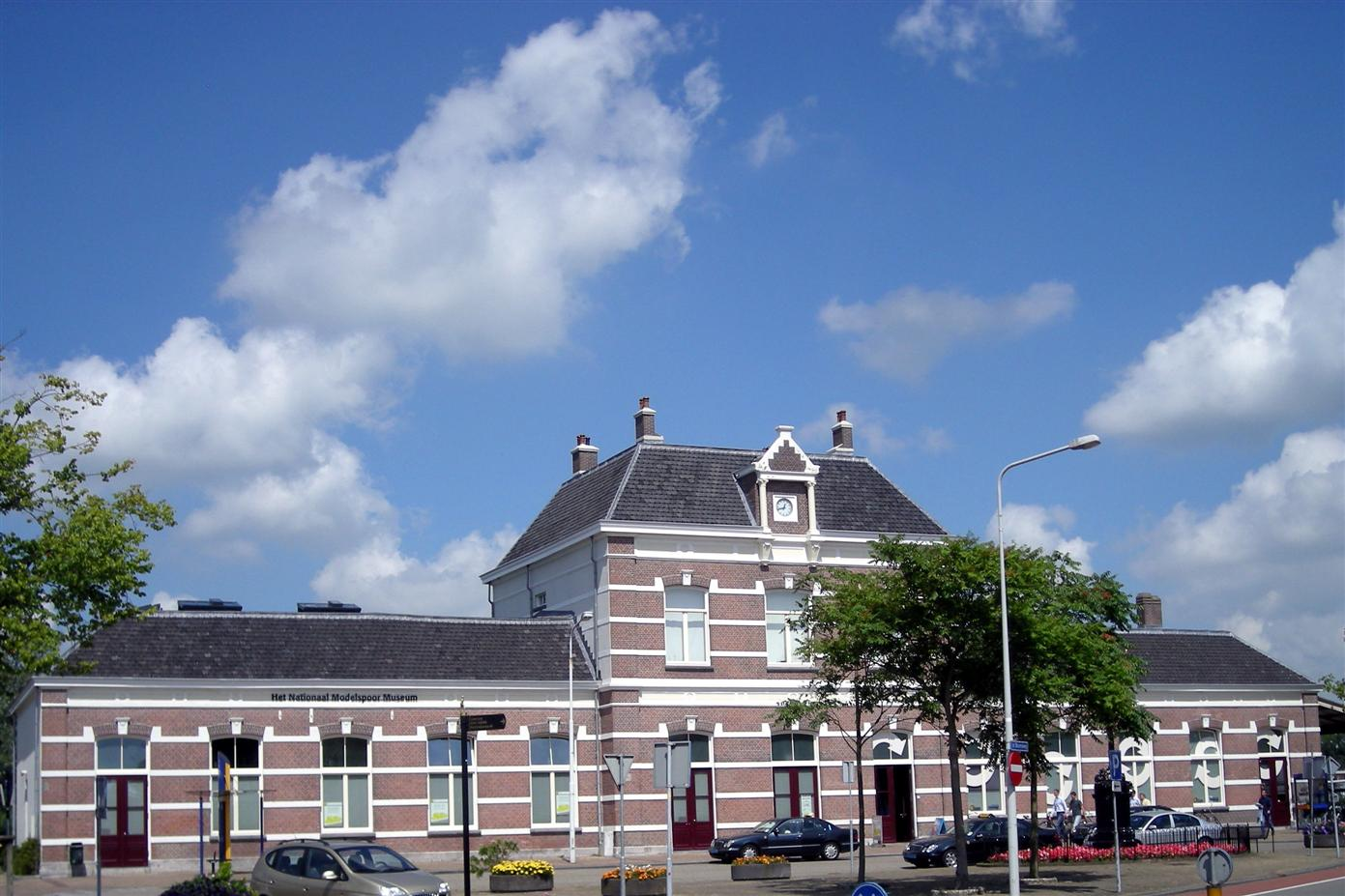
Station Sneek

| Naam                | Plaats              | Afk  | Opening | Per | Psp | Spoorlijn                                         | Vervoerders                         | Reizigers per dag  |
| ------------------- | ------------------- | ---- | ------- | --- | --- | ------------------------------------------------- | ----------------------------------- | ------------------ |
| Santpoort Noord     | Santpoort-Noord     | Sptn | 1957    | 2   | 2   | Haarlem-Uitgeest                                  | NS                                  | 603 (2024)         |
| Santpoort Zuid      | Santpoort-Zuid      | Sptz | 1867    | 1   | 2   | Haarlem-Uitgeest                                  | NS                                  | 812 (2024)         |
| Sassenheim          | Warmond             | Ssh  | 2011    | 2   | 2   | Schiphollijn                                      | NS                                  | 3.638 (2024)       |
| Sauwerd             | Sauwerd             | Swd  | 1884    | 2   | 2   | Groningen-Delfzijl Hogelandspoor                  | Arriva                              | 269 (2009)         |
| Schagen             | Schagen             | Sgn  | 1865    | 2   | 3   | Staatslijn K                                      | NS                                  | 4.103 (2024)       |
| Scheemda            | Scheemda            | Sda  | 1868    | 1   | 2   | Staatslijn B                                      | Arriva                              | 714 (2009)         |
| Schiedam Centrum    | Schiedam            | Sdm  | 1847    | 3   | 4   | Oude Lijn                                         | NS                                  | 19.306 (2023)      |
| Schin op Geul       | Schin op Geul       | Sog  | 1853    | 4   | 4   | Heuvellandlijn Heerlen-Schin op Geul              | Arriva ZLSM                         | -                  |
| Schinnen            | Schinnen            | Sn   | 1896    | 2   | 2   | Sittard-Herzogenrath                              | Arriva                              | 259 (2016)         |
| Schiphol Airport    | Luchthaven Schiphol | Shl  | 1978    | 3   | 6   | HSL-Zuid Schiphollijn Amsterdam-Schiphol          | Arriva NS NS International Eurostar | 90.108 (2024) (NS) |
| Sittard             | Sittard             | Std  | 1862    | 2   | 4   | Spoorlijn Maastricht - Venlo Sittard-Herzogenrath | Arriva NS                           | 8.078 (2024) (NS)  |
| Sliedrecht          | Sliedrecht          | Sdt  | 1885    | 2   | 2   | MerwedeLingelijn (Betuwelijn)                     | Qbuzz                               | 866 (2014)         |
| Sliedrecht Baanhoek | Sliedrecht          | Sdtb | 2011    | 1   | 1   | MerwedeLingelijn (Betuwelijn)                     | Qbuzz                               | 553 (2014)         |
| Sneek               | Sneek               | Sk   | 1883    | 2   | 2   | Leeuwarden-Stavoren                               | Arriva                              | 2.891 (2009)       |
| Sneek Noord         | Sneek               | Sknd | 1973    | 2   | 2   | Leeuwarden-Stavoren                               | Arriva                              | 922 (2009)         |
| Soest               | Soest               | St   | 1898    | 1   | 2   | Stichtse Lijn                                     | NS                                  | 212 (2024)         |
| Soest Zuid          | Soest               | Stz  | 1898    | 1   | 1   | Stichtse Lijn                                     | NS                                  | 1.694 (2024)       |
| Soestdijk           | Soest               | Sd   | 1898    | 1   | 1   | Stichtse Lijn                                     | NS                                  | 670 (2024)         |
| Spaubeek            | Spaubeek            | Sbk  | 1896    | 2   | 2   | Sittard-Herzogenrath                              | Arriva                              | 240 (2016)         |
| Stavoren            | Stavoren            | Stv  | 1885    | 1   | 1   | Leeuwarden-Stavoren                               | Arriva                              | 334 (2018)         |
| Stedum              | Stedum              | Stm  | 1884    | 1   | 2   | Groningen-Delfzijl                                | Arriva                              | 377 (2009)         |
| Steenwijk           | Steenwijk           | Swk  | 1868    | 1   | 2   | Staatslijn A                                      | NS                                  | 3.007 (2024)       |
| Susteren            | Susteren            | Srn  | 1862    | 2   | 2   | Staatslijn E                                      | Arriva                              | 840 (2016)         |
| Swalmen             | Swalmen             | Sm   | 1862    | 2   | 2   | Staatslijn E                                      | Arriva                              | -                  |

## T

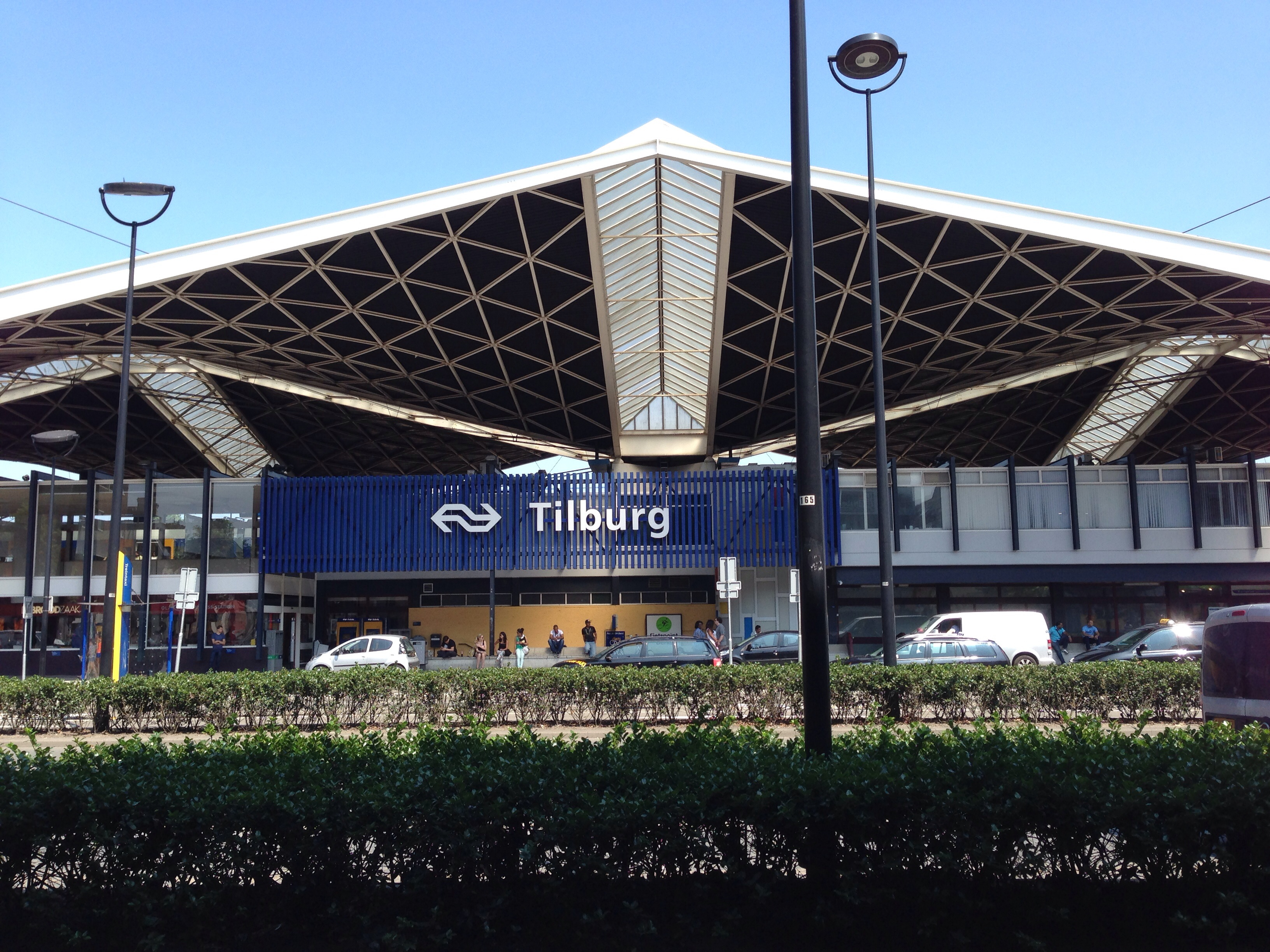
Station Tilburg

| Naam                 | Plaats  | Afk  | Opening | Per | Psp | Spoorlijn                   | Vervoerders | Reizigers per dag |
| -------------------- | ------- | ---- | ------- | --- | --- | --------------------------- | ----------- | ----------------- |
| Tegelen              | Tegelen | Tg   | 1865    | 2   | 2   | Staatslijn E                | Arriva      | -                 |
| Terborg              | Terborg | Tbg  | 1885    | 1   | 2   | Winterswijk-Zevenaar        | Arriva      | 885 (2005)        |
| Tiel                 | Tiel    | Tl   | 1882    | 2   | 3   | Betuwelijn                  | Arriva NS   | 2.891 (2024) (NS) |
| Tiel Passewaaij      | Tiel    | Tpsw | 2007    | 1   | 1   | Betuwelijn                  | NS          | 1.177 (2024)      |
| Tilburg              | Tilburg | Tb   | 1863    | 2   | 3   | Staatslijn E Brabantse Lijn | NS          | 31.144 (2024)     |
| Tilburg Reeshof      | Tilburg | Tbr  | 2003    | 2   | 2   | Staatslijn E                | NS          | 2.646 (2043)      |
| Tilburg Universiteit | Tilburg | Tbu  | 1969    | 2   | 3   | Staatslijn E                | NS          | 6.030 (2024)      |
| Twello               | Twello  | Twl  | 2006    | 2   | 2   | Apeldoorn-Deventer          | NS          | 1.154 (2024)      |

## U

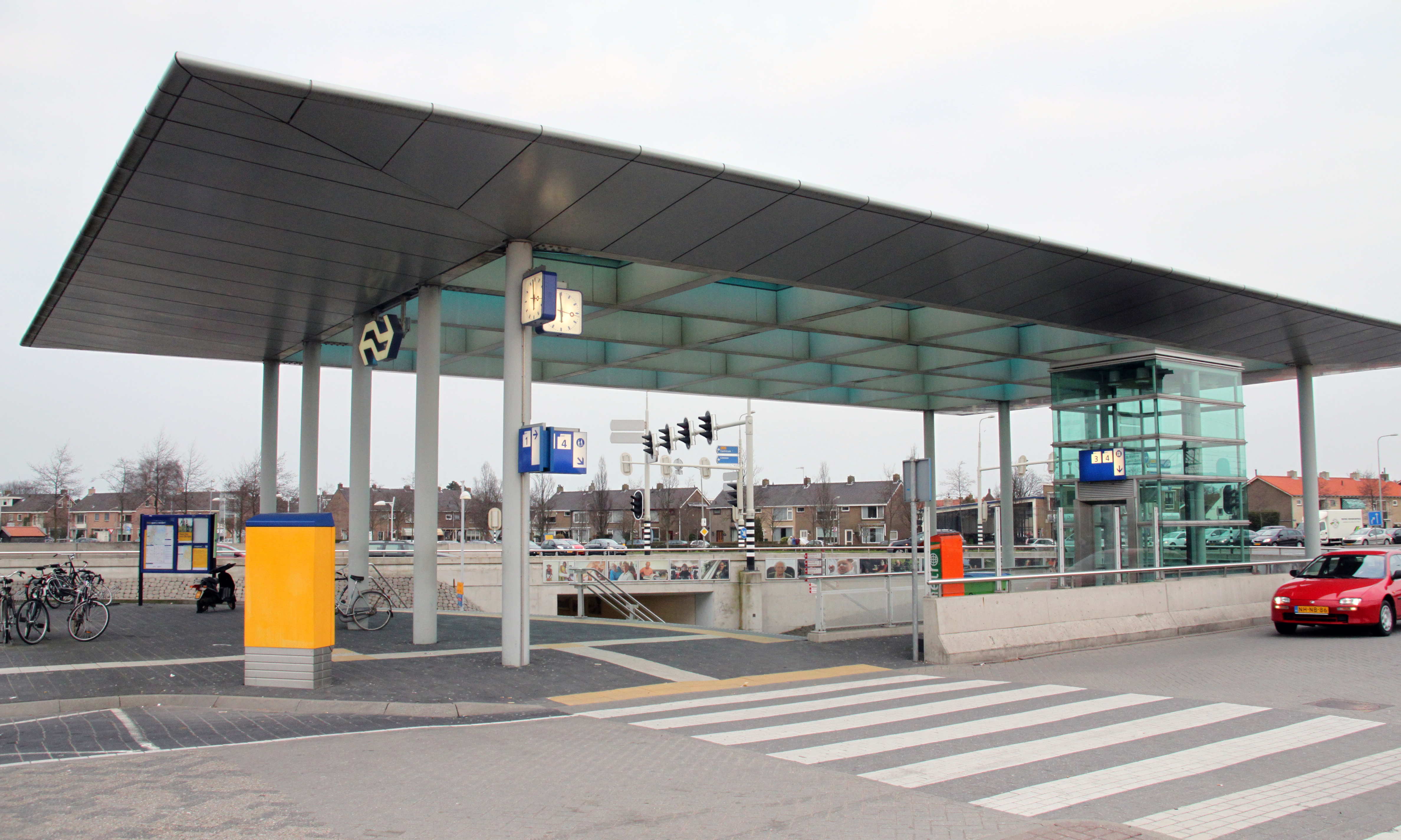
Station Uitgeest
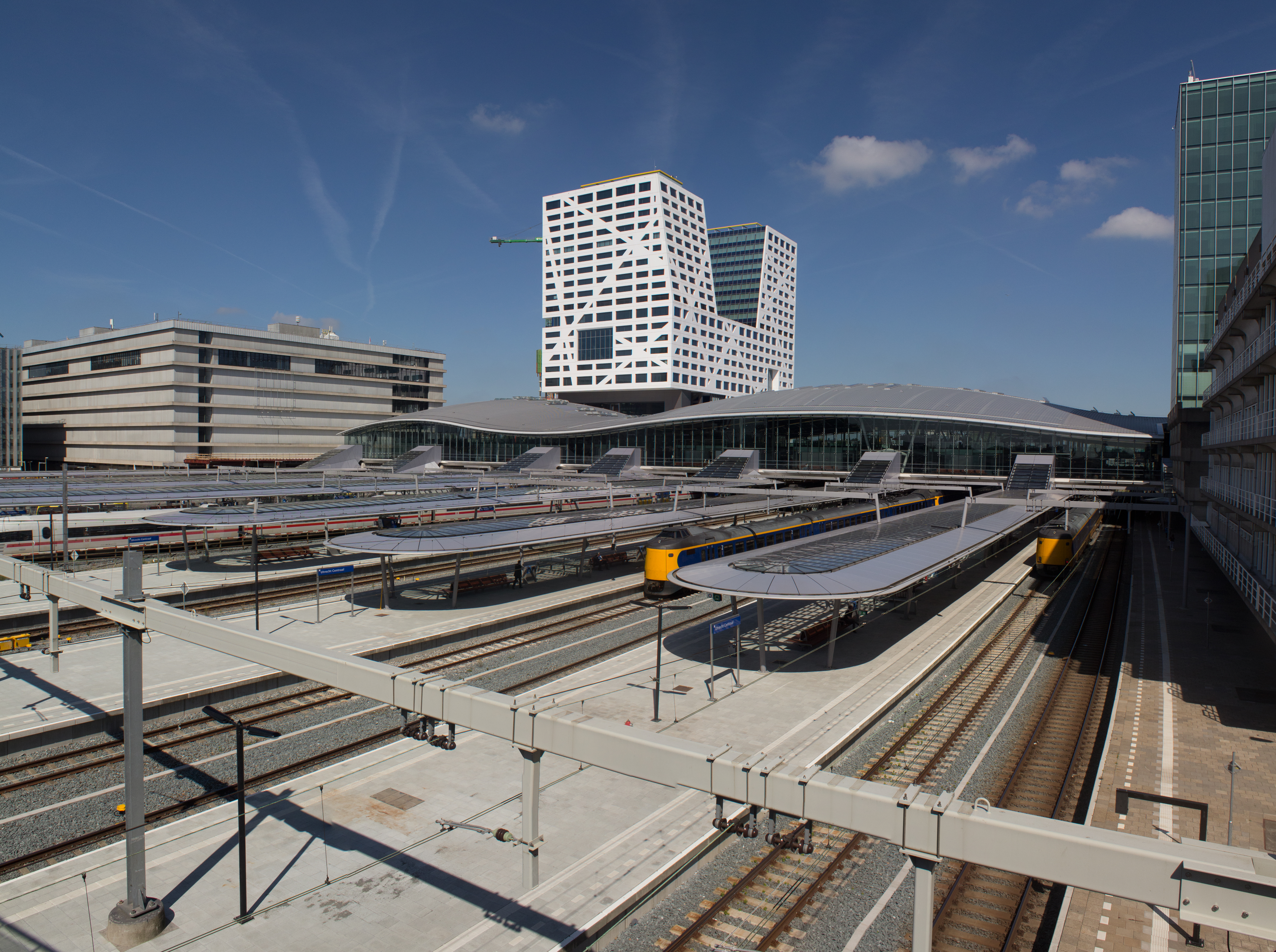
Station Utrecht Centraal
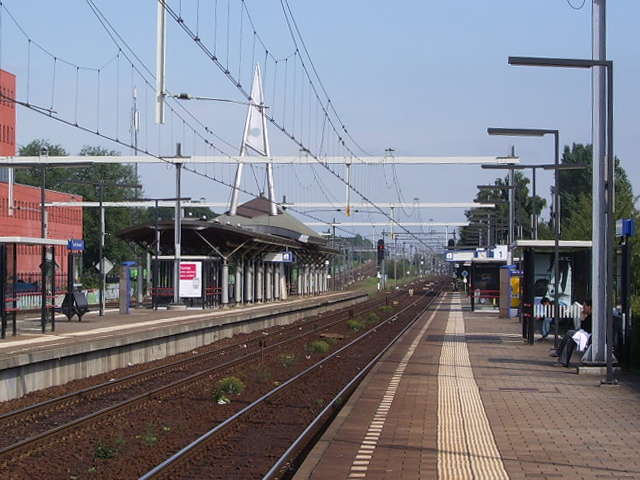
Station Utrecht Overvecht
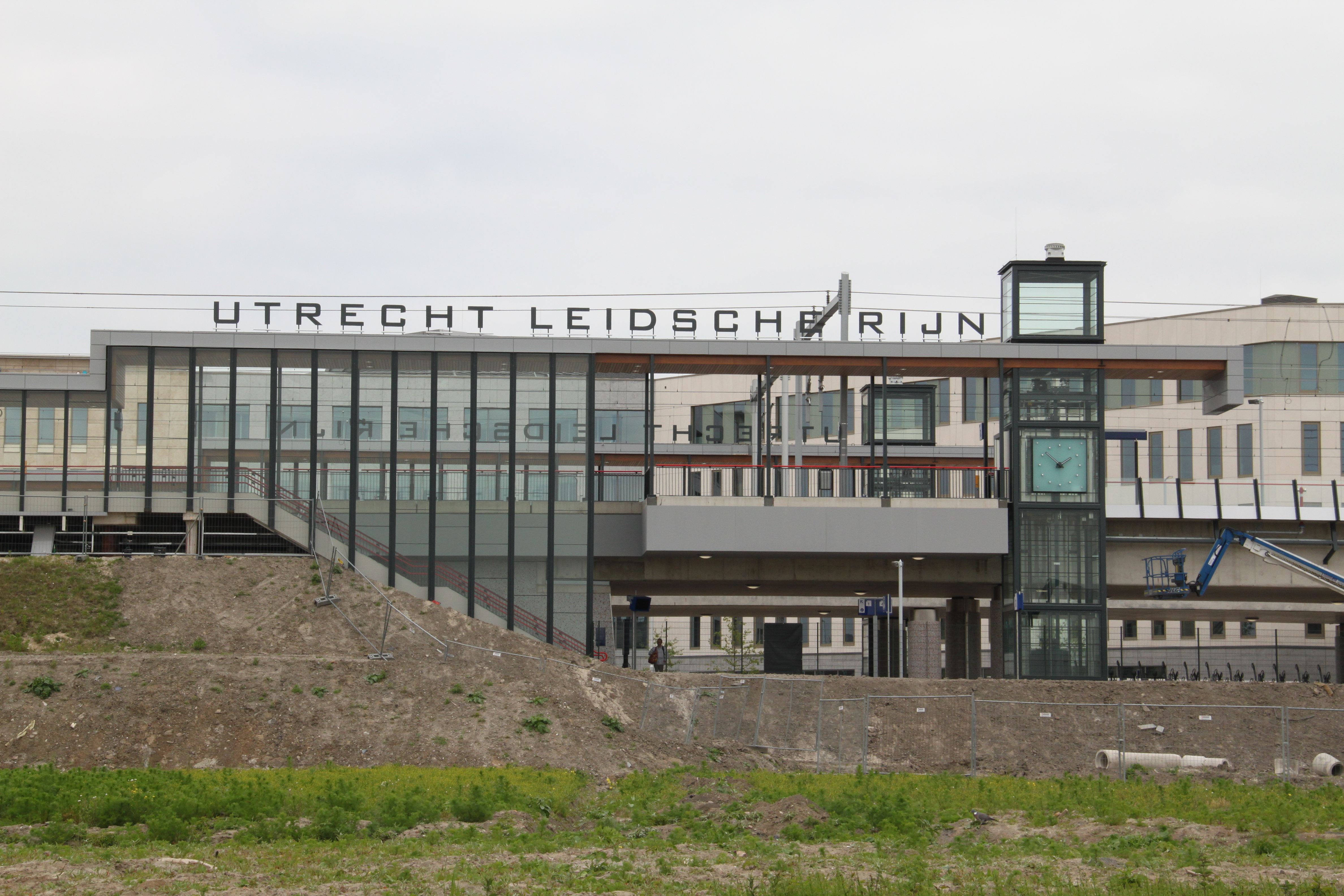
Station Utrecht Leidsche Rijn

| Naam                                                      | Plaats          | Afk  | Opening | Per | Psp | Spoorlijn                                                     | Vervoerders                | Reizigers per dag   |
| --------------------------------------------------------- | --------------- | ---- | ------- | --- | --- | ------------------------------------------------------------- | -------------------------- | ------------------- |
| Uitgeest                                                  | Uitgeest        | Utg  | 1867    | 2   | 3   | Staatslijn K Haarlem-Uitgeest                                 | NS                         | 4.496 (2024)        |
| Uithuizen                                                 | Uithuizen       | Uhz  | 1893    | 1   | 1   | Hogelandspoor                                                 | Arriva                     | 821 (2009)          |
| Uithuizermeeden                                           | Uithuizermeeden | Uhm  | 1893    | 2   | 2   | Hogelandspoor                                                 | Arriva                     | 299 (2006)          |
| Usquert                                                   | Usquert         | Ust  | 1893    | 2   | 2   | Hogelandspoor                                                 | Arriva                     | 250 (2008)          |
| Utrecht Centraal                                          | Utrecht         | Ut   | 1843    | 8   | 16  | Centraalspoorweg Rhijnspoorweg Staatslijn H Utrecht-Rotterdam | Arriva NS NS International | 229.788 (2024) (NS) |
| Utrecht Leidsche Rijn                                     | Utrecht         | Utlr | 2013    | 2   | 2   | Utrecht-Rotterdam                                             | NS                         | 4.244 (2024)        |
| Utrecht Lunetten                                          | Utrecht         | Utln | 1980    | 1   | 2   | Staatslijn H Hilversum-Lunetten                               | NS                         | 3.169 (2024)        |
| Utrecht Maliebaan (alleen als het Spoorwegmuseum open is) | Utrecht         | Utm  | 2005    | 1   | 2   | Hilversum-Lunetten                                            | NS                         | -                   |
| Utrecht Overvecht                                         | Utrecht         | Uto  | 1968    | 2   | 3   | Centraalspoorweg                                              | NS                         | 7.306 (2024)        |
| Utrecht Terwijde                                          | Utrecht         | Utt  | 2003    | 2   | 2   | Utrecht-Gouda                                                 | NS                         | 3.834 (2024)        |
| Utrecht Vaartsche Rijn                                    | Utrecht         | Utvr | 2016    | 2   | 4   | Rhijnspoorweg Staatslijn H                                    | NS                         | 8.931 (2024)        |
| Utrecht Zuilen                                            | Utrecht         | Utzl | 2007    | 1   | 2   | Rhijnspoorweg                                                 | NS                         | 2.366 (2023)        |

## V

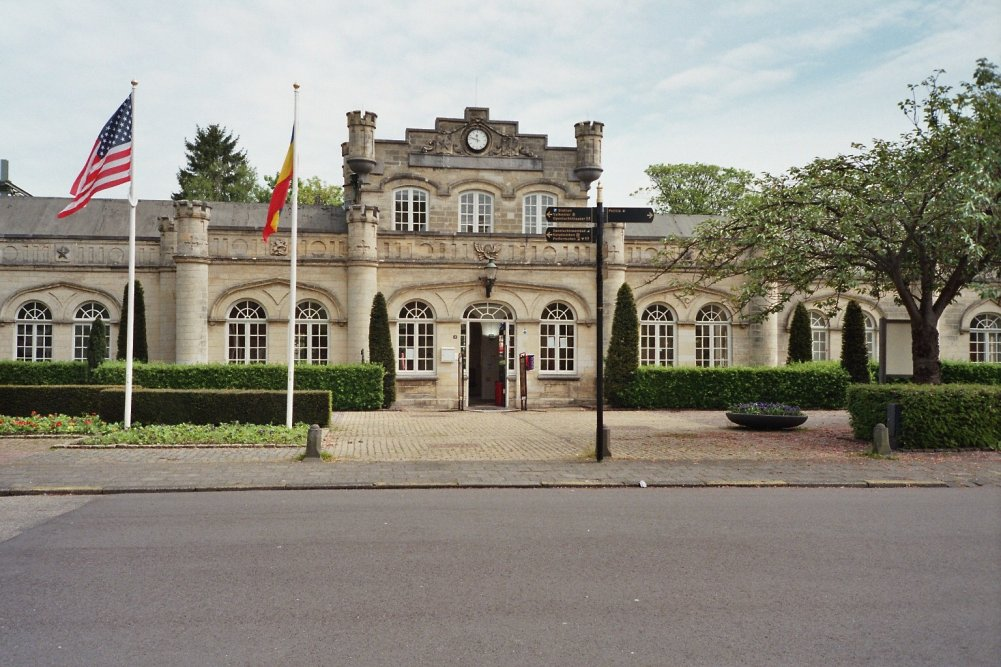
Station Valkenburg
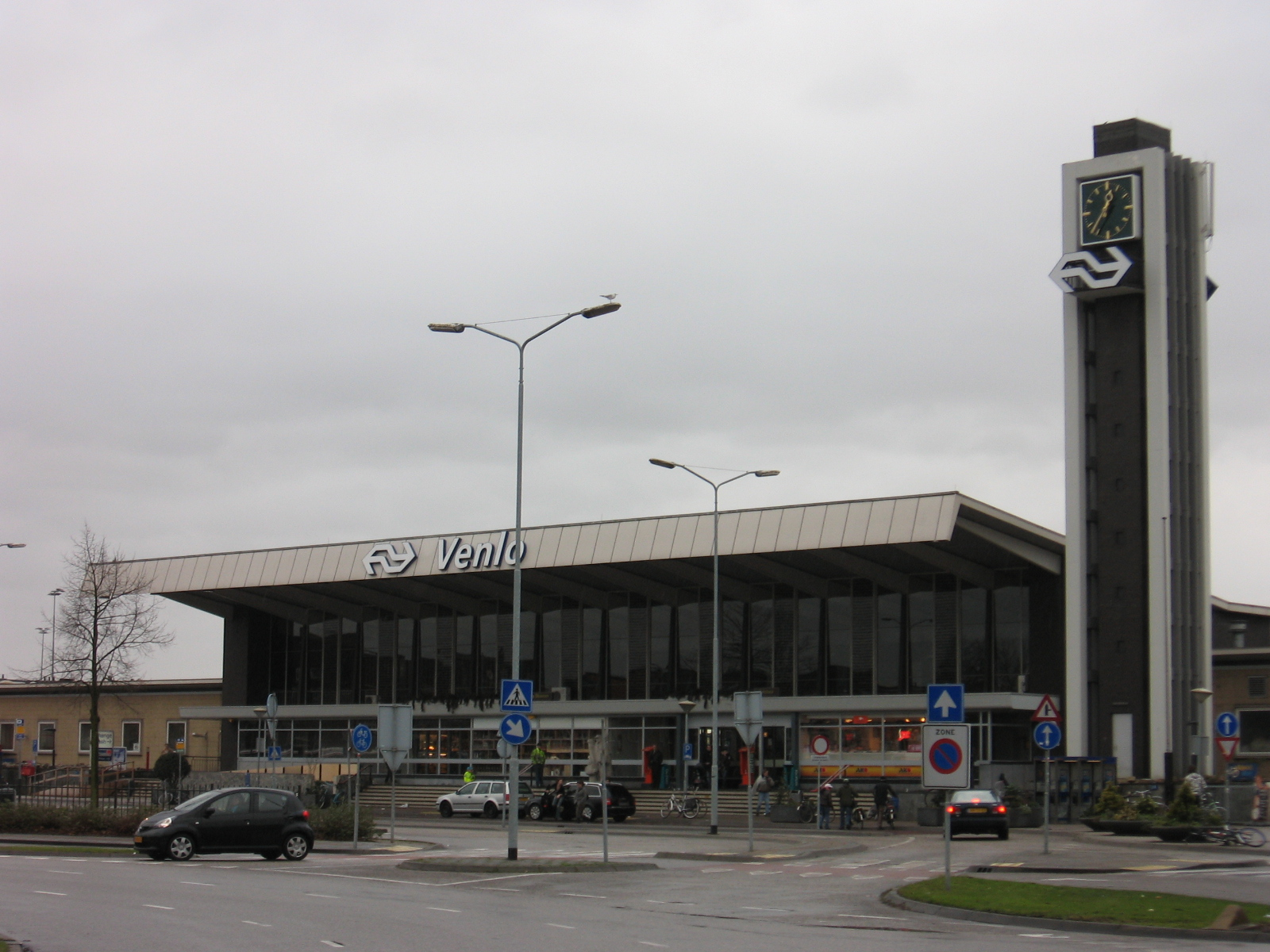
Station Venlo
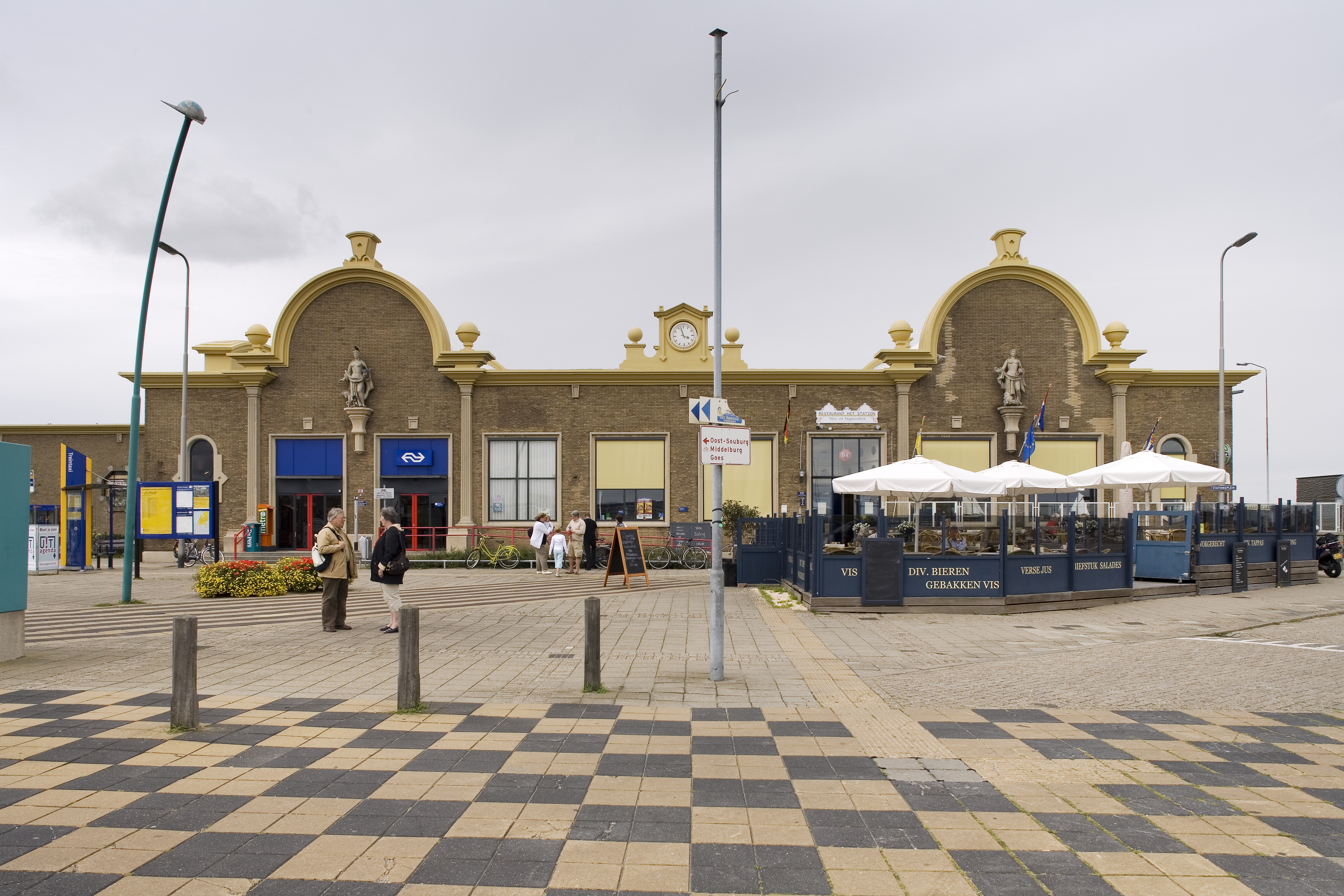
Station Vlissingen
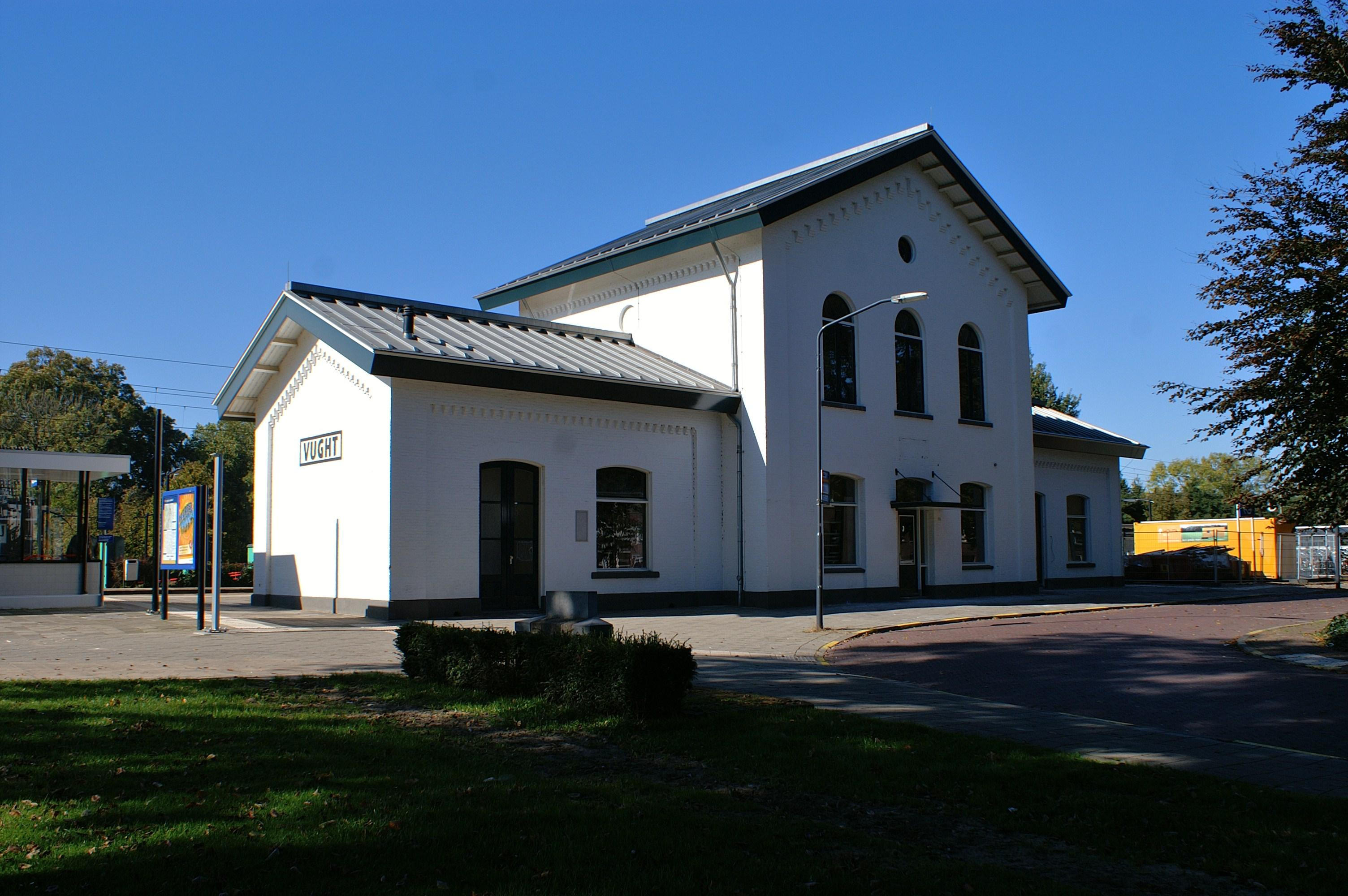
Station Vught

| Naam                | Plaats        | Afk  | Opening | Per | Psp | Spoorlijn                            | Vervoerders        | Reizigers per dag |
| ------------------- | ------------- | ---- | ------- | --- | --- | ------------------------------------ | ------------------ | ----------------- |
| Valkenburg          | Valkenburg    | Vk   | 1853    | 2   | 3   | Heuvellandlijn                       | Arriva ZLSM        | -                 |
| Varsseveld          | Varsseveld    | Vsv  | 1885    | 2   | 2   | Winterswijk-Zevenaar                 | Arriva             | 556 (2005)        |
| Veendam             | Veendam       | Vdm  | 2011    | 1   | 1   | Stadskanaal-Zuidbroek                | Arriva STAR        | -                 |
| Veenendaal Centrum  | Veenendaal    | Vndc | 1981    | 2   | 2   | Kesteren-Amersfoort (Veenendaallijn) | NS                 | 2.083 (2024)      |
| Veenendaal-De Klomp | De Klomp      | Klp  | 1845    | 2   | 2   | Rhijnspoorweg                        | NS                 | 3.876 (2024)      |
| Veenendaal West     | Veenendaal    | Vndw | 1981    | 2   | 2   | Kesteren-Amersfoort (Veenendaallijn) | NS                 | 1.256 (2024)      |
| Velp                | Velp          | Vp   | 1865    | 2   | 2   | Staatslijn A                         | NS                 | 1.375 (2024)      |
| Venlo               | Venlo         | Vl   | 1865    | 2   | 5   | Maaslijn Staatslijn E Staatslijn G   | Arriva eurobahn NS | 3.072 (2024) (NS) |
| Venray              | Oostrum       | Vry  | 1883    | 2   | 3   | Maaslijn                             | Arriva             | -                 |
| Vierlingsbeek       | Vierlingsbeek | Vlb  | 1882    | 2   | 2   | Maaslijn                             | Arriva             | 367 (2006)        |
| Vleuten             | Vleuten       | Vtn  | 1881    | 2   | 2   | Utrecht-Rotterdam                    | NS                 | 4.117 (2024)      |
| Vlissingen          | Vlissingen    | Vs   | 1873    | 2   | 3   | Staatslijn F                         | NS                 | 1.889 (2024)      |
| Vlissingen Souburg  | Vlissingen    | Vss  | 1986    | 2   | 2   | Staatslijn F                         | NS                 | 757 (2024)        |
| Voerendaal          | Voerendaal    | Vdl  | 1915    | 2   | 2   | Heerlen-Schin op Geul                | Arriva             | -                 |
| Voorburg            | Voorburg      | Vb   | 1870    | 1   | 2   | Gouda-Den Haag                       | NS                 | 1.320 (2024)      |
| Voorhout            | Voorhout      | Vh   | 1997    | 2   | 2   | Oude Lijn                            | NS                 | 2.904 (2024)      |
| Voorschoten         | Voorschoten   | Vst  | 1969    | 2   | 4   | Oude Lijn                            | NS                 | 2.832 (2024)      |
| Voorst-Empe         | Empe          | Vem  | 2006    | 1   | 1   | Oosterspoorweg                       | Arriva             | -                 |
| Vorden              | Vorden        | Vd   | 1878    | 1   | 2   | Zutphen-Winterswijk                  | Arriva             | -                 |
| Vriezenveen         | Vriezenveen   | Vz   | 1906    | 1   | 1   | Mariënberg-Almelo                    | Arriva             | -                 |
| Vroomshoop          | Vroomshoop    | Vhp  | 1906    | 1   | 2   | Mariënberg-Almelo                    | Arriva             | -                 |
| Vught               | Vught         | Vg   | 1868    | 2   | 2   | Staatslijn H                         | NS                 | 1.565 (2024)      |

## W

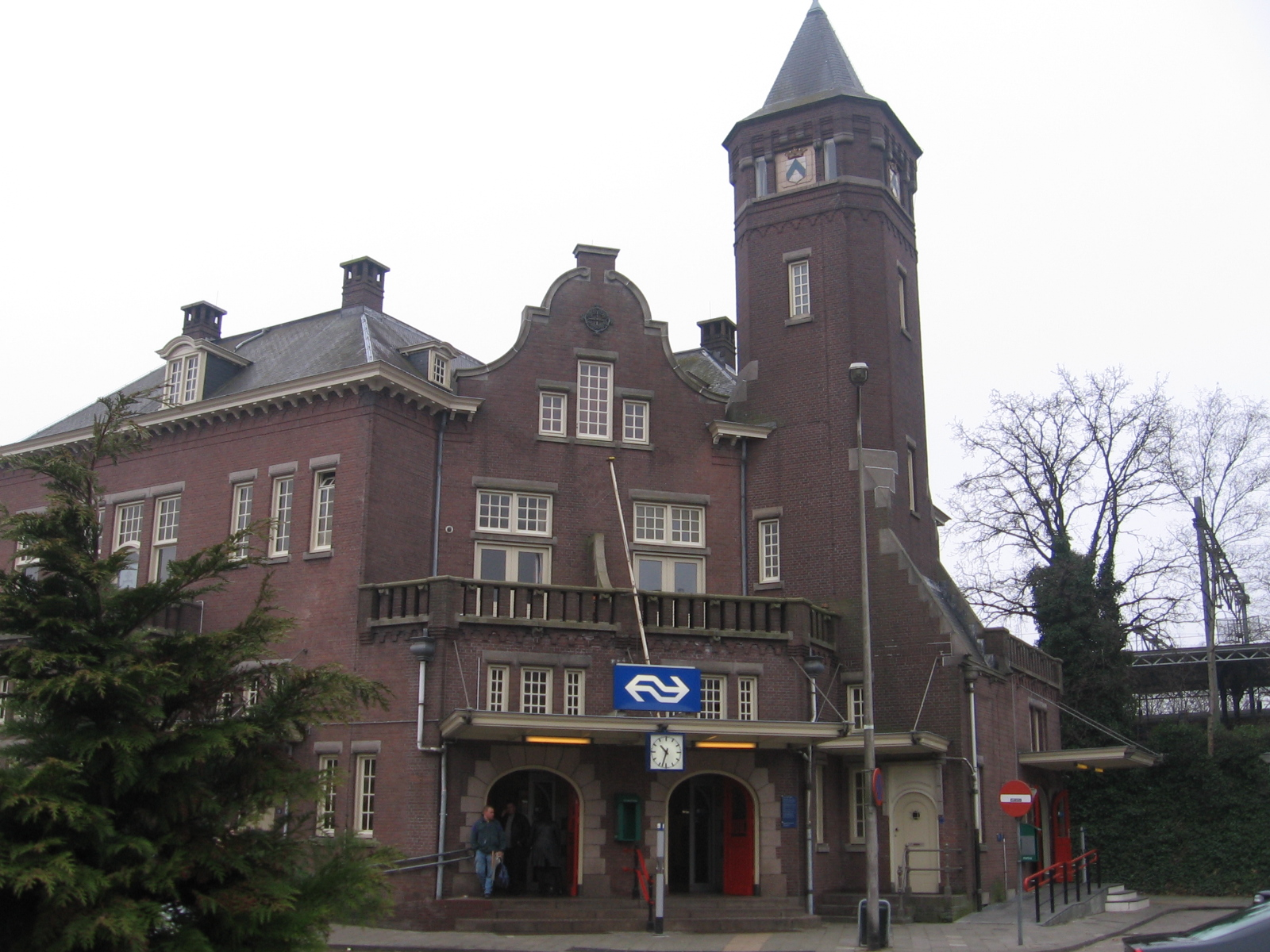
Station Weert
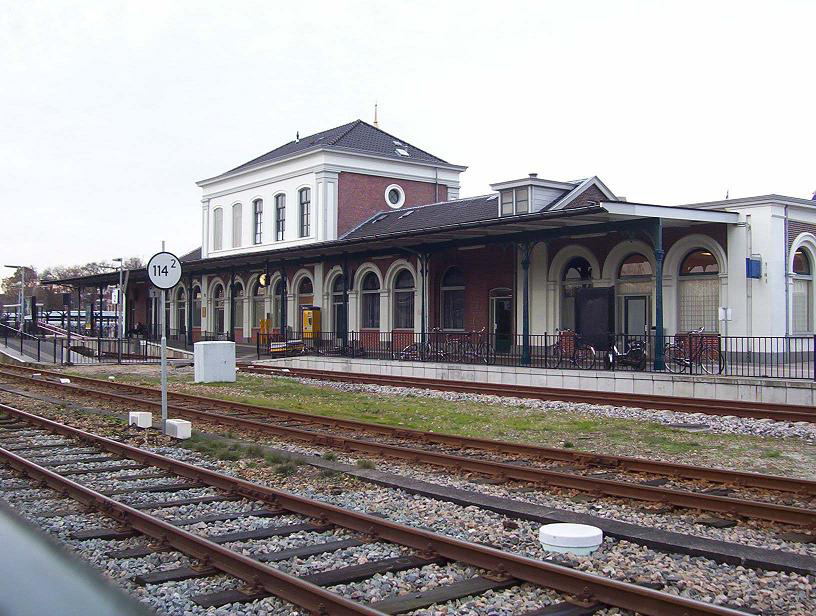
Station Winschoten

| Naam                 | Plaats      | Afk  | Opening | Per | Psp | Spoorlijn                                | Vervoerders  | Reizigers per dag |
| -------------------- | ----------- | ---- | ------- | --- | --- | ---------------------------------------- | ------------ | ----------------- |
| Waddinxveen          | Waddinxveen | Wad  | 1934    | 1   | 2   | Gouda-Alphen aan den Rijn                | NS           | 1.659 (2024)      |
| Waddinxveen Noord    | Waddinxveen | Wadn | 1973    | 1   | 1   | Gouda-Alphen aan den Rijn                | NS           | 822 (2024)        |
| Waddinxveen Triangel | Waddinxveen | Wadt | 2018    | 1   | 1   | Gouda-Alphen aan den Rijn                | NS           | 1.063 (2024)      |
| Warffum              | Warffum     | Wfm  | 1893    | 2   | 2   | Hogelandspoor                            | Arriva       | 843 (2009)        |
| Weert                | Weert       | Wt   | 1913    | 1   | 2   | Eindhoven-Weert Budel-Vlodrop            | Arriva NS    | 6.738 (2024) (NS) |
| Weesp                | Weesp       | Wp   | 1874    | 2   | 4   | Flevolijn Oosterspoorweg Schiphollijn    | NS           | 13.907 (2024)     |
| Wehl                 | Wehl        | Wl   | 1885    | 1   | 2   | Winterswijk-Zevenaar                     | Arriva Breng | 592 (2005)        |
| Westervoort          | Westervoort | Wtv  | 2011    | 2   | 2   | Rhijnspoorweg                            | Arriva Breng | -                 |
| Wezep                | Wezep       | Wz   | 1863    | 2   | 2   | Centraalspoorweg                         | NS           | 907 (2024)        |
| Wierden              | Wierden     | Wdn  | 1881    | 2   | 3   | Deventer-Almelo Zwolle-Almelo            | Keolis NS    | 986 (2024) (NS)   |
| Wijchen              | Wijchen     | Wc   | 1881    | 2   | 3   | Brabantse Lijn                           | NS           | 3.915 (2024)      |
| Wijhe                | Wijhe       | Wh   | 1866    | 2   | 2   | Staatslijn A                             | NS           | 967 (2024)        |
| Winschoten           | Winschoten  | Ws   | 1868    | 2   | 2   | Staatslijn B                             | Arriva       | 2.619 (2009)      |
| Winsum               | Winsum      | Wsm  | 1893    | 1   | 2   | Hogelandspoor                            | Arriva       | 2.265 (2009)      |
| Winterswijk          | Winterswijk | Ww   | 1878    | 1   | 1   | Winterswijk-Zevenaar Zutphen-Winterswijk | Arriva       | 3.844 (2015)      |
| Winterswijk West     | Winterswijk | Www  | 2001    | 1   | 1   | Zutphen-Winterswijk                      | Arriva       | -                 |
| Woerden              | Woerden     | Wd   | 1855    | 2   | 4   | Utrecht-Rotterdam Woerden-Leiden         | NS           | 13.157 (2024)     |
| Wolfheze             | Wolfheze    | Wf   | 1845    | 2   | 3   | Rhijnspoorweg                            | NS           | 576 (2024)        |
| Wolvega              | Wolvega     | Wv   | 1868    | 1   | 2   | Staatslijn A                             | NS           | 1.394 (2024)      |
| Workum               | Workum      | Wk   | 1885    | 1   | 2   | Leeuwarden-Stavoren                      | Arriva       | 423 (2009)        |
| Wormerveer           | Wormerveer  | Wm   | 1869    | 3   | 4   | Staatslijn K                             | NS           | 3.814 (2024)      |

## Z

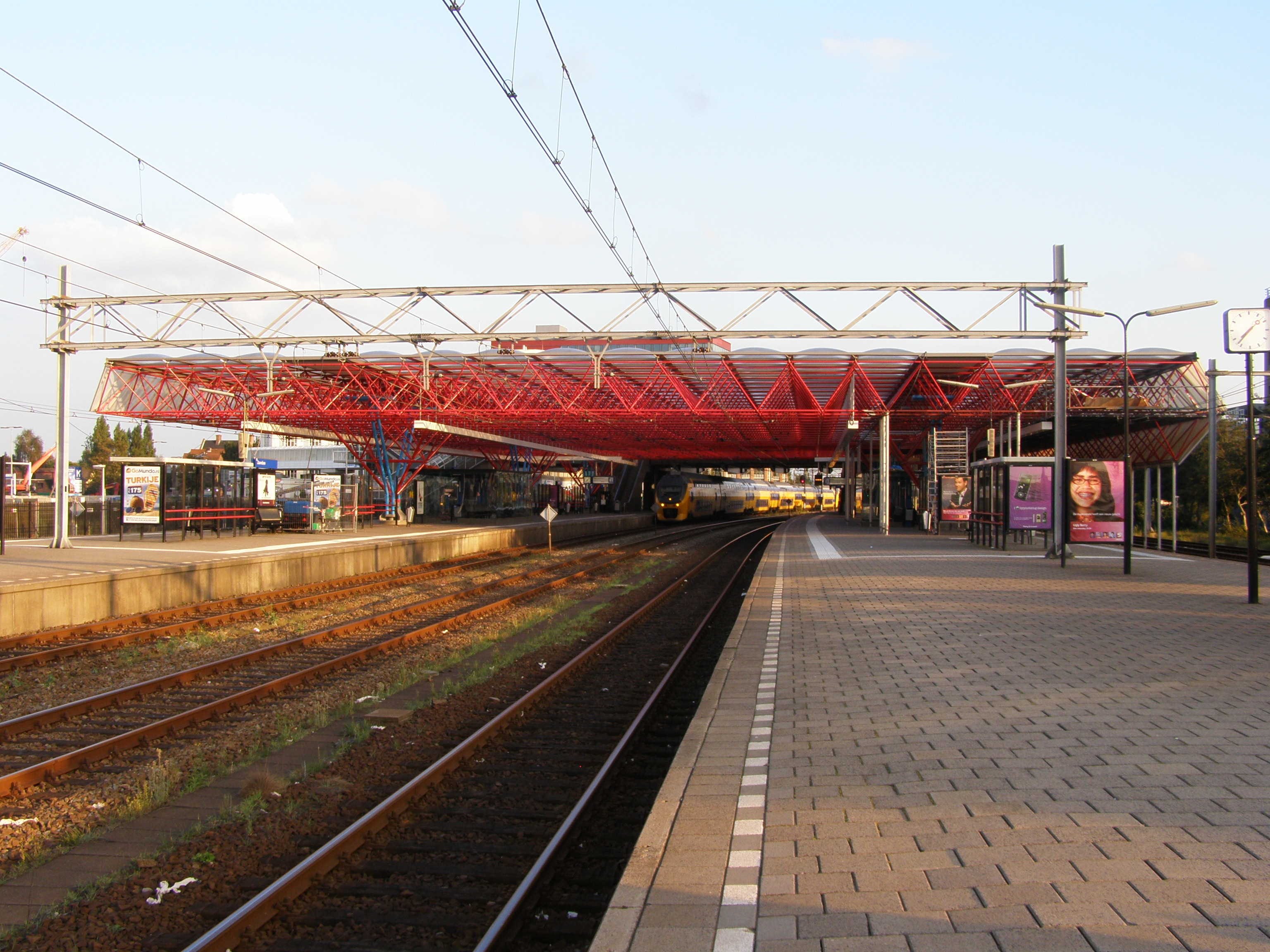
Station Zaandam
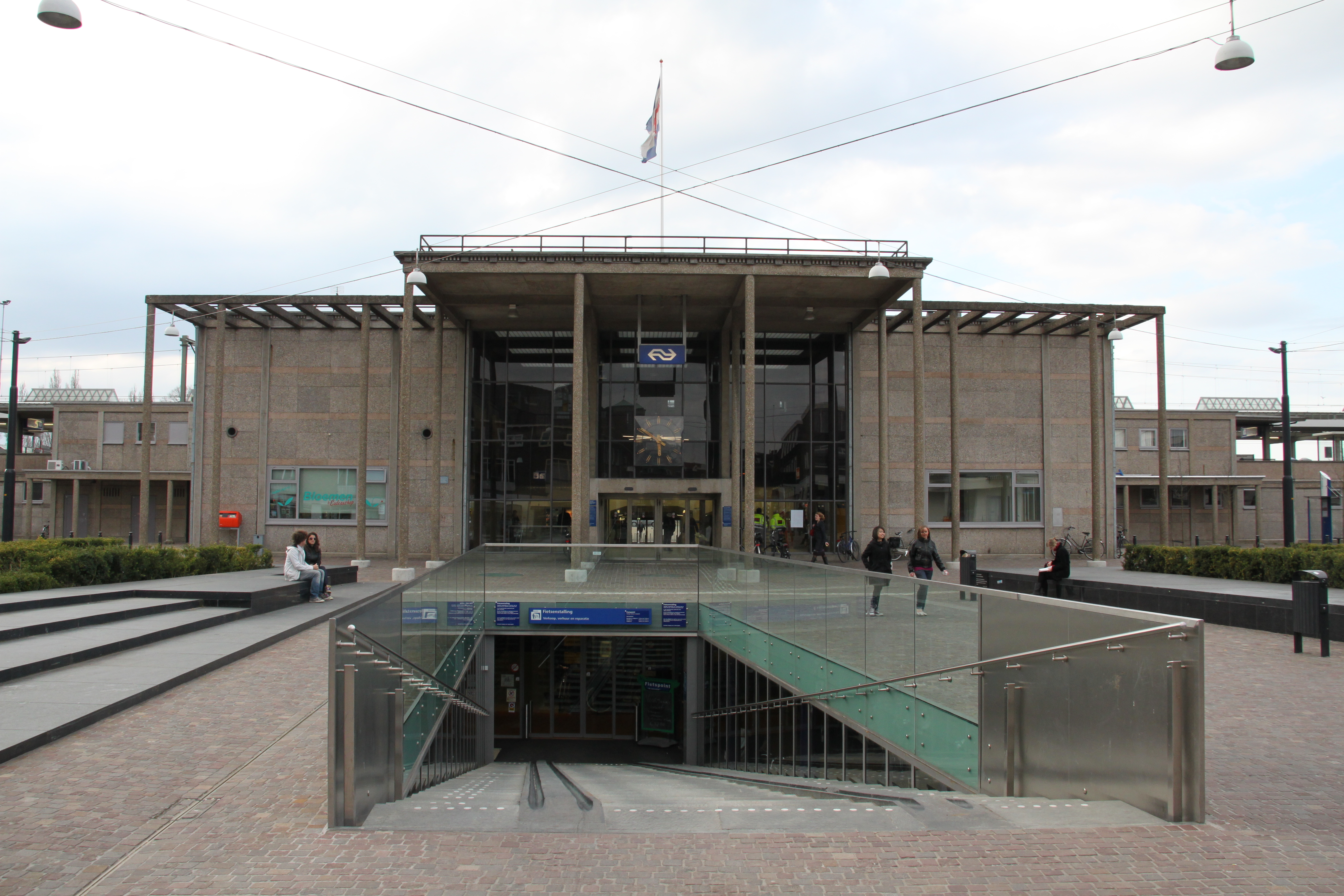
Station Zutphen
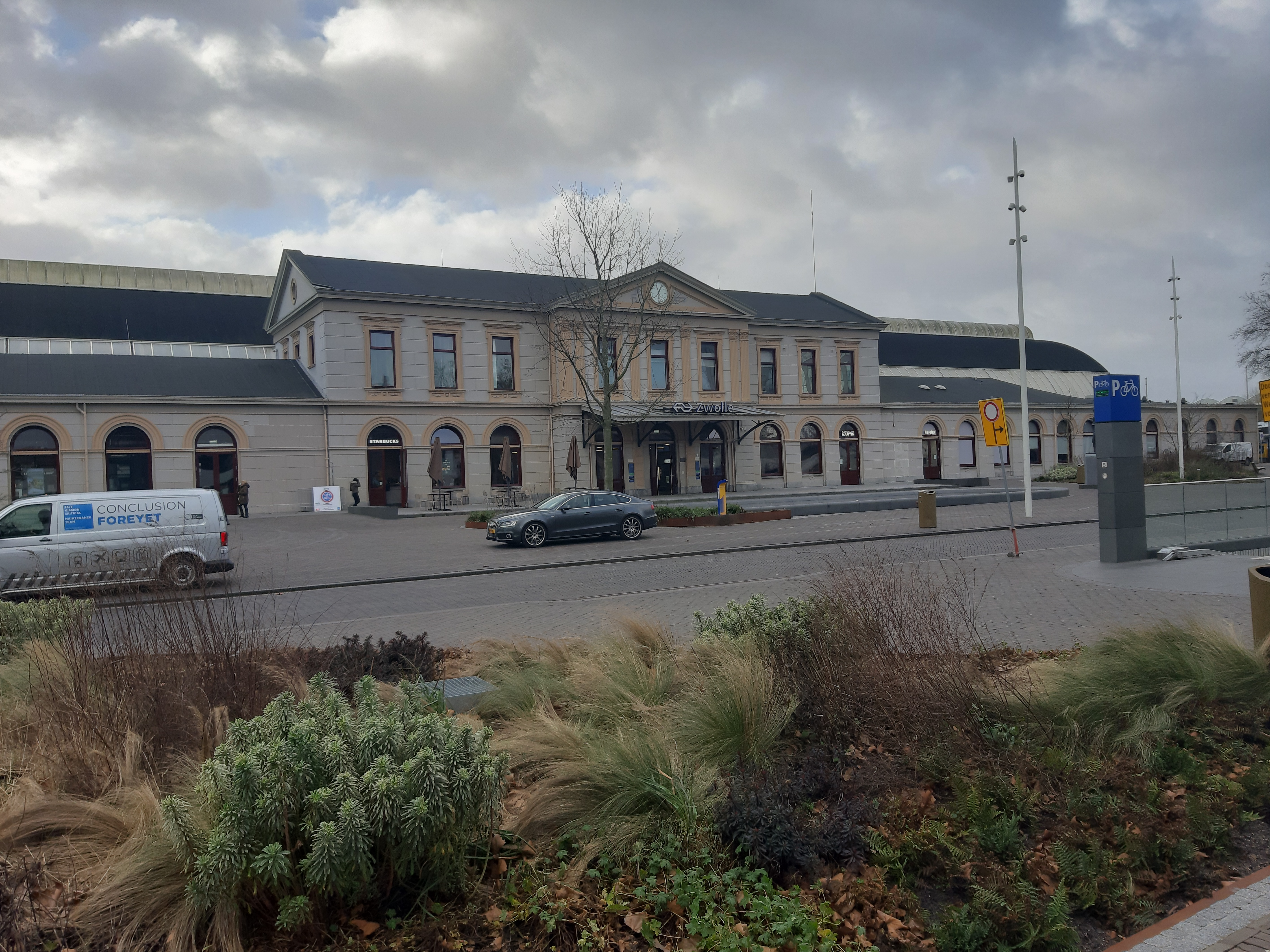
Station Zwolle

| Naam                   | Plaats      | Afk  | Opening | Per | Psp | Spoorlijn                                                          | Vervoerders            | Reizigers per dag  |
| ---------------------- | ----------- | ---- | ------- | --- | --- | ------------------------------------------------------------------ | ---------------------- | ------------------ |
| Zaandam                | Zaandam     | Zd   | 1869    | 2   | 4   | Staatslijn K Zaandam-Enkhuizen                                     | NS                     | 23.093 (2023)      |
| Zaandam Kogerveld      | Zaandam     | Zdk  | 1989    | 2   | 2   | Zaandam-Enkhuizen                                                  | NS                     | 1.371 (2024)       |
| Zaandijk Zaanse Schans | Zaandijk    | Zzs  | 1869    | 1   | 2   | Staatslijn K                                                       | NS                     | 4.126 (2024)       |
| Zaltbommel             | Zaltbommel  | Zbm  | 1869    | 2   | 2   | Staatslijn H                                                       | NS                     | 3.319 (2024)       |
| Zandvoort aan Zee      | Zandvoort   | Zvt  | 1908    | 3   | 2   | Haarlem-Zandvoort                                                  | NS                     | 5.499 (2024)       |
| Zetten-Andelst         | Zetten      | Za   | 1882    | 2   | 2   | Betuwelijn                                                         | Arriva                 | -                  |
| Zevenaar               | Zevenaar    | Zv   | 1856    | 2   | 3   | Rhijnspoorweg Winterswijk-Zevenaar                                 | Arriva Breng VIAS GmbH | 3.641 (2005)       |
| Zevenbergen            | Zevenbergen | Zvb  | 1854    | 2   | 2   | Spoorlijn 12                                                       | NS                     | 935 (2024)         |
| Zoetermeer             | Zoetermeer  | Ztm  | 1973    | 2   | 2   | Gouda-Den Haag                                                     | NS                     | 2.435 (2024)       |
| Zoetermeer Oost        | Zoetermeer  | Ztmo | 1965    | 1   | 2   | Gouda-Den Haag                                                     | NS                     | 1.503 (2024)       |
| Zuidbroek              | Zuidbroek   | Zb   | 1868    | 2   | 3   | Staatslijn B Stadskanaal-Zuidbroek                                 | Arriva                 | 838 (2009)         |
| Zuidhorn               | Zuidhorn    | Zh   | 1866    | 3   | 3   | Staatslijn B                                                       | Arriva                 | -                  |
| Zutphen                | Zutphen     | Zp   | 1865    | 2   | 3   | Oosterspoorweg Staatslijn A Staatslijn D Zutphen-Winterswijk       | Arriva NS              | 10.763 (2023) (NS) |
| Zwijndrecht            | Zwijndrecht | Zwd  | 1972    | 3   | 4   | Staatslijn I                                                       | NS                     | 4.341 (2024)       |
| Zwolle                 | Zwolle      | Zl   | 1864    | 5   | 14  | Centraalspoorweg Staatslijn A Hanzelijn Zwolle-Almelo Zwolle-Emmen | Arriva Keolis NS       | 42.976 (2024) (NS) |
| Zwolle Stadshagen      | Zwolle      | Zlsh | 2019    | 1   | 1   | Kamperlijntje                                                      | Keolis                 | -                  |

## Andere afkortingen
Op displays worden, afhankelijk van de ruimte, ook afkortingen gebruikt, maar andere dan hierboven vermeld. "Centraal" wordt vaak afgekort als "C." of "C.S.". Vaak wordt ook bij stationsnamen bestaande uit 2 namen het eerste woord weggelaten; zo worden als afkorting bijvoorbeeld gebruikt: Oostvaarders, RAI en Schothorst, in plaats van Almere Oostvaarders, Amsterdam RAI en Amersfoort Schothorst.

## Trivia
- De treinstations Chevremont, De Vink en Martenshoek zijn de enige treinstations in Nederland zonder plaatsnaam in de benaming.
- Enschede De Eschmarke droeg na de opening van het station in 2000 ook de plaatsnaam niet, deze is er in de loop van de jaren alsnog bijgekomen.
- Van alle plaatsen met 3 treinstations heeft Waddinxveen de minste inwoners.